# Liste der Straßen und Plätze in Berlin-Französisch Buchholz

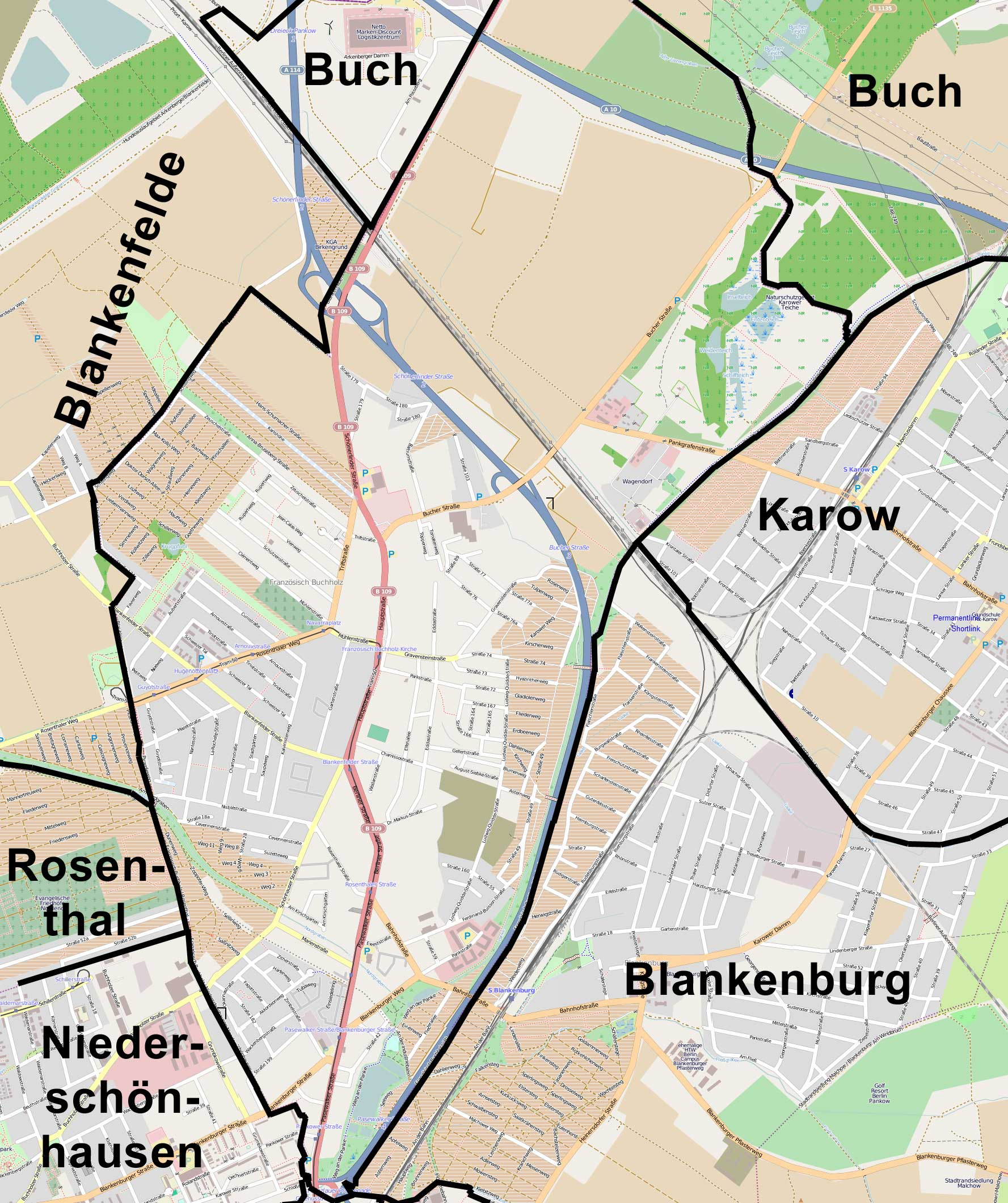
Straßensystem des Ortsteils Berlin-Französisch Buchholz
(aus: OpenStreetMap)

Die Liste der Straßen und Plätze in Berlin-Französisch Buchholz beschreibt das Straßensystem im Berliner Ortsteil Berlin-Französisch Buchholz (Bezirk Pankow) mit historischen Bezügen. Gleichzeitig ist diese Zusammenstellung ein Teil der Listen aller Berliner Straßen und Plätze.

## Überblick

### Statistik
Der Ortsteil Französisch Buchholz umfasst den Postleitzahlenbereich 13127 und hat 21.888 Einwohner (Stand: 31. Dezember 2023). In der Liste sind drei benannte Plätze und 144 gewidmete Siedlungs-, Privat- und Stadtstraßen aufgeführt. Von den Straßen gehören zwölf gleichnamig auch zu Nachbarortsteilen. Die Straßen haben eine gesamte Länge von 70,4 Kilometern, das öffentliche Straßennetz im gesamten Bezirk Pankow ist 604,7 Kilometer lang und das drittlängste Bezirksnetz, in Französisch Buchholz befinden sich acht Prozent (von 13 Ortsteilen im Bezirk). Die große Anzahl von Siedlungshäusern mit entsprechend größerer Straßenlänge je Einwohner sind ein Grund dafür. Die summierte Länge der Straßen in der Übersicht stimmt nicht mit der in der amtlichen Liste angegebenen überein, da im RBS teilweise auch parallele Fahrbahnen gesondert geführt sind.

### Geschichte
Der Zusatz „Französisch“ im Ortsnamen wurde zur Unterscheidung von anderen preußischen Gemeinden dieses Namens während der napoleonischen Besetzung um 1810 eingeführt. Vor dem Ersten Weltkrieg 1913 bei bestehenden Spannungen mit Frankreich entfiel dieser Zusatz für die im Landkreis Niederbarnim gelegene Gemeinde Berlin-Buchholz. Mit der Herauslösung der Gemeinde und der Eingliederung zu Groß-Berlin entstand der Ortsteil Buchholz im Verwaltungsbezirk Pankow. Nach der politischen Wende wurde der Zusatz im Rahmen der Berliner Neugliederung 1999 wieder angenommen. Für die Namenswahl der Straßen in Buchholz-West wurde der Bezug zu den Hugenotten gesucht, nach Kolonistenfamilien in Buchholz und Ereignissen im Frankreich der Hugenottenzeit.
Entlang der Hauptstraße mit der Dorfkirche an der Einmündung der Mühlenstraße befindet sich der eigentliche Siedlungskern des Angerdorfs. „Bei der Ortsanlage führten Wege nach Blankenburg, Buch, Niederschönhausen und Blankenfelde und der Weg nach Berlin [heute: Prenzlauer Allee, Prenzlauer Promenade, Pasewalker Straße und Berliner Straße]. Der historische Teil des Ortskerns von Buchholz befindet sich zwischen der Bucher Straße und der rechts abgehenden Blankenfelder Straße.“ Nach dem Dreißigjährigen Krieg, war etwa die Hälfte der Bauern- und Kossätenhöfe in Buchholz ohne Besitzer. Im Jahr 1685 veröffentlichte der Große Kurfürst das Edikt von Potsdam, das den Hugenotten Asyl anbot. Danach siedelten zunächst sechs Gärtner und zehn Kossäten mit calvinistischem Glauben aus Frankreich, Hugenotten. 1687 kamen die Einwanderer in das Dorf, das zur Königlichen Domäne Mühlenhof gehörte. Sie zahlten eine jährliche Pacht und bildete eine eigene kirchliche Gemeinde. Um 1700 stellten sie mit 69 Personen in 17 Familien ein Drittel der Bevölkerung des Dorfes.

### Straßensystem
Die Nord-Süd-Straße im Ortsteil von der Pasewalker über die Berliner zur Hauptstraße wurde als „Actienchaussee“ angelegt. Eine Actienchaussee war eine mit privatem Kapital angelegte Straße, „durch Verein mehrerer Privatpersonen aufgeführt […] und zur Erhebung des landesüblichen Chausseegeldes für gewisse Jahre berechtigt, nach deren Ablauf dieses der Staat erhebt.“ „Die Actien-Chaussee, die im Gegensatz zu der Königschaussee am Prenzlauer Thor beginnt und nach Französisch Buchholz führt. […] Letztere wird von diesem Dorfe ab, auf Kosten der Uckermärkischen Ritterschaft bis Prenzlau verlängert.“
Noch immer bildet diese historische Hauptverkehrsstraße B 109 die Ein- und Ausfallstraße von Berlin. Allerdings wird sie seit den 1980er Jahren durch die A 114 entlastet, die im Norden mit den Anschlussstellen (AS) Bucher Straße und Schönerlinder Straße und im Süden des Ortsteils mit der AS Pasewalker Straße erreicht wird. Über das Territorium des Ortsteils führen 4.670 Meter Fahrbahn des Berliner Autobahnrings und 10.960 Meter Fahrbahn des Autobahnzubringers Pankow im übergeordneten und 1.820 Meter der Ein-/ Ausfahrt AS Bucher Straße im großräumigen Straßensystem nach dem Berliner Straßenentwicklungsplanes (StEP). Der Straßenbelag östlich der Hauptstraße ist noch original ein großköpfiges Pflaster, wobei in der Gravensteinstraße bis Eddastraße die Südseite gepflastert und die Nordseite asphaltiert ist, heute das Zeichen für einen ehemaligen Sommerweg.
Die geografischen und historischen Bedingungen sind Grundlage des gültigen Straßennetzes. Auf der Hochlage westlich des Dorfkerns liegt die Vielzahl der – teilweise neu erstellten – Straßen im Wohngebiet Buchholz-West mit Eigenheimen und anteiligen Mehrfamilienhäusern auf, die vorher noch Acker-, Wiesenflächen und Gärten waren. Im Norden verläuft Ost-West die Bucher Straße durch Felder und Naturgebiete, die vom Ende des 19. bis Mitte des 20. Jahrhunderts durch Rieselfeldwirtschaft genutzt wurden. Nach Rosenthal zu, sowie im Nordwesten und entlang der Pankeniederung (im Osten des Ortsteils) befinden sich Kleingartenanlagen mit Gartenwegen, aber ohne befestigte amtliche Straßen. Die Benennungen der neuen Straßen um 1900, wie die Gravensteinstraße vom Dorfanger nach Osten, belegen die zunehmende Besiedlung durch Berliner Bürger in umgebende „naturnahe Vororte“. Ein Ausflugsziel für Berliner Bürger war Französisch Buchholz schon seit dem frühen 19. Jahrhundert und um die 1900er Jahre bestand der Versuch einen Luftkurort zu schaffen. (vergl. Suzettestraße, sowie die Angaben zum Wohngebiet Buchholz-Ost)

„Landhäuser sind die geschmackvollsten vor dem Potsdamer und Brandenburger Thore, im Thiergarten, dann auch in […] Französisch=Buchholz […]“

Die jüngste Änderung im Straßensystem erfolgte durch Eigenheimsiedlungen am westlichen Rand des Ortsteils mit neuen Wohnbauten auf niedergelegten Kleingartenkolonien, das Wohngebiet Buchholz-West. Ende der 1990er Jahre wurden hier viele Straßen angelegt und benannt. Wegen der Vergrößerung der Einwohnerzahl wurde 2000 die Straßenbahnlinie 50 vom vorherigen Endpunkt im Dorfkern um vier Haltestellen bis zur Guyotstraße verlängert, die Endschleife liegt im Ortsteil Blankenfelde.
Bei der Namensgebung der nach 1990 angelegten oder im Lauf veränderten Straßen wurde konsequent die Benennung der Straße auf französische Bezüge genommen. So wurden die vorherigen Namen der Kleingartenanlagen in französische Begriffe übersetzt, die KGA ‚Familienglück‘ war Vorbild für die Le Bonheur- und die La Famille-Straße. Orte und Themen der calvinistischen Geschichte in Frankreich wurden herangezogen, ebenso wie Persönlichkeiten, die sich um die gemeinsamen Beziehungen verdient gemacht hatten, wie bei Ferdinand-Buisson- und die Ludwig-Quidde-Straße, zwei Friedensnobelpreisträger, die sich nach dem Ersten Weltkrieg im Rahmen des Völkerbundes für die Aussöhnung zwischen Deutschland und Frankreich eingesetzt hatten. Die märkische Geschichte ist ebenfalls vertreten, beispielsweise in der Zeuchelstraße, einem Küchenmeister des Brandenburger Markgrafen Eisenzahn.
Mitte der 2010er Jahre wurden weitere Straßen gewidmet, die teilweise im Rahmen der Georeferenzierung aus den Koloniewegen umgewidmet wurden. Im Jahr 2013 kamen 19 Straßennamen nach Apfelsorten in der bestehenden ,Anlage Gravensteiner’ hinzu und Anfang 2014 sieben Straßen nach französischen Großstädten im Siedlungsgebiet ,Buchholz-Ost’, das auf dem Gelände einer stillgelegten Gärtnerei errichtet wurde.

## Übersicht der Straßen und Plätze
Die nachfolgende Tabelle gibt eine Übersicht über die vorhandenen Straßen und Plätze im Ortsteil sowie einige dazugehörige Informationen.
- Name/Lage: aktuelle Bezeichnung der Straße oder des Platzes. Über den Link Lage kann die Straße oder der Platz auf verschiedenen Kartendiensten angezeigt werden. Die Geoposition gibt die Lage der ungefähren Mitte der Straßenlänge an.
- Im amtlichen Straßenverzeichnis nicht aufgeführte Verkehrswege sind mit * gekennzeichnet.
- Ehemalige oder nicht mehr gültige Straßennamen sind kursiv gesetzt. Für bedeutende ehemalige Straßen oder historische Straßennamen ist gegebenenfalls eine gesonderte Liste vorhanden.
- Länge/Maße in Metern:
Die in der Übersicht enthaltenen Längenangaben sind  gerundete Übersichtswerte, die in Google Earth mit dem dortigen Maßstab ermittelt wurden. Sie dienen Vergleichszwecken und werden, sofern amtliche Werte bekannt sind, ausgetauscht und gesondert gekennzeichnet.
Bei Plätzen sind die Maße in der Form a × b für rechteckige Anlagen und für (ungefähr) dreieckige Anlagen als a × b × c mit a als längster Seite angegeben.
Sofern die Straße auch in benachbarte Ortsteile weiterführt, gibt der Zusatz ‚im Ortsteil‘ an, wie lang der Straßenabschnitt innerhalb des Ortsteils dieses Artikels ist.
- Namensherkunft: Ursprung oder Bezug des Namens.
- Anmerkungen: weitere Informationen über anliegende Baudenkmale oder Institutionen, die Geschichte der Straße und historische Bezeichnungen.
- Bild: Foto der Straße oder eines anliegenden Objektes.

Mehr als 30 Straßen im Ortsteil sind durch Zahlen gekennzeichnet ohne einen ortsüblichen Straßennamen. Die mit (*) markierten Straßen werden in Stadtplänen aufgeführt oder sind anderweitig benannt worden (beispielsweise als Privatstraße der Eigentümer). Koloniewege in Kleingartenkolonien (beispielsweise Goethe-, Schillerstraße oder Blaubeer-, Preiselbeerweg) blieben in der Tabelle unbeachtet. Die Berliner Straßen sind in unterschiedlichen Kategorien einsortiert, die StEP-Klasse entstammt dem Straßenentwicklungsplan, aus dem Straßenverzeichnis des Regionalen Bezugssystems (RBS) wird die RBS-Klasse abgeleitet und als OKSTRA-Klasse ist eine Kategorisierung aus dem Objektkatalog für das Straßen- und Verkehrswesen (OKSTRA) abgeleitet. Die summierte Längen der Straßen in der Übersicht stimm nicht mit der in der amtlichen Liste angegebenen überein, da im RBS teilweise auch parallele Fahrbahnen gesondert geführt sind.
| Name/Lage                       | Länge/Maße (in Metern)                  | Namensherkunft | Datum der Benennung | Anmerkungen | Bild |
| ------------------------------- | --------------------------------------- | --- | ------------------- | --- | --- |
| Akkordeonweg (Lage)             | 0480                                    | Akkordeon, Musikinstrument | 1. Dez. 1936        | Der vorherige Name war Straße 188. Der Weg verläuft von der Okarinastraße bis hinter die Zitherstraße. Sie verläuft zwischen den Altbausiedlungshäusern des Instrumentenviertels. 1943 ist als Schreibung Akkordionstraße (mit „i“) vermerkt. | Akkordeonweg nach Ost                                                                                            |
| Am Brendegraben (Lage)          | 01020                                   | Der Brendegraben – aus der Rieselfeldzeit – liegt mit seinem Unterlauf am südlichen Abschnitt des Weges                                                                                          | 16. Apr. 2013       | Der Weg Am Brendegraben (vormals Weg zur Anlage am Brendegraben-Unterlauf) ist eine Privatstraße und die einzige Zufahrt zum durch den Autobahnbau abgetrennten Teil der „Freizeitkolonie Gravensteiner Gartenfreunde“ östlich der A 114. Der asphaltierte Fahrweg führt von der Bucher Straße zwischen A 114 und dem Eisenbahnaußenring nach Südost und führt als Sackgasse zu den Grundstücken, die westlich der Panke und der A 114 liegen. Der Straßenname steht im Gegensatz zur Namenswahl der weiteren 19 Straßen nach Apfelsorten wegen des begrifflichen Bezugs zur Apfelsorte Gravensteiner. Der Name der Freizeitkolonie Gravensteiner Gartenfreunde geht jedoch auf die Gravensteinstraße zurück. Die Benennung wurde nach abgelehnten Vorschlägen gemäß § 15 Bezirksverwaltungsgesetz (BezVG) vom Bezirksamt Pankow vorgeschlagen und am 16. April 2013 von der Pankower BVV beschlossen. Die Straße ist gewidmet und in die RBS-Klasse PSTR (Okstra-Klasse P) als Privatstraße eingeordnet. | Am Brendegraben nordwärts der Freizeitkolonie: parallel A 114                                                    |
| Am Kirschgarten (Lage)          | 0530                                    | projektierter Kirschgarten im Zentrum der Siedlung | 15. Jan. 2008       | Am Kirschgarten ist die Anliegerstraße und eine Ringstraße um den zentralen Platz, sie geht parallel zum Nordgraben von der Schönhauser Straße nach Ost ab, die Neubaueinfamilienhäuser gehen nach Nord. Die Straße ist <?> Bereits vor der Anlage der Straße und deren Bebauung befand sich hier eine Gartenanlage mit Kirsch- und Obstbäumen. | Am Kirschgarten von der Schönhauser Straße                                                                       |
| Ancillonweg (Lage)              | 0125                                    | Charles Ancillon (1659–1715), entstammt einer Hugenottenfamilie | 27. Mai 1996        | Sie liegt in einer Eigenheimsiedlung zwischen Nisblé- und Cevennenstraße, vor der Benennung hieß sie Straße 140. Sie ist nachAncillon benannt, der als Jurist gegen das Edikt von Nantes erfolglos blieb und mit seiner Familie nach Brandenburg auswanderte. 1699 wurde er durch den Kurfürsten Friedrich III (1657–1713) zum Richter der französischen Gemeinde ernannt. Charles Ancillon gilt als Schöpfer der französischen Rechtspflege in Brandenburg. | Ancillonweg |
| An der Streuobstwiese (Lage)    | 0250                                    | anliegende Streuobstwiese | 26. Okt. 2021       | Die Privatstraße verbindet die Straße 76 mit der Gravensteinstraße. | |
| Anna-Bruseberg-Weg (Lage)       | 1100                                    | Anna Bruseberg (1888–1954), Grundbesitzerin in Rosenthal | 1. Mai 1999         | Die Straße verläuft geradlinig zwischen Schillingweg und Triftstraße (Kamisardenplatz), südlich der KGA ‚Aus eigener Kraft‘ und ‚Edelweiß‘. Sie wird mit Eigenheim Parallel verläuft der Zeuchelweg, wobei zwischen beiden durch eine neue Eigenheimsiedlung das zwischenzeitliche Ödland ersetzt. Das Grab von Anna Bruseberg befindet sich auf dem „Neuen Friedhof Rosenthal“. | |
| Apfelblütenweg (Lage)           | 0230                                    | Apfelblüte, Blüten der Apfelbäume | 25. März 2015       | Der Apfelblütenweg liegt im Nordostteil der Anlage Buchholz ersetzt den zuvor nicht amtlich geführten Weg 9, mit einem kurzen Abschnitt zum Fliederblütenweg am Nordgraben. Der nun als Eigentümer-Privatweg gewidmete Verkehrszug liegt dadurch in Nord-Süd-Richtung von der Cevennenstraße (gegenüber Chantiéweg) zum Nordgraben. Die zehn Garten- und Siedlergrundstücke am Apfelblütenweg sind durch die querenden Wege nicht durchgehend nummeriert: 3, 9–13, 17 (ungerade) und 4–14 (gerade, ohne 8). Im Berliner Straßenregister unter einer eigenen Schlüsselnummer erfasst ist sie als STRA klassifiziert, aber in der Zuständigkeit nach OKSTRA-Klasse als „P“ (Privatweg). | Apfelblütenweg                                                                                                   |
| Arnouxstraße (Lage)             | 0740                                    | Familie Arnoux war eine hugenottische Kolonistenfamilie | 23. Okt. 1995       | Die Straße liegt zwischen Aubertstraße und Calvinistenweg im Wohngebiet Buchholz-West. Die Familie Arnoux kam mit weiteren Siedlern Calvinistischen Glaubens nach dem Dreißigjährigen Krieg nach Preußen, als viele Höfe in Buchholz ohne Besitzer waren. 1700 stellten diese französischen Siedler ein Drittel der Bevölkerung des Dorfes. | Arnouxstraße |
| Aubertstraße (Lage)             | 0380                                    | Die Aubert waren eine hugenottische Kolonistenfamilie | 23. Okt. 1995       | Die Straße 122 nach Bebauungsplan eingerichtet liegt zwischen Petitweg und Cunistraße am Nordwestrand des Wohngebiets Buchholz-West. Sie wurde mit Bezug zu den Hugenotten benannt, die ab 1852 im Dorf Buchholz die nach dem Dreißigjährigen Krieg leerstehenden Höfe gegen Pacht übernahmen und (ab 1817: Französisch Buchholz) ihre eigene Kirchgemeinde bildeten. | Aubertstraße · Aubertstraße (Richtungswechsel)                                                                   |
| August-Siebke-Straße (Lage)     | 0520                                    | Johann Friedrich August Siebke (1844-??), Buchholzer Kleinbauer | 1. Aug. 2000        | Die Straße liegt im Ring westlich von und zur Ludwig-Quidde-Straße und wurde als Privatstraße durch die eignende Baugesellschaft benannt. Siebke besaß in Französisch-Buchholz Ländereien, zu denen die spätere Kleingartenanlage „ErtragReich“ gehörte, die für die Bebauung aufgelöst wurde. Das durch Siebke geerbte Wohnhaus Hauptstraße 70 wurde 1937 von der Stadt erworben, darin befindet sich heute die neue Schule. | August-Siebke-Straße – südlicher Ast                                                                             |
| Bahnhofstraße (Lage)            | 0760 (im Ortsteil)                      | Haltepunkt Blankenburg der Stettiner Bahn | ca. um 1877         | Die Straße liegt zwischen östlichem Rand der Autobahnbrücke und der Pasewalker Straße im Ortsteil und setzt sich nach Osten zum Dorfkern von Blankenburg fort, sie verbindet so den S-Bahnhof mit beiden Ortsteilen von Pankow. Es ist eine verkehrsreiche überwiegend mit Mehrfamilienhäusern bebaute Wohnstraße. Zwischen der Eweststraße und dem Blankenburger Weg ist in den 2010er Jahren ein Neubaugebiet mit Einfamilienhäusern entstanden. Durch die Anschlussnähe zur Autobahnausfahrt ist die Bahnhofstraße im Berliner Straßensystem auf 300 Metern als regionale Hauptstraße (Kategorie III), im Rest als einfache Gemeindestraße eingeordnet. | Bahnhofstraße von Pankstraße nordwärts · Bahnhofstraße von Blankenburg aus gesehen                               |
| Baltrumstraße (Lage)            | 0600                                    | Baltrum, die kleinste der Ostfriesischen Inseln | 26. Juli 1927       | Sie liegt zwischen Bucher Straße und Straße 180 und war vor der Benennung Straße 101 des Bebauungsplans. Für 1943 ist die Straße durchgehend bebaut und liegt nördlich zwischen Bucher und Straße 103 und endet in den Rieselfeldern und Acker. | |
| Bananenapfelweg (Lage)          | 0270                                    | Bananenapfel, Apfelsorte | 16. Apr. 2013       | Der Bananenapfelweg (vormals unbenannt) ist eine Privatstraße auf dem Gelände der Freizeitkolonie Gravensteiner Gartenfreunde und liegt zwischen Landapfelweg und Weinapfelweg (Ecke Graben 50 Buchholz). Der Straßenname und der weiteren 19 Straßen nach Apfelsorten nimmt Bezug zur Apfelsorte Gravensteiner. Der Name der Freizeitkolonie Gravensteiner Gartenfreunde geht jedoch auf die Gravensteinstraße zurück. Die Benennung erfolgte gemäß § 15 Bezirksverwaltungsgesetz (BezVG) auf der Beschluss des Bezirksamtes Pankow vom 26. Februar 2013 und wurde von der BVV am 26. April 2013 bestätigt. Die Straße ist gewidmet, aber in die RBS-Klasse KGA (Okstra-Klasse P) eingeordnet. | Bananenapfelweg nach Süd                                                                                         |
| Berliner Straße (Lage)          | 0870                                    | Verbindungsweg nach Berlin | nach 1824           | Auf der Berliner Straße verläuft die B 109 in Verlängerung der Pasewalker Straße zur Hauptstraße, wo der alte Siedlungskern liegt. Die Berliner Straße trägt den Namen zwischen Bahnhof- und Schönhauser Straße. Es ist ein alter Verbindungsweg nach Berlin, der schon im Messtischblatt von 1871 eingezeichnet ist. Nach 1824 wurde sie Teil der Provinzial-Chaussee Berlin–Prenzlau. Neben anderen Gebäuden ist das Dorfensemble mit Amtshaus und Wohnhaus, den Mietshäuser Nr. 24–28a, und die Gemeindeschule Buchholz von 1892 als Baudenkmal ausgewiesen. | Berliner Straße · Berliner Straße im Jahr 1911                                                                   |
| Birnenblütenweg (Lage)          | 0350                                    | Birnenblüte, Blüten der Birnenbäume | 25. März 2015       | Der Birnenblütenweg liegt im Nordostteil der Anlage Buchholz ersetzt den zuvor nicht amtlich geführten Namen Weg 3 der sich quer (Ost-West) durch die Anlage zieht vom Fliederblütenweg zur Schönhauser Straße. Am nun als Eigentümer-Privatweg gewidmete Verkehrszug münden innerhalb der Anlage von Norden der Pflaumenblütenweg und demgegenüber von Süden der Seitenast des Veilchenblütenwegs. Von ihm gehen auch die anderen neu benannten Wege nach Westen ab. Die 29 Garten- und Siedlergrundstücke am Birnenblütenweg sind mit 4–34 (gerade) und 3–33 (ungerade) nummeriert. Im Berliner Straßenregister unter einer eigenen Schlüsselnummer erfasst ist sie als STRA klassifiziert, aber in der Zuständigkeit nach OKSTRA-Klasse als „P“ (Privatweg). | Birnenblütenweg                                                                                                  |
| Blankenburger Straße (Lage)     | 0400 (im Ortsteil)                      | Blankenburg, südöstlicher Nachbarort | nach 1871           | Die Blankenburger Straße liegt mit ihrem nordöstlichen Teil bis zur Pasewalker Straße im Ortsteil. Sie führt ab Ortsteilgrenze westwärts nach Niederschönhausen zur Dietzgenstraße (B 96a). Ein Verbindungsweg zwischen Niederschönhausen und Blankenburg ist schon 1835 auf dieser Trasse eingezeichnet. Im Norden der Trasse im Ortsteil liegt die KGA ‚Hoffnung e. V.‘ Durch ihre Lage ist es eine stark befahrene Strecke. Die Straße ist im Berliner Straßensystem als regionale Hauptstraße (Kategorie III) eingeordnet. | Blankenburger Straße nach Westen gesehen                                                                         |
| Blankenburger Weg (Lage)        | 0490                                    | Blankenburg, südöstlicher Nachbarort | ca. um 1700         | Die Straße liegt zwischen Pasewalker und Bahnhofstraße. Der alte Verbindungsweg zwischen Niederschönhausen und Blankenburg hat auf Buchholzer Gebiet seinen Namen behalten und setzt sich westwärts nach Niederschönhausen in der Blankenburger Straße fort, wobei diese beiden Trassen (heute) über die Pasewalker Straße verschoben sind. Im Berliner Straßensystem ist der Blankenburger Weg dem übergeordneten Straßensystem zugeordnet und führt ersatzweise die als „Nordtangente“ vorgesehene Verkehrsführung. Der Nordgraben kreuzt die Straße. 1913 ist er noch unbebaut. Durch die Anschlussnähe zur Autobahnausfahrt ist die Straße im Berliner Straßensystem als übergeordnete Hauptstraße (Kategorie II) eingeordnet. | Blankenburger Weg, Blick westwärts von der Bahnhofstraße                                                         |
| Blankenfelder Straße (Lage)     | 1450 (im Ortsteil)                      | Blankenfelde, nordwestlicher Nachbarort | nach 1871           | Die Straße liegt zwischen Ortsteilgrenze (etwa am Favierweg) und dem Abzweig Berliner / Schönhauser / Hauptstraße. Es ist der Verbindungsweg zwischen Buchholz und Blankenfelde. Er geht im Ortsteil Blankenfelde als Buchholzer Straße weiter. Während die Nordostseite vorwiegend mit Neubauten des Wohngebiets Buchholz-West bebaut ist liegen südlich Kleingärten und Eigenheimsiedlungen. Bei ihrer Lage ist sie im Hauptstraßensystem Berlins als ergänzende Straße eingeordnet. | Blankenfelder Straße                                                                                             |
| Bordeauxstraße (Lage)           | 0120                                    | Bordeaux ist Universitätsstadt und politisches, wirtschaftliches und geistiges Zentrum des französischen Südwestens                                                                              | 29. Jan. 2014       | Die Straße wurde aus der nach Pankower Bebauungsplans XIX-48b („Alte Gärtnerei“) trassierten Privatstraße X gebildet. Sie ist als Privatstraße und Zufahrt zu den Anliegergrundstücken ausgelegt. Der Bebauungsplan als „Buchholz-Ost“ umfasst das Gebiet zwischen Dr.-Markus-Straße, Parkgraben, Ferdinand-Buisson-Straße, Bahnhofstraße und Berliner Straße im Ortsteil. Mit Beschluss der BVV wurden provisorisch benannte Erschließungsstraßen des Plans auf Vorschlag des Bezirksamtes Pankow benannt und gewidmet. Die Straße gehört zum 3. Bauabschnitt und soll die Grundstücke westlich der Marseollestraße erschließen, zu ihr gehören die Grundstücke im Nordwesten der Planung. Am Ende des Jahres 2014 sind bereits Grundstücke vermessen und markiert, allerdings sind entsprechend der Bebauungszeit die Flächen noch von Bodenmaterial aus der Beräumung der stillgelegten Gärtnerei als beräumte Brachfläche bestanden. | Bordeauxstraße 2014: benannt – gewidmet – noch nicht im Bau · Bordeauxstraße 2018: Nach Fertigstellung           |
| Brester Ring (Lage)             | 0200                                    | Brest ist eine französische Hafenstadt in der Bretagne (Department Finistère), Stützpunkt der französischen Atlantikflotte und ein wichtiger Handelshafen                                        | 29. Jan. 2014       | Die Straße wurde als Privatstraße III und Privatstraße IV zur Erschließung der Baugrundstücke nach Pankower Bebauungsplans XIX-48b trassiert. Sie ist als Privatstraße und Zufahrt zu den Anliegergrundstücken ausgelegt. Der Bebauungsplan als „Buchholz-Ost“ benannt, umfasst das Gebiet zwischen Dr.-Markus-Straße, Parkgraben, Ferdinand-Buisson-Straße, Bahnhofstraße und Berliner Straße im Ortsteil. Mit Beschluss der BVV wurden provisorisch benannte Erschließungsstraßen des Bauplans auf Vorschlag des Bezirksamtes Pankow benannt und gewidmet. In der Mitte des Jahres 2014 erfolgte die Erschließung und der Beginn der Wohnbauten auf der teilweise noch unberäumten Brachfläche der vormaligen Gärtnerei auf diesem Gebiet des Bebauungsplans. Der Brester Ring erschließt den Südwesten des Bebauungsgebiets westlich der Marseillestraße und führt dabei in einem Ring zu dieser, wobei vom Südast noch drei Zufahrten in Richtung Nizzastraße führen. | Brester Ring 2014: benannt - gewidmet im Bau                                                                     |
| Bucher Straße (Lage)            | 2900 (im Ortsteil) teilweise halbseitig | Buch, nördlicher Nachbarort | nach 1871           | Die Bucher Straße gehört durch den Anschluss an die A 114 zum übergeordneten Hauptstraßensystem. Sie liegt zwischen Haupt-/ Schönerlinder Straße und der Ortsteilgrenze an der Hobrechtsfelder Brücke über den Lietzengraben und unter gleichem Namen führt sie nach Buch, ab Autobahnbrücke über den Berliner Ring geht der Straßenzug als Hobrechtsfelder Chaussee weiter. Nach der Befestigung um 1870 erhielt der alte Verbindungsweg von Buchholz nach Buch (eingezeichnet im Messtischblatt von 1871) die Bezeichnung Straße. Der westliche Teil liegt im Gewerbegebiet, nach Osten hin liegen Kleingartenanlagen an der Straße. Jenseits vom Autobahnzubringer bis zum Autobahnring grenzt im Süden das NSG Karower Teiche und nördlichen Grünflächen der ehemaligen Rieselfelder. Durch die Anschlussnähe zur Autobahnausfahrt ist die Straße Richtung Buch im Berliner Straßensystem als übergeordnete Hauptstraße (Kategorie II) eingeordnet, 680 Meter besitzen regionalen Status. | Verlauf an den Karower Teichen                                                                                   |
| Buschsperlingsweg (Lage)        | 1240                                    | Buschsperling, Gattung innerhalb der Familie der Sperlinge | 11. Mai 2011        | Die Straße zwischen Bahnhofstraße und Karpfenteich in der „Anlage Blankenburg II“ liegt westlich der A 114, parallel zum Steinsperlingsweg. Da die Anlieger dieser Gartenkolonie, wegen der Siedlungsstruktur nicht dem Bundeskleingartengesetz zustimmten wurden die Anlagenwege zu amtlich gewidmeten Privatstraßen (RBS: PSTR) anerkannt. Der vorherige Anliegername war Fliederallee. Unter gleichen Namen sind auch alle Seitenwege nach Westen benannt. | Buschsperlinweg · Straßenschilder                                                                                |
| Cevennenstraße (Lage)           | 0660                                    | Cevennen, Gebirgszug im französischen Zentralmassiv | 3. Juni 1996        | Die Straße wurde als Straße 18 nach Bebauungsplan im Siedlungsgebiet angelegt, dabei entstand am Westende die Straße 18a, eine Stichstraße. Die Straße liegt zwischen Schönhauser Straße und Nordgraben (Ancillonweg), sie liegt parallel zu Nisblé- und Suzettestraße in der Eigenheimwohnsiedlung. Die namensgebenden Cevennen waren Rückzugsgebiet der Hugenotten im Cevennenkrieg 1702–1710. Die Namenswahl für diese Straße im vorherigen Gelände der „Kolonie Buchholz“ erfolgte mit dem Bezug zur französischen Geschichte des Ortsteils. Unter Cevennenstraße 33 (Schönhauser Straße 63) war die Anlage ‚Buchholz‘ adressiert, danach wurden die Gartenwege neu als Privatwege benannt. | Cevennenstraße westwärts ab Schönholzer Straße                                                                   |
| Chamissostraße (Lage)           | 0460                                    | Chamisso (1781–1838), Dichter. | bis 1911            | Chamisso war mit seinen Eltern aus Frankreich nach Preußen emigriert und war hier als Schriftsteller und weltreisender Naturforscher tätig. Die Straße liegt zwischen Hauptstraße und über die Eddastraße bis Parkgraben im Kerngebiet von Buchholz. Um 1904 nach dem Tod des Bankiers Gravenstein (1903) wurde das Anwesen, nachdem die Buchholzer Gemeinde die käufliche Übernahme abgelehnt hatte, durch eine Terraingesellschaft aufgekauft und verparzelliert sowie die Parkstraße angelegt. Die Chamisso-, Edda-, Viktoria- und Gellertstraße sind in späteren Jahren entstanden. | Chamissostraße                                                                                                   |
| Chantiéweg (Lage)               | 0110                                    | Chantié: Buchholzer hugenottische Kolonistenfamilie zur Familie Chantié | 27. Mai 1996        | Der Weg ist Straße 149 des Bebauungsplans und gehört zum Siedlungsgebiet Buchholz-West und verbindet Cevennen- und Nisbléstraße, zugeordnet sind die Grundstücke 1–6. Nach Süden geht der nichtamtlich benannte Weg 9 der Anlage ‚Buchholz‘ weiter, der nicht einbezogen ist. | Chantieweg |
| Chartronstraße (Lage)           | 0500                                    | Chartron: Buchholzer hugenottische Kolonistenfamilie | 8. Jan. 1996        | Die Straße war als Straße 142 eingerichtet und angelegt und gehört zur Wohnsiedlung Buchholz-West. Sie verbindet die Nisblé- mit der Blankenfelder Straße und ist mit Einfamilienhäusern bebaut. | Chartronstraße nach Süd gesehen                                                                                  |
| Clémentweg (Lage)               | 0640                                    | Clément: Buchholzer hugenottische Kolonistenfamilie | 15. Juni 1999       | Die Hugenottenfamilie Clément hat erst nach 1700 in Buchholz gesiedelt. Die Straße wurde vorher als Straße 126 geführt. Es ist ein zweispurig asphaltierter Fahrweg mit beidseitigem Randstreifen teilweise als Gehweg, in der 30er-Zone Eigenheimsiedlungsgebiet. Sie setzt nordwestlich der Triftstraße die Mühlenstraße fort ab Höhe Friedhofskapelle und Arbeitshof des Friedhofs. Am Nordende, an der Grenze zur KGA ‚Gartenvörde‘, geht sie in die amtlich unbenannte Dr.-Dorsch-Allee auf dem Privatgelände dieser Kleingartenanlage über. | |
| Cunistraße (Lage)               | 0560                                    | Cuni: Buchholzer hugenottische Kolonistenfamilie | 23. Okt. 1995       | Sie führt von der Aubert- zur Kalvinistenstraße an der Ecke KGA ‚Bergfried‘ und liegt im Wohngebiet Buchholz-West. Sie ist mit Mehrfamilienhäusern bebaut, an der Westseite nördlich vom Rosenthaler Weg liegt die Schule am Birkenhof mit Sporthalle. Die Familie Cuni gehörte zu den ersten Siedlern der Hugenotten aus Frankreich. | Cunistraße |
| Dr.-Markus-Straße (Lage)        | 0660                                    | Max Markus (1888–1951), jüdischer Mediziner und Verfolgter des NS-Regimes | 9. Nov. 1994        | Die Straße vorher Straße 53 liegt zwischen der Berliner Straße und über die Eddastraße als Fahrweg hinaus. Bis zur Brücke über den Parkgraben ist die Straße mit Siedlungshäusern bebaut, nördlich mit den ungeraden Grundstücken 1–21 und gegenüber befinden sich die Siedlungshäuser 2–10, das Grundstück 12 ist ein Gewerbegrundstück auf dem Auflieger der Spedition Schulze Mariendorf und der Schaubühne stehen. Die im Westteil bis zur Eddastraße acht Meter breite Straße besitzt unbefestigte Gehwege und einen vier Meter breiten Pflasterbelag, der sich bis etwa 20 Meter vor der Brücke fortsetzt. Der Fahrweg geht an der Brücke in einen Feldweg über der 90 Meter nach Nordost über Ödland weiter und weitere 90 Meter dann nach Norden geführt wird. Der trassierte Verlauf ist im Norden durch die Siedlung an der August-Siebke-Straße aufgegangen. An deren Südrand besteht ein Feldweg zur Ludwig-Quidde-Straße, die den nach FIS-Broker-Angabe stumpf an der Siedlung endet. Auf der Karte von 1954 verläuft ein nördlicher Ast der Straße 53 zur Gellertstraße entlang vom (heutigen westlichen) Ringschluss der August-Siebke-Straße, im Stadtplan 1989 ist es dann schon Feldwege nach Norden und Westen. Die hier liegende Ödfläche ist durch den Bebauungsplan XIX-48a aus dem Jahr 2007 (Buchholz-Ost) geplant. Die Fläche der ehemaligen Gärtnerei südlich der Straße gehört zum Bebauungsplan XIX-48b. Der namengebende Max Markus arbeitete als Arzt und Geburtshelfer in Buchholz, Berliner Straße 10 (heute: „Villa Markus“). 1938 wurde er ins KZ Sachsenhausen inhaftiert. Er wurde – unter der Aufforderung zu migrieren – freigelassen und ging nach England.                                         | Dr.-Markus- ab Eddastraße, Blick westwärts · Blick am Parkgraben zur Brücke der Dr.-Markus-Straße                |
| Eddastraße (Lage)               | 0820                                    | Edda, nordische Dichtung | ca. um 1904         | Sie liegt von der Dr.-Markus-Straße nach Norden, zunächst als Stichstraße und dann zwischen Chamisso- und Gravensteinstraße, über diese geht ein Fahrweg weiter zur KGA ‚Parksiedlung‘. Sie liegt parallel zur Elfenallee. Eine ruhige überwiegend mit Einfamilienhäusern bebaute Wohnstraße mit Kopfsteinpflaster. An der Straße liegt der kleine, aber verwilderte Viktoriapark. Um 1904 nach dem Tod des Bankiers Gravenstein (1903) wurde das Anwesen, nachdem die Buchholzer Gemeinde die käufliche Übernahme abgelehnt hatte, durch eine Terraingesellschaft aufgekauft und verparzelliert sowie die Parkstraße angelegt. Die Chamisso-, Edda-, Viktoria- und Gellertstraße sind in späteren Jahren entstanden. Hinter dem Gutshaus von Gravenstein auf einer großen Lichtung im Parkgrundstück zwischen Elfenallee und der Eddastraße befand sich ein geräumiges Wildgatter mit Rehen und Hirschen. | Blick in die Eddastraße von der Gravensteinstraße südwärts                                                       |
| Edelapfelweg (Lage)             | 0300                                    | Edelapfel, Apfelsorte | 16. Apr. 2013       | Der Edelapfelweg (vormals Kirschenweg) ist eine Privatstraße auf dem Gelände der Freizeitkolonie Gravensteiner Gartenfreunde und liegt zwischen Straße 76a und Graben Buchholz zum Ödland. Der Straßenname und der weiteren 19 Straßen nach Apfelsorten nimmt Bezug zur Apfelsorte Gravensteiner. Der Name der Freizeitkolonie Gravensteiner Gartenfreunde geht jedoch auf die Gravensteinstraße zurück. Die Benennung erfolgte gemäß § 15 Bezirksverwaltungsgesetz (BezVG) auf der Beschluss des Bezirksamtes Pankow vom 26. Februar 2013 und wurde von der BVV am 26. April 2013 bestätigt. Die Straße ist gewidmet, aber in die RBS-Klasse KGA (Okstra-Klasse P) eingeordnet. | Edelapfelweg – Blick nach West zur Ludwig-Quidde-Straße                                                          |
| Einsiedelring (Lage)            | 0640                                    | hier lag die aufgehobene Kolonie „Einsiedel“ | 15. Nov. 2005       | Die Privatstraße ist eine zu den Einfamilienhäusern der Siedlung Einsiedel führende Ringstraße in der Eigenheimsiedlung westlich der Pasewalker Straße, mit dieser Hauptstraße ist sie über die Straßenbahngleise hinweg verbunden. Die namengebende Siedlerkolonie wurde 1925–1935 angelegt und 2004 aufgehoben. | Einsiedelring: östlicher Treil nach Süden                                                                        |
| Eiserapfelweg (Lage)            | 0200                                    | Eiserapfel, Apfelsorte | 16. Apr. 2013       | Der Eiserapfelweg (vormals Kirchweg) ist eine Privatstraße auf dem Gelände der Freizeitkolonie Gravensteiner Gartenfreunde und liegt zwischen Ludwig-Quidde-Straße und Weinapfelweg, er schließt an den Hebammensteig an. Der Straßenname und der weiteren 19 Straßen nach Apfelsorten nimmt Bezug zur Apfelsorte Gravensteiner. Der Name der Freizeitkolonie Gravensteiner Gartenfreunde geht jedoch auf die Gravensteinstraße zurück. Die Benennung erfolgte gemäß § 15 Bezirksverwaltungsgesetz (BezVG) auf der Beschluss des Bezirksamtes Pankow vom 26. Februar 2013 und wurde von der BVV am 26. April 2013 bestätigt. Die Straße ist gewidmet, aber in die RBS-Klasse KGA (Okstra-Klasse P) eingeordnet. | Eiserapfelweg nach Nordwest                                                                                      |
| Elfenallee (Lage)               | 0880                                    | Elfen, Lichtgestalten zwischen Menschen und Göttern | bis 1911            | Eine zweispurige teilweise gepflasterte, sonst unbefestigte Straße mit Fußwegen zwischen Dr.-Markus- und Gravensteinstraße in Nord-Süd-Richtung. An der Straße liegt das Gartendenkmal Lennèpark (vom verbliebenen Rest). Hinter dem Gutshaus von Gravenstein auf einer großen Lichtung im Parkgrundstück zwischen Elfenallee und der Eddastraße befand sich ein geräumiges Wildgatter mit Rehen und Hirschen. | Elfenallee von der Gravensteinstraße aus                                                                         |
| Eweststraße (Lage)              | 0180                                    | Ewest: in Buchholz ansässige Familie, die mehrmalsh den Schulzen stellte | 20. März 1939       | Es ist eine zweispurige Asphaltstraße zwischen Pasewalker und Bahnhofstraße, die durch ihre Lage einen Teil des Verkehrs der fehlenden Nordtangente führt. Von 1903 bis 1939 hieß sie Peterstraße (nach dem hiesigen Fuhrmann Otto Peter). Die Verlängerung dieser Straße ist 1925 als Straße 49 bis zum Pumpwerk Ecke Pankstraße eingezeichnet. Es gibt eine Fußwegverbindung zum Neubaugebiet an der Bahnhofstraße. | Eweststraße, Blick von der Berliner zur Bahnhofstraße                                                            |
| Fagottweg (Lage)                | 0210                                    | Fagott, Holzblasinstrument | 1. Dez. 1936        | Die Straße liegt auf der Trasse von Straße 183 nach Bebauungsplan des Instrumentenviertels zwischen Akkordeonweg und Okarinastraße. Eine befestigte Straße mit einseitigem Gehweg und andererseits Grünfläche vor den teilweise in den 1990er Jahren neu erbauten Eigenheimen. | Fagottweg |
| Favierweg (Lage)                | 0180                                    | Favier, Buchholzer hugenottische Kolonistenfamilie | 5. Juni 1996        | Als Straße 204 in der vormaligen „Anlage Schweizertal“ eingerichtet und angelegt liegt die Straße zwischen Buchholzer/Blankenfelder Straße und Straße 124 (inoffiziell: Maurice-Ravel-Straße). | Favierweg |
| Ferdinand-Buisson-Straße (Lage) | 0640                                    | Ferdinand Buisson, französischer Pädagoge | 19. Nov. 1994       | Am 17. Dezember 2007 wurde die verlängernde Straße 49 einbezogen. Es ist eine einspurige befestigte Straße mit beidseits sehr breiten Grünstreifen. Sie liegt zwischen der Bahnhofstraße und Straße 55, über diese geht sie noch als Stichstraße bis an die KGA ‚Pankepark‘. Die nördliche Verlängerung ist nur noch ein halb so breiter Weg und führt noch durch die KGA ‚Gravensteiner Aue‘. Buisson erhielt 1927 zusammen mit Quidde den Friedensnobelpreis für die Aktivitäten zum Völkerbund und die deutsch-französische Aussöhnung, die Ludwig-Quidde-Straße ist die von ihr abgehende Parallelstraße nach Norden. „Entgegen ihrer untergeordneten Funktion für den motorisierten Verkehr hat die Ferdinand-Buisson-Straße eine hohe Bedeutung für den Radverkehr. Sie ist Teil der Fahrradhauptroute „Radialroute RR 6“ sowie des Radfernwegs Berlin-Usedom.“ Die Benennung der Straße 49 erfolgte auf Antrag der Firma Hofmann Naturstein GmbH + Co. KG mit einer Niederlassung in Berlin-Pankow (Straße 49 Nr. 14). Sie begründete ihrem Benennungsantrag damit, dass „sowohl Kunden als auch Lieferanten diese Straße immer wieder mit den anderen Straßen 49 in den Ortsteilen Heinersdorf und Karow verwechseln und es dadurch zu Verzögerungen und Terminverschiebungen kommt. Auch einige Anwohner haben berichtet, dass Lieferanten häufig in die „falsche“ Straße 49 fahren und es eines gesonderten Hinweises bedarf, wo sich die „richtige“ Straße 49 befindet. Der Namensvorschlag Ferdinand Buisson erfolgte durch das BVV-Mitglied Herrn Mathias Kraatz und wurde sowohl vom Ausschuss für Kultur und Bildung als auch vom Amt für Kultur und Bildung/Fachbereich Museum / Bezirkliche Geschichtsarbeit befürwortet.“ | Ferdinand-Buisson-Straße, Blickrichtung Ost                                                                      |
| Fliederblütenweg (Lage)         | 0860                                    | Fliederblüte, als Frühjahrssymbol | 25. März 2015       | Der Fliederblütenweg liegt im Nordostteil der Anlage Buchholz und ersetzt den zuvor nicht amtlich geführten Namen Am Nordgraben, der sich aus der Lage am Nordostufer des Nordgrabens ergeben hatte. Der als Eigentümer-Privatweg gewidmete Verkehrszug liegt zwischen dem Westende der Nisbléstraße und der Schönhauser Straße. Von ihm gehen auch die anderen neu benannten Wege der Anlage nach Westen ab. Die Garten- und Siedlergrundstücke am Fliederblütenweg 5–27 und 39, 47, 49, 51 (ungerade) liegen wegen der Lage am Nordgraben lediglich an der grabenabgewandten Seite. Im Berliner Straßenregister unter einer eigenen Schlüsselnummer erfasst ist sie als STRA klassifiziert, aber in der Zuständigkeit nach OKSTRA-Klasse als „P“ (Privatweg). | Fliederblütenweg                                                                                                 |
| Gartenstraße (Lage)             | 0620                                    | Weg hinter den Gärten der Bauernhöfe | bis 1911            | Nach dem Ur-Messtischblatt von 1871 lag hier bereits ein Communicationsweg hinter den Buchholzer Gärten, der den Bauern als Weg zu den Feldern diente. Die Straße liegt zwischen Blankenfelder und Mühlenstraße östlich der Gartenanlage „Bergfried“ und an der (noch) Ödfläche des Navarraplatzes, der als Platz vorgesehen und mit Straßenschildern markiert, aber noch nicht amtlich. Das Wohnhaus 1/2 von 1880 ist als Baudenkmal in die Denkmalliste aufgenommen. 1875 eröffnete die Frau des Kreistierarztes Emma Koenig in der Hauptstraße 22 eine Pflegeanstalt für geisteskranke Frauen und verlegte diese später in die Gartenstraße 6, wo diese dann den Namen Haus Koenig erhielt. Sie wurde Altersheim und von der evangelischen Stephanusstiftung betrieben. | Gartenstraße |
| Glasapfelweg (Lage)             | 0160                                    | Glasapfel, Apfelsorte | 16. Apr. 2013       | Der Glasapfelweg (vormals Veilchenweg) ist eine Privatstraße auf dem Gelände der Freizeitkolonie Gravensteiner Gartenfreunde und liegt zwischen Straße 76a und Herrgottsapfelweg. Der Straßenname und der weiteren 19 Straßen nach Apfelsorten nimmt Bezug zur Apfelsorte Gravensteiner. Der Name der Freizeitkolonie Gravensteiner Gartenfreunde geht jedoch auf die Gravensteinstraße zurück. Die Benennung erfolgte gemäß § 15 Bezirksverwaltungsgesetz (BezVG) auf der Beschluss des Bezirksamtes Pankow vom 26. Februar 2013 und wurde von der BVV am 26. April 2013 bestätigt. Die Straße ist gewidmet, aber in die RBS-Klasse KGA (Okstra-Klasse P) eingeordnet. | Glasapfelweg nach Nord                                                                                           |
| Gellertstraße (Lage)            | 0390                                    | Christian Fürchtegott Gellert (1715–1769), Dichter | bis 1911            | Sie liegt zwischen Ludwig-Quidde- und Eddastraße. Die zehn Meter breite Straße ist asphaltiert jedoch mit vielen Straßenschäden, die unbefestigten Gehwege sind mit Sperrbaken abgetrennt. Um 1904 nach dem Tod des Bankiers Gravenstein (1903) wurde das Anwesen, nachdem die Buchholzer Gemeinde die käufliche Übernahme abgelehnt hatte, durch eine Terraingesellschaft aufgekauft und verparzelliert sowie die Parkstraße angelegt. Die Chamisso-, Edda-, Viktoria- und Gellertstraße sind in späteren Jahren entstanden. | Gellertstraße |
| Gravensteinstraße (Lage)        | 1330                                    | Albert Gravenstein (1831–1909), Wilmersdorfer Bankier | bis 1908            | Die Straße führt von der Hauptstraße ostwärts und biegt in Höhe Straße 74 nach Nordost und später als Fahrweg bis an den Brendegraben, sie endet vor der Autobahn zwischen Ödland und KGA ‚Gravenstein‘. Nach der Karte von 1954 ist die Gravensteinstraße nicht durch den Autobahn unterbrochen worden, sondern führte zu dieser Zeit lediglich als Fußweg weiter nach Nordost. Nach der Gravenstein erwarb die Parkanlagen in Buchholz und öffnete die Anlagen für die Buchholzer Öffentlichkeit. | Gravensteinstraße (ortsnah) · Gravensteinstraße (ortsfern)                                                       |
| Grenobler Ring (Lage)           | 0430                                    | Grenoble ist die Hauptstadt des französischen Départements Isère und der Dauphiné in der Region Rhône-Alpes im Südosten Frankreichs und zudem die größte am Hochgebirge liegende Stadt der Alpen | 29. Jan. 2014       | Die Straße wurde aus den nach Pankower Bebauungsplans XIX-48b trassierten Privatstraßen V, VI und VII gebildet. Sie ist als Privatstraße und Zufahrt zu den Anliegergrundstücken ausgelegt. Der Bebauungsplan als „Buchholz-Ost“ umfasst das Gebiet zwischen Dr.-Markus-Straße, Parkgraben, Ferdinand-Buisson-Straße, Bahnhofstraße und Berliner Straße im Ortsteil. Mit Beschluss der BVV wurden provisorisch benannte Erschließungsstraßen des Bauauftagnehmer-Plans auf Vorschlag des Bezirksamtes Pankow benannt und gewidmet. Die Bebauung im Straßenverlauf auf der zu Beginn des Jahres noch unberäumten Brachfläche der vormaligen Gärtnerei auf diesem Gebiet des Bebauungsplans begann im Herbst 2014. Der Grenobler Ring im 2. Bauabschnitt erschließt die Wohnhäuser im Südosten des Siedlungsgebietes östlich der Nizzastraße (Nordast). | Grenobler Ring (2014): nördlicher Abschnitt von der Nizzastraße nach Osten                                       |
| Guyotstraße (Lage)              | 0430                                    | Guyot (auch ‚Guiot‘): Buchholzer hugenottische Kolonistenfamilie | 23. Okt. 1996       | Sie wurde im Zuge der Straße 139 und Straße 207 angelegt und benannt, sie liegt zwischen Rosenthaler Weg und Henrionsweg im Wohngebiet Buchholz-West teils mit Neubau-Mehrfamilienhäusern bebaut und südlich der Mazetstraße führt sie durch die Eigenheimsiedlung. Daniel Guyot und seine Ehefrau Rachel Gutelle waren mit der ersten Ansiedlung von Hugenotten nach Buchholz gekommen, die Familie stellte späterhin mehrere Schulzen im Ort. | Guyotstraße · Guyotstraße vom Azetstraße nach Süd in die Siedlung                                                |
| Hans-Jürgen-Straße (Lage)       | 0190                                    | Hans-Jürgen, männlicher Vorname | bis 1911            | Die Straße verbindet die Blankenburger mit der Pasewalker Straße, die Durchfahrt zu letzterer auf der die Straßenbahngleise liegen ist versperrt. Nur ein an die komplett im Ortsteil liegender Anliegerweg der Blankenfelder Straße (von Südwest anstoßend) gehört (als Zipfel) zu Niederschönhausen. Die Namenswahl Hans-Jürgen kann mit der Margaretenaue in Verbindung stehen. | Hans-Jürgen-Straße von Pasewalker Straße nach West                                                               |
| Hans-Schumacher-Straße (Lage)   | 1000                                    | Hans Schumacher (1866–1947), Landwirt in Buchholz | 1. März 1999        | Die Straße liegt auf dem Gebiet einer vormaligen Kleingartenanlage zwischen Schönerlinder Straße und Schillingweg, parallel zu Zeuchel- und Anna-Bruseberg-Straße. Benannt ist sie nach dem vormaligen Grundstücksbesitzer dieser Fläche. | |
| Harfenweg (Lage)                | 0190                                    | Harfe, Saiteninstrument | 1. Dez. 1936        | Die Straße 186 im Bebauungsplan der Instrumentensiedlung wurde 1936 benannt. Sie liegt zwischen Zimbelstraße und Akkordeonweg, in dem sie einen Bogen nach Osten bildet. | Harfenweg |
| Hauptstraße (Lage)              | 1170                                    | wichtigste Straße im Ort | ca. um 1900         | Seit alter Zeit als Dorfstraße geführt wurde sie durch das wachsende Straßennetz zur Hauptstraße und um 1900 so benannt. Sie liegt zwischen Blankenfelder und Trift-/ Bucher Straße. Sie gehört zum Straßenzug Schönhauser / Berliner und Schönerlinder Straße Das Ensemble des Dorfkerns mit Dorfanger, Dorfkirche, Dorfschule mit Stall, Hofanlagen, Wohnhäuser mit Vorgarteneinfriedungen, der Wohn- und Krankenanstalt und den Häusern Hauptstraße 13–19, 22–23a, 26–30, 41, 42, 45, 48/49, 53, 55, 58, 58a, 61–64 ist als Baudenkmal eingetragen. Als Gartendenkmal sind die Reste des Lennèparks im Karree Hauptstraße / Elfenallee / Parkstraße 5–15 / Mühlenstraße in der Liste aufgenommen. In der Hauptstraße 1 wurde von den Hugenotten eine eigene Schule eröffnet, die dann 1857/1858 mit der deutschen Schule vereinigt wurde. Die Hauptstraße besitzt den Rang einer regionalen Straßenverbindung, zur Hauptstraße gehört auch die Fahrbahn (260 m) an der Ostseite der Kirche, die als Gemeindestraße unkategorisiert (Klasse V im StEP) ist. | Dorfkirche Französisch-Buchholz · Hauptstraße                                                                    |
| Hebammensteig (Lage)            | 0280                                    | Ortsverbindung der Buchholzer Hebammen zu Geburtshilfen in Blankenburg | 11. Dez. 2012       | Der öffentliche Weg zwischen der Anlage ‚Gravenstein‘ und der Hebammenbrücke wurde in Hebammensteig benannt. Die Benennungsabsicht zum Hebammensteig wurde im Zusammenhang mit der Benennung der Wege in der Anlage Gravenstein in der Bezirksverordnetenversammlung Pankow am 26. Oktober 2011 gestellt und die Benennung des öffentlichen Weges in Hebammensteig wurde beschlossen. Durch die bestehende Hebammenbrücke war„es naheliegend, diesen Weg in Hebammensteig zu benennen“. Der Weg führt von der Hebammensteigbrücke direkt auf die Anlage Gravenstein. Die Benennung zu diesem Zeitpunkt erfolgte um georeferenzierbare Adressen für die Anlage zu erreichen, die für die bundesweite Einführung des Amtlichen Liegenschaftskatasterinformationssystem nötig sind. Zum Hebammensteig gehört die Brückenrampe vom Weinapfelweg zur Höhe der Fußgängerbrücke über A 114 und Panke. In der Anlage wird er vom Eiserapfelweg fortgesetzt. Zum Steig sind die Grundstücke 1–18 adressiert und im Berliner Straßenverzeichnis ist er unter Nummer 10715 nach der Zuständigkeit als „STRA“, in der OKSTRA-Klasse als „F“ (Fußweg) aufgeführt. | Hebammensteig |
| Henrionweg (Lage)               | 0170                                    | Henrion: Buchholzer hugenottische Kolonistenfamilie | 27. Mai 1996        | Die 3,5 Meter breite unbefestigte Straße liegt im Wohngebiet Buchholz-West im rechten Winkel zwischen Guyot- und Nisbléstraße, wobei die Autozufahrt über die Guyotstraße möglich ist. Die bestand vor der Benennung als Straße 19a. Der südliche Abschnitt verläuft parallel zur Nantesstraße. Zum Henrionweg gehören die Grundstücke 3–13 (ungerade) und 4 und 4a (gerade), weitere anliegende Grundstücke zu den benachbarten Straßen. | Henrionweg Ecke Nisbléstraße · Henrionweg von Guyotstraße aus                                                    |
| Herrgottsapfelweg (Lage)        | 0640                                    | Herrgottsapfel, Apfelsorte | 16. Apr. 2013       | Der Herrgottsapfelweg (vormals Karower Weg) ist eine Privatstraße auf dem Gelände der Freizeitkolonie Gravensteiner Gartenfreunde und liegt zwischen Straße 74 und A 114. Der gewählte Straßenname und der weiteren 18 Straßen nach Apfelsorten nimmt Bezug zur Apfelsorte Gravensteiner. Der Name der Freizeitkolonie Gravensteiner Gartenfreunde geht jedoch auf die Gravensteinstraße zurück. Die Benennung erfolgte gemäß § 15 Bezirksverwaltungsgesetz (BezVG) auf der Beschluss des Bezirksamtes Pankow vom 26. Februar 2013 und wurde von der BVV am 26. April 2013 bestätigt. Die Straße ist gewidmet, aber in die RBS-Klasse KGA (Okstra-Klasse P) eingeordnet. | Herrgottsapfelweg nach West                                                                                      |
| Hugenottenplatz (Lage)          | 0130 × 130 × 130                        | Hugenotten, die französischen Protestanten | 23. Okt. 1995       | Der Platz im Wohngebiet Buchholz-West und ist mit sechsgeschossigen Wohnhäusern mit Gewerbe und Geschäften im Erdgeschoss bebaut. Er liegt am Rosenthaler Weg und Schweizer Tal, die dritte Seite ist durch die Bebauung begrenzt und ist mit den Grundstücken des Platzes verbunden. | Hugenottenplatz                                                                                                  |
| Jean-Calas-Weg (Lage)           | 0680                                    | Jean Calas (1698–1762), französischer Protestant und Opfer eines Justizmordes | 4. Juni 1996        | Die Straße, als Straße 128 angelegt, ist eine Seitenstraße der Triftstraße zum Rand der KGA ‚Gartenvörde‘ und liegt im nördlichen Eigenheimgebiet Buchholz-West. | |
| Jubiläumsapfelweg (Lage)        | 0160                                    | Jubiläumsapfel, Apfelsorte | 16. Apr. 2013       | Der Jubiläumsapfelweg (vormals Rosenweg in der KGA ‚Gravensteiner‘ östlich der A 114) ist eine Privatstraße auf dem Gelände der Freizeitkolonie Gravensteiner Gartenfreunde und liegt zwischen Am Brendegraben (Abschnitt östlich der A 114) und Am Brendegraben (Abschnitt nördlich der A 114). Der gewählte Straßenname und der weiteren 18 Straßen nach Apfelsorten nimmt Bezug zur Apfelsorte Gravensteiner. Der Name der Freizeitkolonie Gravensteiner Gartenfreunde geht jedoch auf die Gravensteinstraße zurück. Die Benennung erfolgte gemäß § 15 Bezirksverwaltungsgesetz (BezVG) auf Beschluss des Bezirksamtes Pankow vom 26. Februar 2013 und wurde von der BVV am 26. April 2013 bestätigt. Die Straße ist gewidmet und in die RBS-Klasse PSTR (Okstra-Klasse P) als Privatstraße eingeordnet. | Jubiläumsapfelweg                                                                                                |
| Kalvinistenweg (Lage)           | 0920                                    | Calvinist, Anhänger der Lehre Calvins (Hugenotten) | 23. Okt. 1995       | Als Straße 29 angelegt liegt sie im Wohngebiet Buchholz-West und führt von der Nisbléstraße im Südteil durch eine Eigenheimsiedlung und nördlich der Blankenfelder Straße durch das Neubaugebiet zur Rosenthaler Straße. | Kalvinistenweg – im Einfamilienhausgebiet mit Blick zu den Mehrfamilienhäusern von Buchholz-West                 |
| Kamisardenplatz * (Lage)        | 0030 × 40                               | Kamisarden, die Hugenotten in den Cevennen, Abkömmlinge der Waldenser | 4. Juni 1996        | Der Platz ist die Straßenkreuzung der Trift-/Zeuschelstraße, wobei durch Bebauung westlich der Triftstraße entlang der Zeuschelstraße ein Platz entstand, bei dessen Namen die Hugenottengeschichte des Ortsteils Bezug nimmt. Der Name des Platzes wird amtlich geführt, allerdings steht hier (Stand: 2013) kein Straßenschild und so bleibt es für Außenstehende eine Erweiterung an der Westseite der Triftstraße. Die Kennzeichnung in aktuellen Karten ist nicht einheitlich, auf der Karte des bezirklichen Vermessungsamtes kreuzen die Trift- und Zeuschelstraße, wobei letztere in den als Einbahnstraße zuführenden Seitenast der Triftstraße fortsetzt. | Kamisardenplatz                                                                                                  |
| Kantapfelweg (Lage)             | 0250                                    | Kantapfel, Apfelsorte | 16. Apr. 2013       | Der Kantapfelweg (vormals Lilienweg) ist eine Privatstraße auf dem Gelände der Freizeitkolonie Gravensteiner Gartenfreunde und liegt zwischen Grundstück Straße 76a Nr. 180 und dem Graben Buchholz (Ödland entlang der A 114). Der gewählte Straßenname und der weiteren 18 Straßen nach Apfelsorten nimmt Bezug zur Apfelsorte Gravensteiner. Der Name der Freizeitkolonie Gravensteiner Gartenfreunde geht jedoch auf die Gravensteinstraße zurück. Die Benennung erfolgte gemäß § 15 Bezirksverwaltungsgesetz (BezVG) auf der Beschluss des Bezirksamtes Pankow vom 26. Februar 2013 und wurde von der BVV am 26. April 2013 bestätigt. Die Straße ist gewidmet, aber in die RBS-Klasse KGA (Okstra-Klasse P) eingeordnet. | Kantapfelweg westwärts zur Ludwig-Quidde-Straße                                                                  |
| Karlshöhe (Lage)                | 1050                                    | Karl Rathenow, Voreigentümer aus dem 17. Jahrhundert | 2. März 2011        | Diese abgesperrte Privatstraße ist als Sackgasse und 30er-Zone markiert und nicht amtlich gewidmet. Sie liegt zwischen dem Kamisardenplatz (Schönerlinder/Triftstraße) und der Ortsteilsgrenze am Schillignweg. Sie ist die Anliegerstraße für die KGA ‚Edelweiß‘ und der Anlage Schönerlinder Straße. Die Benennung des Privatweges erfolgte auf Antrag der Eigentümer des Weges, der als Weg einer ehemaligen Kleingartenanlage keinen eigenen Namen hatte. Um eine eindeutige Orientierung im Sinne des § 5 Abs. 1 Satz 2 Berliner Straßengesetz (BerlStrG) sicherzustellen, war eine einheitliche Benennung des Weges notwendig. In diesem Zusammenhang erhielten alle Grundstücke neue Grundstücksnummern. Der Name „Karlshöhe“ hat einen direkten Bezug zur Siedlungsanlage, die südlich des Weges früher den Namen KGA „Karlshöhe“ trug. Der Name „Karlshöhe“ folgte dem Volksmund von „Karl seiner Höhe“, gemeint war der Vorbesitzer des Geländes im 17. Jahrhundert. | |
| Klarapfelweg (Lage)             | 0280                                    | Klarapfel, Apfelsorte | 16. Apr. 2013       | Der Klarapfelweg (vormals östlicher Abschnitt der Straße 74) ist eine Privatstraße auf dem Gelände der Freizeitkolonie Gravensteiner Gartenfreunde und liegt zwischen Ludwig-Quidde-Straße und KGA ‚Pankewiesen II‘ (Höhe Königsteinbrücke). Der gewählte Straßenname und der weiteren 18 Straßen nach Apfelsorten nimmt Bezug zur Apfelsorte Gravensteiner. Der Name der Freizeitkolonie Gravensteiner Gartenfreunde geht jedoch auf die Gravensteinstraße zurück. Die Benennung erfolgte gemäß § 15 Bezirksverwaltungsgesetz (BezVG) auf der Beschluss des Bezirksamtes Pankow vom 26. Februar 2013 und wurde von der BVV am 26. April 2013 bestätigt. Die Straße ist gewidmet, aber in die RBS-Klasse KGA (Okstra-Klasse P) eingeordnet. | Klarapfelweg westwärts                                                                                           |
| Kornapfelweg (Lage)             | 0130                                    | Kornapfel, Apfelsorte | 16. Apr. 2013       | Der Kornapfelweg (vormals Blumenweg) ist eine Privatstraße auf dem Gelände der Freizeitkolonie Gravensteiner Gartenfreunde und liegt zwischen Ludwig-Quidde-Straße und Weinapfelweg. Der gewählte Straßenname und der weiteren 18 Straßen nach Apfelsorten nimmt Bezug zur Apfelsorte Gravensteiner. Der Name der Freizeitkolonie Gravensteiner Gartenfreunde geht jedoch auf die Gravensteinstraße zurück. Die Benennung erfolgte gemäß § 15 Bezirksverwaltungsgesetz (BezVG) auf der Beschluss des Bezirksamtes Pankow vom 26. Februar 2013 und wurde von der BVV am 26. April 2013 bestätigt. Die Straße ist gewidmet, aber in die RBS-Klasse KGA (Okstra-Klasse P) eingeordnet. | Kornapfelweg nach Ost gesehen                                                                                    |
| La Famille-Straße (Lage)        | 0200                                    | La Famille (frz. ‚die Familie‘) | 16. Mai 2005        | Die Straße wurde auf dem Gebiet der vormaligen KGA ‚Familienglück‘ angelegt. Sie liegt zwischen Rosenthaler und Schönhauser Straße, dabei führt allerdings nur ein Fußweg als Durchgang zur Rosenthaler Straße und die Straße erschließt eine Eigenheimsiedlung der 2000er Jahre. Diese fahrzeugbreite Straße ist als Privatstraße und Verkehrsberuhigter Bereich ausgewiesen und es ist die Anliegerstraße der Eigenheimgrundstücke. | La Famille-Straße                                                                                                |
| La-Rochelle-Straße (Lage)       | 0690                                    | La Rochelle, Stützpunkt der Hugenotten im Religionskrieg | 23. Okt. 1995       | Die Straße 141 führte durch das Eigenheimsiedlungsgebiet der vormaligen Kolonie Buchholz und wurde mit der Benennung im Wohngebiet Buchholz-West zum Rosenthaler Weg verlängert, sie ist im südlichen Teil zwischen Nisblé- und Mazetstraße mit Eigenheimen (Einfamilienhäusern) bebaut und im Abschnitt nördlich der Mazetstraße mit Neubau-Mehrfamilienhäusern. Heute ist La Rochelle eine westfranzösische Hafenstadt und Hauptstadt des Départements Charente-Maritime. | La-Rochelle-Straße                                                                                               |
| Landapfelweg (Lage)             | 0120                                    | Landapfel, Apfelsorte | 16. Apr. 2013       | Der Landapfelweg (vormals: Asternweg) ist eine Privatstraße auf dem Gelände der Freizeitkolonie Gravensteiner Gartenfreunde und liegt zwischen Ludwig-Quidde-Straße und Bananenapfelweg. Die vorherige Kleingartenanlage wurde auf Beschluss des Vereins in eine Wohnsiedlung gewandelt, die nicht mehr den Bedingungen des Bundeskleingartengesetzes unterliegt. Der gewählte Straßenname und der weiteren 18 Straßen nach Apfelsorten nimmt Bezug zur Apfelsorte Gravensteiner. Der Name der Freizeitkolonie Gravensteiner Gartenfreunde geht jedoch auf die Gravensteinstraße zurück. Die Benennung erfolgte gemäß § 15 Bezirksverwaltungsgesetz (BezVG) auf der Beschluss des Bezirksamtes Pankow vom 26. Februar 2013 und wurde von der BVV am 26. April 2013 bestätigt. | Landapfelweg nach Ost gesehen                                                                                    |
| Le Bonheur-Straße (Lage)        | 0260                                    | Le Bonheur (frz. ‚das Glück‘) | 16. Mai 2005        | Die knapp fahrzeugbreite Straße wurde auf dem Gebiet der KGA ‚Familienglück‘ angelegt. Sie liegt in einer Eigenheimsiedlung der 2000er Jahre zwischen Schönhauser und La Famille-Straße an deren Durchgang zur Rosenthaler Straße. Diese Anliegerstraße ist als Privatstraße und Verkehrsberuhigter Bereich ausgewiesen und wurde vom eignenden Bauherrn benannt. | La Bonheur-Straße an der Schönhauser Straße                                                                      |
| Le Pavillon-Straße (Lage)       | 0650 (Ringstraße)                       | Le Pavillon (frz. ‚das Gartenhaus‘) | 28. Dez. 2007       | Die Straße, als Planstraße G im Bebauungsplan trassiert, gehört zum Eigenheimwohngebiet Buchholz-West. Sie ist von der Schönhauser Straße abbiegend die Anliegerstraße für das Einfamilienhausgebiet mit den Grundstücken 1–91 hinter Kalvinistenweg, Blankenfelder, Schönhauser und Nisbléstraße in einer Ringstraße mit Seitenstraßen. Der Straßenname nimmt passend zum Ortsteil und weiteren umgebenden Straße das französische Wort für die hier liegenden Gartenhäuser und Sommerhäuser auf, die in diesem Gebiet teilweise erst in den 2000er Jahren erbaut sind. Kaupert gibt an, dass sich hier eine Imkeranlage mit Bienenhäusern befand. | Le Pavillon-Straße                                                                                               |
| Louise-Henry-Straße (Lage)      | 0110                                    | Louise Henry | 28. Juni 2017       | Die Straße geht von der Cevennenstraße nach Nordost ab mit den Grundstücken 1a–13 (ungerade). Es ist ein schmaler Fahrweg als Zufahrt zu den Grundstücken im Karree der umgebenden Straßen. Ein Fußweg führt östlich zur Ecke Chantié-/Nisbléstraße. Die Mitte der 1920er Jahre angelegte Straße hieß bis 2017 Straße 18a. Als Mitte der 2010er Jahre vorzugsweise georeferenzierbare Adressen geschaffen wurden, erfolgte die namentliche Benennung. Die angrenzenden Straßen (ebenfalls ehemalige Nummernstraßen) sind nach hugenottischen Familien benannt. Zusätzlich bestand seit 2010 die Forderung mehr Straßen nach Frauen zu benennen. | Straße18a |
| Ludwig-Quidde-Straße (Lage)     | 1500                                    | Ludwig Quidde (1858–1941), Historiker | bis 1994            | Eine ruhige, befestigte Wohnstraße mit Randstreifen vor den Eigenheimgrundstücken und überwiegend mit Einfamilienhäusern bebaut. Sie liegt zwischen Ferdinand-Busson-Straße und Straße 74. Am 9. November 1994 wurde die Straße 64 in den Straßenzug einbezogen. Quidde erhielt 1927 zusammen mit Buisson den Friedensnobelpreis für die deutsch-französische Aussöhnung, nach dem die parallele Ferdinand-Buisson-Straße benannt ist. Die Kleingärten von Gravenstein und Pankegrund auf der östlichen Straßenseite trennen die Straße vom Autobahnzubringer Pankow. Im mittleren Abschnitt führt sie durch Grünland, das von Anliegern als Hundeauslaufgebiet genutzt wird (siehe dazu Plangebiet Buchholz-Ost). | Ludwig-Quidde-Straße, Blick südwärts zur Ferdinand-Buisson-Straße                                                |
| Lyonstraße (Lage)               | 0340                                    | Lyon ist die Hauptstadt der Region Rhône-Alpes und des Départements Rhône im Südosten Frankreichs                                                                                                | 29. Jan. 2014       | Die Straße ist als Planstraße B nach Pankower Bebauungsplans XIX-48b trassiert und als öffentliche Gemeindestraße mit nicht geriffeltem Asphaltbelag und einer Breite von 12 Metern vorgesehen. Dieser Bebauungsplan als „Buchholz-Ost“ umfasst das Gebiet zwischen Dr.-Markus-Straße, Parkgraben, Ferdinand-Buisson-Straße, Bahnhofstraße und Berliner Straße im Ortsteil. Mit Beschluss der BVV wurden provisorisch benannte Erschließungsstraßen des Plans auf Vorschlag des Bezirksamtes Pankow benannt und gewidmet. Im Verlauf des Jahres 2014 wurde der Straßenbau in Angriff genommen, die Lyonstraße ist als Bauzubringer der bereits errichteten Häuser genutzt. Bis Mitte 2014 bestand noch eine unberäumte Brachfläche, auf der der Straßenverlauf von der ehemaligen Gärtnereizufahrt über das Grundstück Berliner Straße 51 vorgesehen ist. Die Lyonstraße führt Richtung zum Parkgraben und schließt an das Südende der Marseillestraße. | Lyonstraße beim Ausbau 2014 ab Berliner Straße · Lyonstraße 2014: Vom Bau zur Nizza- und Berliner Straße gesehen |
| Margaretenaue (Lage)            | 0250                                    | Margarete, weiblicher Vorname | bis 1913            | Eine U-förmige Straße östlich von und zur Pasewalker Straße. Der Namensteil Aue im Straßennamen bezieht sich auf die hinter den östlichen Grundstücken parallel laufende Panke, die hier einst eine Flussaue gebildet hatte. Nach Osten versetzt bis an die dortige Bundesautobahn 114 liegt der (Blankenburger) Karpfenteich und südlicher die Fischteiche. Dieser Straßenteil wird nordwärts durch die Straße 42 fortgesetzt. 1915 noch unbebaut, ist im Adressbuch von 1922 für Margaretenaue erst ein bebautes Grundstück (Nr. 6) genannt, das von einer Bankbeamtin (M.) und einer Buchhalterin bewohnt wird. Die Grundstücke 1–5 und die folgenden sind als Baustellen ausgewiesen (das bedeutet, das Grundstück ist vergeben aber unbebaut). | Margaretenaue im Abschnitt parallel zur Pasewalker Straße                                                        |
| Marienstraße (Lage)             | 0300                                    | Marie Fischer (1862–1941), Ehefrau des Tierarztes Fischer, der hier ein Pferdelazarett und Erholungskoppeln für die Pferde des Berliner Militärs unterhielt                                      | 1914                | Sie wurde vor 1904 als Privatstraße der Familie Kerkow angelegt. Die Straße liegt südlich vom Nordgraben zwischen Schönhauser und Pasewalker Straße, wobei vormals am Nordrand der Straße zum Nordgraben hin die Industriebahn verlief, heute liegen hier Gewerbeflächen die teilweise noch Bahnschuppen benutzen. Über die Schönhauser Straße hinweg lag der Güterbahnhof und nördlicher das Pferdelazarett. In Buchholz wurde 1890 das Sanatorium für Pferde von Tierarzt Carl Fischere in der Schönhauser Straße mit seiner Frau Marie Fischer eröffnet. Das Haus des Sanatoriums steht noch heute und das Weidegelände grenzte bis an die Marienstraße, die nach der Ehefrau benannt wurde. Die Straße ist im Straßensystems Berlins (StEP) als ergänzende Hauptstraße (Kategorie IV) geführt. | Marienstraße von der Schönhauser zur Pasewalker Straße gesehen                                                   |
| Martha-Fontane-Straße (Lage)    | 0300                                    | Martha Fontane, Tochter von Fontane und Urbild mehrerer seiner Figuren | 29. Juli 2008       | Die Straße, als Planstraße C angelegt, führt vom Rupertweg abgehend parallel und dann im rechten Winkel nach Ost zur Zeuchelstraße, sie erschließt Neubauten der 2010er Jahre. Martha Fontane wurde wegen der derzeitigen Bevorzugung von Frauennamen für die Benennung von Straßen ausgewählt und hat über den Großvater französische Wurzeln. | |
| Marseillestraße (Lage)          | 0190                                    | Marseille ist die wichtigste französische und eine bedeutende europäische Hafenstadt. | 29. Jan. 2014       | Die Straße ist als Planstraße A nach Pankower Bebauungsplans XIX-48b trassiert und Mitte der 2010er Jahre noch nicht ausgeführt. Ihr Verlauf ist auf der bestehenden noch nicht abgeräumten Brachfläche von der Dr.-Markus-Straße gegenüber der Eddastraße nach Südsüdost vorgesehen, der Verlauf führt sie zur Lyonstraße von der ein Durchgang zur Straße 160 erfolgen soll. Sie soll als Gemeindestraße mit nicht geriffeltem Asphaltbelag und einer Breite von 12 Metern angelegt werden. Dieser Bebauungsplan als „Buchholz-Ost“ umfasst das Gebiet zwischen Dr.-Markus-Straße, Parkgraben, Ferdinand-Buisson-Straße, Bahnhofstraße und Berliner Straße im Ortsteil. Mit Beschluss der BVV wurden provisorisch benannte Erschließungsstraßen des Plans auf Vorschlag des Bezirksamtes Pankow benannt und gewidmet. Von ihr gehen nach Westen die Bordeauxstraße und nach Osten die Toulonstraße ab. Ende 2014 ist die Lage Grundstücke bereits vermessen, allerdings hat der Straßenbau noch nicht begonnen, es ist lediglich eine Führung von der Lyonstraße nach Nord erkennbar. | Marseillestraße 2014: benannt - gewidmet - Straßenbau beginnt ab Lyonstraße                                      |
| Matthieustraße (Lage)           | 0200                                    | Matthieu: hugenottische Kolonistenfamilie | 8. Jan. 1996        | Sie war als Straße 206 in der Anlage Schweizertal angelegt worden. Beim Aufbau der Neubauten im Ortsteil, Wohngebiet Buchholz-West, wurde die Anlage überbaut und in ihrer Lage zwischen Blankenfelder und Tiriotstraße benannt. Die Straße trennt die Mehrfamilienhäuser der südlichen Seite auf den Grundstücken Matthieustraße 2–12 (gerade) von den nördlichen Einfamilienhausgrundstücken 3–15 (ungerade). Im Haus 12 befindet sich eine Kita. | Matthieustraße                                                                                                   |
| Mazetstraße (Lage)              | 0520                                    | Mazet: Buchholzer hugenottische Kolonistenfamilie | 23. Okt. 1995       | Die Straße lag als Straße 144 am Nordrand des Eigenheimgebietes. Mit dem Auf- und Ausbau des Wohngebiets Buchholz-West wurde die Nordseite auf freiem Gelände bis zum Rosenthaler Weg bebaut. Die Straße trennt so die Einfamilien- von den Mehrfamilienhäusern. Sie liegt zwischen der Blankenfelder Straße im Osten und der Ortsteilgrenze zu Blankenfelde die am Picardieweg entlang führt. Der Weg gehört mit dem Straßenland zur Siedlung Frohsinn im Nachbarortsteil und hat im Ortsteil keine Grundstücke. | Mazetstraße |
| Mirabellenblütenweg (Lage)      | 0360                                    | Mirabellenblüte, Blüte einer Unterart der Pflaume | 25. März 2015       | Der Mirabellenblütenweg liegt im Nordostteil der Anlage Buchholz ersetzt die zuvor nicht amtlich geführten Wege 8, 10 und 11. Der nun als Eigentümer-Privatweg gewidmete Verkehrszug liegt zwischen dem Fliederblütenweg (am Nordgraben) und der Straße 28, die nicht zur Anlage gehört. Entsprechend der vorherigen Anlagenwege ist der Durchlauf am Apfelblütenweg um eine Wegbreite versetzt. Der vormalige Weg 10 wurde zum Seitenast des Mirabellenblütenwegs mit Anbindung an die Cevennenstraße. Die Garten- und Siedlergrundstücke am Mirabellenblütenweg 3–23 (ungerade) und 4–38 (gerade) liegen am Weg entlang. Im Berliner Straßenregister unter einer eigenen Schlüsselnummer erfasst ist sie als STRA klassifiziert, aber in der Zuständigkeit nach OKSTRA-Klasse als „P“ (Privatweg). | Mirabellenblütenweg                                                                                              |
| Mönchsapfelweg (Lage)           | 0240                                    | Mönchsapfel, Apfelsorte | 16. Apr. 2013       | Der Mönchsapfelweg (vormals Gladiolenweg) ist eine Privatstraße auf dem Gelände der Freizeitkolonie Gravensteiner Gartenfreunde und liegt zwischen Ludwig-Quidde-Straße und KGA ‚Gravensteiner Aue‘. Der gewählte Straßenname und der weiteren 18 Straßen nach Apfelsorten nimmt Bezug zur Apfelsorte Gravensteiner. Der Name der Freizeitkolonie Gravensteiner Gartenfreunde geht jedoch auf die Gravensteinstraße zurück. Die Benennung erfolgte gemäß § 15 Bezirksverwaltungsgesetz (BezVG) auf der Beschluss des Bezirksamtes Pankow vom 26. Februar 2013 und wurde von der BVV am 26. April 2013 bestätigt. Die Straße ist gewidmet, aber in die RBS-Klasse KGA (Okstra-Klasse P) eingeordnet. | Mönchsapfelweg westwärts                                                                                         |
| Mühlenstraße (Lage)             | 0570                                    | Windmühle auf dem Mühlenberg westlich des Dorfkerns | bis 1900            | Sie gehört zum Bereich des alten Dorfkerns und verlängert die Gravensteinstraße zum Clementweg über die Hauptstraße hinweg. Nach Norden geht die Triftstraße, nach Süden die Gartenstraße ab. Die Straßenlage ist bereits auf dem Ur-Messtischblatt von 1871 verzeichnet und auch eine Windmühle. Überliefert ist der Name Mühlenweg und wurde vor 1911 zur Straße ausgebaut. Auf dem östlichen Abschnitt zwischen Pfarrer-Hurtienne- und Navarraplatz verläuft die Straßenbahntrasse. Die Straße geht westlich über den Rosenthaler Weg zu den Grundstücken 1–6 weiter, gegenüber (an der Straßenwestseite) befindet sich der Friedhof von Buchholz. Der Ortsvorstand von Französisch-Buchholz, Guyot, bat im März 1870 das Königliche Domänenamt Mühlenhof zu Berlin einen neuen Begräbnisplatz am Wege zur Mühle anlegen zu dürfen. Am 30. April 1870 untersuchte ein Inspektor das Gelände und genehmigte die Einrichtung des neuen Friedhofes an der Mühlenstraße. Die Gemeinde kaufte das Gelände vom Bauern Heinrich Guyot im Oktober 1871. 270 m der Straße sind im Straßensystems Berlins (StEP) als ergänzende Hauptstraße (Kategorie IV) geführt, der Anschluss zum Clémentweg ist unkategorisierte Gemeindestraße. | Mühlenstraße |
| Nantesstraße (Lage)             | 0600                                    | Edikt von Nantes, das den Hugenotten Religionsfreiheit bot | 23. Okt. 1995       | Als Straße 140 angelegt lag sie zwischen der heutigen Nisblé- und Mazetstraße im Eigenheimbereich des (jetzigen) Wohngebiets Buchholz-West. Beim Bau der Mehrfamilienhäuser zum Ausbau von Buchholz-West wurde sie über die Straße 144 (heute: Mazetstraße) zum Rosenthaler Weg verlängert und benannt. Die Namenswahl in Französisch-Buchholz erfolgte nach dem Edikt von Nantes, das (für ein Jahrhundert) den calvinistischen Hugenotten die volle Gleichberechtigung mit den französischen Katholiken einräumte. | Nantesstraße im nördlichen Abschnitt · Nantesstraße im südlichen Teil                                            |
| Navarraplatz * (Lage)           | 0720                                    | König Heinrich IV. von Navarra und Frankreich (1553–1610) | 4. Juni 1996        | Der Platz zwischen Mühlen-, Gartenstraße und Rosenthaler Weg ist bereits benannt und mit Straßenschildern markiert, jedoch nicht in der aktuellen amtlichen Pankower Straßenliste und im Regionalen Bezugssystems aufgeführt. Mit Stand des Jahres 2012 ist es der Parkplatz der anliegenden Kaufhalle Mühlenstraße gegenüber dem Eingang zum Friedhof, hier liegt eine gleichnamig benannte Straßenbahn-Haltestelle der Linie 50. Unweit des historischen Dorfkerns ist er der Zugang zum Wohngebiet Buchholz-West. Heinrich von Navarra erließ das Edikt von Nantes, das den Hugenotten mehr als 100 Jahre Gewissens-, (begrenzte) Kultfreiheit und einen festen Rechtsstatus einräumte. | Navarraplatz von der Ecke Triftstraße über die Mühlenstraße hinweg gesehen                                       |
| Nelkenapfelweg (Lage)           | 0260                                    | Nelkenapfel, Apfelsorte | 16. Apr. 2013       | Der Nelkenapfelweg (vormals Jasminweg) ist eine Privatstraße auf dem Gelände der Freizeitkolonie Gravensteiner Gartenfreunde und liegt zwischen Ludwig-Quidde-Straße und KGA ‚Pankewiesen II‘. Der gewählte Straßenname und der weiteren 18 Straßen nach Apfelsorten nimmt Bezug zur Apfelsorte Gravensteiner. Der Name der Freizeitkolonie Gravensteiner Gartenfreunde geht jedoch auf die Gravensteinstraße zurück. Die Benennung erfolgte gemäß § 15 Bezirksverwaltungsgesetz (BezVG) auf der Beschluss des Bezirksamtes Pankow vom 26. Februar 2013 und wurde von der BVV am 26. April 2013 bestätigt. Die Straße ist gewidmet, aber in die RBS-Klasse KGA (Okstra-Klasse P) eingeordnet. | Nelkenapfelweg nach Ost                                                                                          |
| Nisbléstraße (Lage)             | 0720                                    | Nisblé: Buchholzer hugenottische Kolonistenfamilie | 5. Juni 1996        | Sie liegt, vor dem Benennen als Straße 19 angelegt, in Ost-West-Richtung zwischen der Schönhauser Straße und dem Nordgraben im Süden des Wohngebietes Buchholz-West. Im Silva-Plan ist für den östlichen Abschnitt Verlängerte Rosenthaler Straße genannt. Sie ist mit Einfamilienhäusern bebaut, wobei ein Teil erst in den 2010er Jahren errichtet wurde. Der Bauzustand wird nach Westen zum Nordgraben unbefestigter, wobei dort die Ortsteilgrenze zu Blankenfelde den Nordgraben kreuzt. | Nisbléstraße von der Ecke Schönhauser / Rosenthaler Straße                                                       |
| Nizzastraße (Lage)              | 0430                                    | Nizza ist eine Hafenstadt im Südosten Frankreichs und nach Marseille die zweitgrößte Stadt der provenzalischen Region PACA und die fünftgrößte Stadt Frankreichs                                 | 29. Jan. 2014       | Die 2014 gewidmete Nizzastraße wurde 2014 auf der Brachfläche der ehemaligen Gärtnerei für die der Bebauungsplan „Buchholz-Ost“ zwischen Dr.-Markus-Straße, Parkgraben, Ferdinand-Buisson-Straße, Bahnhofstraße und Berliner Straße aufgestellt wurde angelegt. Mit Beschluss der BVV wurden die provisorischen Erschließungsstraßen des Plans auf Vorschlag des Bezirksamtes Pankow benannt und gewidmet. Nach dem Pankower Bebauungsplans XIX-48b als Planstraße C (Nord-Süd-Verlauf) und Planstraße D (Ost-West-Verlauf) trassiert führt die gewidmete Gemeindestraße von der vormaligen Gärtnereizufahrt am Grundstück Bahnhofstraße 6 und nördlich der Gewerbeflächen der Ludwig-Quidde-Straße nach Osten. Von dieser Führung geht ein Abschnitt nach Norden zur Lyonstraße durchgehend ab. Der Belag der Nizzastraße ist im Plan als nicht geriffelter Asphaltbelag mit einer Breite von 12 Metern vorgesehen. | Nizzastraße beim Anlegen Mai 2014                                                                                |
| Noéweg (Lage)                   | 0190                                    | Noé: Buchholzer hugenottische Kolonistenfamilie | 27. Mai 1996        | Der Weg liegt zwischen Blankenfelder Straße und Petitweg und war bereits vor dem Aufbau der Mehrfamilienhäuser im Wohngebiet Buchholz West als Straße 138 angelegt. Es ist eine 30er-Zone und mit dem Verkehrszeichen 101 Straßenschäden markierte mit (teilweise neueren) Einfamilienhäusern bebaute und teilweise unbefestigte Straße. | Noéweg |
| Oboensteig (Lage)               | 0080                                    | Oboe, Holzblasinstrument | 1. Sep. 2000        | Dieser kurze Weg zwischen Tuba- und Posaunenweg erschließt vier Eigenheimreihenhäuser (Nr. 1–14). Der Privatweg im Bereich der vormaligen Straße 200 wurde durch die Baugesellschaft mit Anpassung an das anliegende Instrumentenviertel benannt. Die Straße ist gewidmet und in die RBS-Klasse PSTR (Okstra-Klasse P) als Privatstraße eingeordnet. | Oboensteig vom Posaunenweg aus gesehen                                                                           |
| Okarinastraße (Lage)            | 0630                                    | Okarina, Flötenart | 1. Dez. 1936        | Sie begrenzt die „Musikinstrumenten-Siedlung“ westlich und liegt im Bogen zwischen Wackenberg- und Zitherstraße. Vor der Benennung im Jahr 1936 waren nach Bebauungsplan die Straße 184 und Straße 189 trassiert. | Okarinastraße vom Zimbellweg nach West                                                                           |
| Pankgrafenstraße (Lage)         | 0980 (im Ortsteil)                      | Pankgraf, Angehöriger eines Berliner Vereins | 1. Feb. 1964        | Im Ortsteil liegt die Straße liegt zwischen Bucher Straße und Pankebrücke, über diese führt der Pankewanderweg. Durch die nahe gelegene Anschlussstelle Bucher Straße des Zubringers Pankow besitzt die Straße regionale Bedeutung im Hauptstraßensystem als Verbindung von und nach Karow. Zunächst ein unbenannter Verbindungsweg nach Karow, der im Februar 1964 in die dort liegende Pankgrafenstraße einbezogen wurde. Die Straße liegt südlich vom NSG Karower Teiche und der Straßenname nimmt Bezug auf die nahegelegene Panke und die erfundene Sage vom Pankgrafen. Nördlich der Straße liegt die Revierförsterei Gorin, im Süden befindet sich die Wagendorf Karow, das vom Spreeufer aus der Innenstadt hierher verlegt wurde. Die Straße ist im Straßensystem Berlins (StEP) als regionale Hauptstraße (Kategorie III) geführt. | Pankgrafenstraße von der Bucher Straße ostwärts                                                                  |
| Pankstraße (Lage)               | 0240                                    | Panke, östlich parallel zur Straße liegender Fluss | bis 1911            | An der frühzeitig angelegten Straße befand sich Ecke Bahnhofstraße das Ausflugslokal „Wirtshaus an der Panke“, das als Restaurant noch besteht. Die Straße setzt den Blankenburger Weg über die Bahnhofstraße hinweg fort und endet heute im Gewerbezentrum vor dem Pumpwerk. An der Straße liegt das Kaspar-Hauser-Therapiezentrum in den Gebäuden der ehemaligen Lederfabrik. | Die Pankstraße, Blick von der Bahnhofstraße                                                                      |
| Pankower Straße (Lage)          | 0090 (im Ortsteil)                      | Pankow, südlicher Nachbarort | 1862                | Sie führt von der Pasewalker Straße weiter nach Niederschönhausen und geht dort in die Rolandstraße über. Seit 1862 ist hier der Weg nach Pankow nachgewiesen, im späteren Bebauungsplan wurde die Trasse als Straße 51 angelegt. Die Straße liegt zum größten Teil weiter nach Westen in Niederschönhausen und nur die Grundstücke 1, 2, 27 und 29 liegen im Ortsteil. | Pankower Straße: im Ortsteil der Stumpf zur Pasewalker Straße                                                    |
| Paradiesapfelweg (Lage)         | 0160                                    | Paradiesapfel, Apfelsorte | 16. Apr. 2013       | Der Paradiesapfelweg (vormals Dahlienweg) ist eine Privatstraße auf dem Gelände der Freizeitkolonie Gravensteiner Gartenfreunde und liegt zwischen Ludwig-Quidde-Straße und Weinapfelweg. Der gewählte Straßenname und der weiteren 18 Straßen nach Apfelsorten nimmt Bezug zur Apfelsorte Gravensteiner. Der Name der Freizeitkolonie Gravensteiner Gartenfreunde geht jedoch auf die Gravensteinstraße zurück. Die Benennung erfolgte gemäß § 15 Bezirksverwaltungsgesetz (BezVG) auf der Beschluss des Bezirksamtes Pankow vom 26. Februar 2013 und wurde von der BVV am 26. April 2013 bestätigt. Die Straße ist gewidmet, aber in die RBS-Klasse KGA (Okstra-Klasse P) eingeordnet. | Paradiesapfelweg West                                                                                            |
| Parkstraße (Lage)               | 0450                                    | Park, nach dem vormaligen Lenné-Park | nach 1904           | Sie liegt zwischen Hauptstraße und Straße 166 als südliche Parallelstraße der Gravensteinstraße. Nach der Parzellierung des Parks am „Herrenhaus in Buchholz“ wurden auf diesem Gelände Straßen angelegt. Das Gebäude von Haus 12 aus dem Jahr 1909 ist die ehemalige Nervenheilanstalt, die als Baudenkmal in die Denkmalliste aufgenommen ist. In einem zum Gut gehörenden Häuschen, das Quer in die Parkstraße reichte ein Häuschen des Gutes hinein, hier wohnte der Gravensteinsche Kutscher Schüler, der von drei Eseln unterstützt den großen Garten betreute. Die Tiere des „Esel-Schülers“ hatten ihren Auslauf in einem Park vor dem Haus, ungefähr wo die Straßenbahnlinie 50 ihren Ausgangspunkt hat, die Einwohner nannten ihn den „Eselpark“. Um 1904 nach dem Tod des Bankiers Gravenstein (1903) wurde das Anwesen, nachdem die Buchholzer Gemeinde die käufliche Übernahme abgelehnt hatte, durch eine Terraingesellschaft aufgekauft und verparzelliert sowie die Parkstraße angelegt. Die Chamisso-, Edda-, Viktoria- und Gellertstraße sind in späteren Jahren entstanden. Die Ausfahrt vom Gutspark zur Hauptstraße wurde zugemauert und zur Parkstraße verlegt, da die Pferde immer vor den an- und abfahrenden Straßenbahnwagen scheuten. | Parkstraße |
| Pasewalker Straße (Lage)        | 1520 (im Ortsteil)                      | Weg nach Pasewalk, Stadt in Mecklenburg-Vorpommern | ca. um 1830         | Die Straße ist Teil der Bundesstraße 109, vormals die Actien- und Provinzial-Chaussee nach Prenzlau und der nachfolgende Name war Prenzlauer Chaussee der letztlich in Pankow verblieb. Am 16. Januar 2001 wurde wegen der Bezeichnung der Anschlussstelle der Bundesautobahn 114 die Prenzlauer Chaussee als südlicher Abschnitt in die Pasewalker Straße einbezogen. Die Straße diente auch den Berliner Bürgern für die Ausflüge nach Buchholz. An der Bahnhofstraße geht sie in die Berliner Straße über. Auf der Straße verläuft die B 109, die Pasewalker Straße ist im Ortsteil als regionale Hauptstraße im Berliner Straßensystem ausgezeichnet. Auf dieser Straße liegt die Trasse der Straßenbahnlinie 50, bis Eweststraße in Seitenlage und wechselt zur Berliner Straße hin in eine gesonderte Mittellage. Die Fernverkehrsstraße 109, die durch Buchholz führt, wurde zur Protokollstrecke für Göring und Goebbels, die diesen Weg zu ihren Residenzen in der Schorfheide und am Bogensee nutzten. | Pasewalker Straße mit Straßenbahn in Seitenlage                                                                  |
| Petitweg (Lage)                 | 0360                                    | Petit: Buchholzer hugenottische Kolonistenfamilie | 1. Aug. 1996        | Die Straße 137 führte vom Rosenthaler Weg nach Nordost zur Ortsteilgrenze. Mit dem Ausbau des Wohngebietes Buchholz-West wurde er mit weiteren Eigenheimen bebaut und zur Blankenfelder Straße gegenüber der Aubertstraße im Bogen weitergeführt und 1996 benannt. In diesem nördlichen Abschnitt sind einige Mehrfamilienhäuser in Experimentalbauten erstellt worden. | Petitweg |
| Petersapfelweg (Lage)           | 0200                                    | Petersapfel, Apfelsorte | 16. Apr. 2013       | Der Petersapfelweg (vormals Erdbeerweg) ist eine Privatstraße auf dem Gelände der Freizeitkolonie Gravensteiner Gartenfreunde und liegt zwischen Ludwig-Quidde-Straße und KGA ‚Gravensteiner Aue‘. Der gewählte Straßenname und der weiteren 18 Straßen nach Apfelsorten nimmt Bezug zur Apfelsorte Gravensteiner. Der Name der Freizeitkolonie Gravensteiner Gartenfreunde geht jedoch auf die Gravensteinstraße zurück. Die Benennung erfolgte gemäß § 15 Bezirksverwaltungsgesetz (BezVG) auf der Beschluss des Bezirksamtes Pankow vom 26. Februar 2013 und wurde von der BVV am 26. April 2013 bestätigt. Die Straße ist gewidmet, aber in die RBS-Klasse KGA (Okstra-Klasse P) eingeordnet. | Petersapfelweg West                                                                                              |
| Pfaffenapfelweg (Lage)          | 0220                                    | Pfaffenapfel, Apfelsorte | 16. Apr. 2013       | Der Pfaffenapfelweg (vormals Fliederweg) ist eine Privatstraße auf dem Gelände der Freizeitkolonie Gravensteiner Gartenfreunde und liegt zwischen Ludwig-Quidde-Straße und KGA ‚Gravensteiner Aue‘. Der gewählte Straßenname und der weiteren 18 Straßen nach Apfelsorten nimmt Bezug zur Apfelsorte Gravensteiner. Der Name der Freizeitkolonie Gravensteiner Gartenfreunde geht jedoch auf die Gravensteinstraße zurück. Die Benennung erfolgte gemäß § 15 Bezirksverwaltungsgesetz (BezVG) auf der Beschluss des Bezirksamtes Pankow vom 26. Februar 2013 und wurde von der BVV am 26. April 2013 bestätigt. Die Straße ist gewidmet, aber in die RBS-Klasse KGA (Okstra-Klasse P) eingeordnet. | Pfaffenapfelweg West                                                                                             |
| Pfarrer-Hurtienne-Platz (Lage)  | 0045 × 45                               | Albert Ferdinand Hurtienne (1868–1935), Pfarrer in Buchholz | 11. Apr. 1994       | Der Platz ist eine Grünfläche südlich der Buchholzer Kirche zwischen Gravenstein- und Hauptstraße, er wird beidseits von der Hauptstraße eingeschlossen, die den Dorfanger umschließt. Der Theologe Hurtienne war von 1910 bis 1934 in Buchholz für die französisch-reformierte und die deutsch-evangelische Kirchengemeinde als Pfarrer tätig. | Pfarrer-Hurtienne-Platz südlich der Dorfkirche ist Teil des Dorfangers                                           |
| Pfirsichblütenweg (Lage)        | 0900 alle Abschnitte                    | Pfirsichblüte, Blüten der Pfirsichbäume | 25. März 2015       | Der Pfirsichblütenweg erschließt den Teil der Anlage Buchholz südöstlich vom Nordgraben und ersetzt den zuvor nicht amtlich geführten Namen Weg 1, sowie den Teil des Wegs 2 auf dieser Seite der Anlage, die zwischen der ehemaligen Trasse der Industriebahn und dem Nordgraben liegt. Der nun als Eigentümer-Privatweg gewidmete Verkehrszug umfasst das Südufer des Nordgrabens und mündet an der Schönhauser Straße, es gehören drei Erschließungs-Seitenwege zur Bahntrasse hinzu. Die 29 Garten- und Siedlergrundstücke am Pfirsichblütenweg sind durch die Lage am Nordgraben einseitig ohne gerade Zahlen mit 1–63 (ungerade) und wegen der Seitenwege ohne 5, 11 und 41 nummeriert. Im Berliner Straßenregister unter einer eigenen Schlüsselnummer erfasst ist sie als STRA klassifiziert, aber in der Zuständigkeit nach OKSTRA-Klasse als „P“ (Privatweg). | Pfirsichblütenweg                                                                                                |
| Pflaumenblütenweg (Lage)        | 0390                                    | Pflaumenblüte, Blüten der Pflaumenbäume | 25. März 2015       | Der Pflaumenblütenweg liegt im Nordostteil der Anlage Buchholz ersetzt den zuvor nicht amtlich geführten Weg 4. Der nun als Eigentümer-Privatweg gewidmete Verkehrszug liegt in Ost-West-Richtung zwischen Apfelblütenweg und mit einem rechtwinkligen Knick an den Birneblütenweg, der vormalige Weg 6 ist einbezogen und bildet so zwei Seitenäste nach Norden an die außerhalb der Anlage liegende Straße 28, nach Süden zu einem Dreieckplatz am Birnenblütenweg. Die 29 Garten- und Siedlergrundstücke am Fliederblütenweg sind mit 2–32 (gerade) und 3–33 (ungerade) gezählt. Im Berliner Straßenregister unter einer eigenen Schlüsselnummer erfasst ist sie als STRA klassifiziert, aber in der Zuständigkeit nach OKSTRA-Klasse als „P“ (Privatweg). | Pflaumenblütenweg                                                                                                |
| Posaunenweg (Lage)              | 0230                                    | Posaune, Blechblasinstrument | 1. Sep. 2000        | Er ist die südliche Anliegerstraße für die in den 2000er Jahren erbaute Reihenhaussiedlung und geht vom Zimbelweg nach Westen ab. Die Straße wurde durch die eignende Baugesellschaft angepasst an das umgebende Musikinstrumentenviertel benannt. Die Straße ist gewidmet und in die RBS-Klasse PSTR (Okstra-Klasse P) als Privatstraße eingeordnet. | Posaunenweg, ab Schönhauser Straße ostwärts                                                                      |
| Prinzenapfelweg (Lage)          | 0230                                    | Prinzenapfel, Apfelsorte | 16. Apr. 2013       | Der Prinzenapfelweg (vormals Straße 77a und Margeritenweg) ist eine Privatstraße auf dem Gelände der Freizeitkolonie Gravensteiner Gartenfreunde und liegt zwischen Straße 77a und Graben Buchholz (nahe A 114). Der gewählte Straßenname und der weiteren 18 Straßen nach Apfelsorten nimmt Bezug zur Apfelsorte Gravensteiner. Der Name der Freizeitkolonie Gravensteiner Gartenfreunde geht jedoch auf die Gravensteinstraße zurück. Die Benennung erfolgte gemäß § 15 Bezirksverwaltungsgesetz (BezVG) auf der Beschluss des Bezirksamtes Pankow vom 26. Februar 2013 und wurde von der BVV am 26. April 2013 bestätigt. Die Straße ist gewidmet, aber in die RBS-Klasse KGA (Okstra-Klasse P) eingeordnet. | |
| Rennesstraße (Lage)             | 080                                     | Rennes, Hauptstadt der französischen Region und des früheren Herzogtums Bretagne | 11. Nov. 2015       | Die Rennesstraße liegt auf dem Gelände nach Pankower Bebauungsplan XIX-48b („Alte Gärtnerei“) und wurde als weitere Privatstraße im 4. Bauabschnitt als private Erschließungsanlage notwendig. Mit Beschluss des Bezirksamtes VII-0730/2014 vom 14. Januar 2014 wurden bereits drei öffentliche Erschließungsanlagen (Marseillestraße, Lyonstraße, Nizzastraße) sowie vier private Erschließungsanlagen (Brester Ring, Grenobler Ring, Bordeauxstraße, Toulonstraße) benannt. Die Straßenbenennung wurde vom Bauträger, der HELMA Wohnungsbau GmbH, beantragt und in Fortsetzung der bereits erfolgten Benennungen nach einer französischen Stadt (Rennes - ausgesprochen Renn) benannt. Die Rennesstraße liegt ostwärts der Marseillestraße und erschließt T-förmig sieben Grundstücke (534–541) im Winkel zum Parkgraben südlich der Toulonstraße. | Bild gesucht BW                                                                                                  |
| Rosenthaler Straße (Lage)       | 0520                                    | Rosenthal, westlicher Nachbarort | bis 1911            | Die Rosenthaler Straße liegt zwischen der Schönhauser und der Pasewalker Straße, in der Verlängerung der Bahnhof- zur Nisbléstraße. Sie ist der vormalige Verbindungsweg zwischen Blankenburg und Rosenthal, der südlich am Ortskern von Buchholz vorbeiführte. In diesem Sinne ist sie immer noch im Straßensystem Berlins (StEP) als regionale Hauptstraße (Kategorie III) geführt. | Rosenthaler Straße nordwärts                                                                                     |
| Rosenapfelweg (Lage)            | 0330                                    | Rosenapfel, Name verschiedener Apfelsorten | 16. Apr. 2013       | Der Rosenapfelweg (vormals Tulpen- und Nelkenweg) ist eine Privatstraße auf dem Gelände der Freizeitkolonie Gravensteiner Gartenfreunde und liegt zwischen Gravensteiner Straße und Graben / A 114. Der gewählte Straßenname und der weiteren 18 Straßen nach Apfelsorten nimmt Bezug zur Apfelsorte Gravensteiner. Der Name der Freizeitkolonie Gravensteiner Gartenfreunde geht jedoch auf die Gravensteinstraße zurück. Die Benennung erfolgte gemäß § 15 Bezirksverwaltungsgesetz (BezVG) auf der Beschluss des Bezirksamtes Pankow vom 26. Februar 2013 und wurde von der BVV am 26. April 2013 bestätigt. Die Straße ist gewidmet, aber in die RBS-Klasse KGA (Okstra-Klasse P) eingeordnet. | |
| Rosenthaler Weg (Lage)          | 1070 (im Ortsteil)                      | Rosenthal, westlicher Nachbarort | ca. um 1750         | Der vormalige Weg ist bereits im Meßtischblatt von 1871 eingezeichnet und führte vom Buchholzer Dorfkern nach Rosenthal und Blankenfelde. Durch den Ausbau des Wohngebietes Buchholz-West wurde die Straße zur zentralen Hauptstraße und ist im Berliner Straßensystem mit regionaler Bedeutung geführt. Die Straße liegt zwischen Navarraplatz (Ecke Mühlen-/Triftstraße) und dem Übergang zum Nachbarortsteil etwas westlich der Guyotstraße. In dieser Straße verläuft die Trasse der Straßenbahnlinie 50. | Rosenthaler Weg                                                                                                  |
| Rupertweg (Lage)                | 0330                                    | Roupert: Buchholzer hugenottische Kolonistenfamilie | 3. Jan. 1998        | Mit der fortschreitenden Bebauung des Wohngebiets Buchholz West wurde er aus der (aufgehobenen) KGA ‚Annaberg‘ am 2. November 2004 über den Jean-Calas-Weg und am 12. Oktober 2007 bis zur Zeuschelstraße verlängert. Die Straße liegt zwischen Schützenweg und Zeuschelstraße und ist am Jean-Calas-Weg versetzt. Dabei ist der östliche Abschnitt mit Einfamilienhäusern bebaut und der westliche Abschnitt 2013 unbefestigt und noch unbebaut. Die Familie Henry Roupert mit Frau und vier Kindern, gehörte zu den ersten in Buchholz ansässigen, aus Frankreich stammenden Siedlern calvinistischen Glaubens. | Rupertweg im bebauten (östlichen) Abschnitt                                                                      |
| Saupéweg (Lage)                 | 0360                                    | Familie Saupé ist eine bereits vor der französischen Kolonisierung alteingesessene Familie | 9. Aug. 1997        | Die Straße beginnt an der Blankenfelder Straße und ist die Anliegerstraße der hier stehenden Einfamilien- und Reihenhäuser. Vorher befand sich hier die KGA ‚Blankenfelder Straße 29‘, die Siedlung liegt zwischen Kalvinistenweg und Stadtgärten und endet vor der Nisbléstraße zu der sich querstehende Häuser befinden. Die Privatstraße ist als Sackgasse und Verkehrsberuhigter Bereich ausgewiesen. | Saupéweg |
| Schillingweg (Lage)             | 1010 (im Ortsteil)                      | Schilling (19. Jahrhundert, Reinickendorf), Cigarrenfabrikant und Grundbesitzer | nach 1961           | Der Schillingweg begrenzt den Ortsteil im Nordwesten zu Blankenfelde, die Ortsteilgrenze liegt auf dem Weg. Im Ortsteil liegt sie zwischen dem Weg A (Blankenfelde) / Straße 123 und Hans-Schumacher-Straße, hier endet die Straße für Autos als Sackgasse. Zum Schillingweg gehören im Ortsteil die Grundstücke 84–109 (gerade). Die Ortsteilgrenze verläuft weiter nach Nordost bis „Am Schafstall“ in den sie südwärts biegt, aber der Fußweg trägt keinen Namen. Der Schillingweg ist die Zufahrt von der Buchholzer Straße zu den Kleingartenanlagen, die an die Straße angrenzen. Im Westen führt die Straße ab der Siedlung Elisabethaue in Blankenfelde als Fußweg weiter zur Blankenfelder Chaussee. Das Naturschutzgebiet Idehorst mit dem Idehorstpark liegt am östlichen Ende der Straße. | Schillingweg liegt mit der KGA Möllersfelde im Ortsteil                                                          |
| Schönerlinder Straße (Lage)     | 1630 (im Ortsteil)                      | Schönerlinde, nordwestlich benachbarte Gemeinde | nach 1824           | Die Straße liegt zwischen Bucher Straße und der Eisenbahnstrecke. Die Schönerlinder Straße einschließlich der gleichnamigen Anschlussstelle der A 114 gehören zum Ortsteil. Die Grenze zu Blankenfelde liegt dabei westlich der Nebenanlagen des eigentlichen Straßenlandes. Nördlich der Lindenhofbrücke über den Berliner Außenring wird Buch zum Nachbarortsteil. Die Ortsteilgrenze wechselt dabei über die Straßenmitte und liegt ab Weg zur Feuerwerksfabrik an der Ostseite, das Straßenland liegt in Buch vor dem Eisenbahnübergang der Regionalbahn Karow–Basdorf verlässt die Ortsteilbegrenzung die Schönerlinder Straße nach Ost. Die Straße war einst ein Verbindungsweg zwischen Buchholz und Schönerlinde und wurde nach 1824 als Teil der Provinzial-Chaussee Berlin–Prenzlau ausgebaut. Auf der Straße liegt heute die Trasse der B 109. Am 14. Februar 1964 kam der im Ortsteil Buch befindliche Teil der Straße zur Schönerlinder Straße hinzu. Im Ortsteil liegen die Grundstücke 1–10, 28m, 29a, 34–62 (fortlaufend). Im Süden grenzt östlich der Blumengroßmarkt Buchholz und eine Bauhaus-Filiale, auf der Westseite befinden sich die Ruinen der ehemaligen Schaf- und Rinderställe. Durch die Anschlussnähe zur Autobahnausfahrt sind 560 m der Straße im Berliner Straßensystem als übergeordnete Hauptstraße (Kategorie II) eingeordnet, der restliche Abschnitt zur Hauptstraße ist eine regionale Straßenverbindung. | Schönerlinder Straße (nördlich der Bucher Straße stadtauswärts)                                                  |
| Schönhauser Straße (Lage)       | 1450                                    | Niederschönhausen: westlicher Nachbarort | nach 1871           | Der alte Verbindungsweg zwischen Französisch-Buchholz und Niederschönhausen ist schon im Ur-Messtischblatt von 1835 eingezeichnet. Auf Niederschönhausener Gemarkung (heute Ortsteil) setzte er sich schon damals als Buchholzer Weg fort. Im Ortsteil liegt die Straße zwischen Kreuzung Blankenfelder, Berliner / Hauptstraße und etwas über die Straße 182 hinweg. Die Straße ist im Straßensystems Berlins (StEP) als ergänzende Hauptstraße (Kategorie IV) geführt. Das Mietshaus Nr. 126 mit Einfriedung und Stallungen ist als Baudenkmal anerkannt. In Buchholz wurde 1890 das Sanatorium für Pferde von Tierarzt Carl Fischere in der Schönhauser Straße mit seiner Frau Marie Fischer eröffnet. Das Haus des Sanatoriums steht noch heute und das Weidegelände grenzte bis an die Marienstraße, die nach der Ehefrau benannt wurde. | Schönhauser Straße · Schönhauser Straße                                                                          |
| Schützenstraße (Lage)           | 0770                                    | am Südende der Schießstand der Buchholzer Schützengilde | nach 1950           | Die Straße ist eine Seitenstraße der Triftstraße und führt durch das Eigenheimgebiet im Nordosten des Wohngebiets Buchholz-West. Die Schützenstraße führte schon unter diesem Namen durch die Gartenanlage Glücksklee. Die auf der östlichen Straßenseite quer zur Straßenachse stehenden Reihenhäuser der Siedlung zum Vienweg hin sind jeweils durch Seitenstraße erschlossen. Hier lag auch der Festplatz der Buchholzer Schützengilde. Im Adressbuch 1943 ist angegeben: „keine amtliche Bezeichnung, auch Am Schießstand genannt“. | |
| Schweizer Tal (Lage)            | 0710                                    | Flurname einer hiesigen Bodensenke | 23. Okt. 1995       | Die Straße liegt im Wohngebiet Buchholz West und verbindet die Mathieustraße mit dem Kalvinistenweg über den Rosenthaler Weg (Hugenottenplatz) hinweg. Vor der Bebauung befand sich hier die (Garten-)„Anlage Schweizer Tal“ nördlich vom Rosenthaler Weg / Blankenfelder Straße. Die Straße 34, die im Siedlungsgebiet südlich vom Rosenthaler Weg lag, wurde bei der Benennung einbezogen. Die Straße ist im nördlichen Abschnitt mit sechsgeschossigen Mehrfamilienhäusern und südlich der Rosenthaler Straße mit Einfamilienhäusern bebaut. | Schweizer Tal |
| Silberapfelweg (Lage)           | 0200                                    | Silberapfel, ergänzender Name von zwei Apfelsorten Champagner Renette, Glasapfel | 16. Apr. 2013       | Der Silberapfelweg (vormals Rosenweg (westlich A 114)) ist eine Privatstraße auf dem Gelände der Freizeitkolonie Gravensteiner Gartenfreunde und liegt zwischen Gravensteiner Straße und Graben / A 114. Der gewählte Straßenname und der weiteren 18 Straßen nach Apfelsorten nimmt Bezug zur Apfelsorte Gravensteiner. Der Name der Freizeitkolonie Gravensteiner Gartenfreunde geht jedoch auf die Gravensteinstraße zurück. Die Benennung erfolgte gemäß § 15 Bezirksverwaltungsgesetz (BezVG) auf der Beschluss des Bezirksamtes Pankow vom 26. Februar 2013 und wurde von der BVV am 26. April 2013 bestätigt. Die Straße ist gewidmet, aber in die RBS-Klasse KGA (Okstra-Klasse P) eingeordnet. | Silberapfelweg von Ludwig-Quidde-Straße                                                                          |
| Stadtgärten (Lage)              | 0520                                    | durch den Bauherrn festgelegt | 1. Dez. 2000        | Die Straße erschließt als Zufahrt die Grundstücke 1–99 mit Eigenheimen zwischen Saupéstraße und Chartronstraße südlich der Blankenfelder Straße und geht von dieser nach Süden ab. Am südlichen Ende stehen die Gebäude parallel hinter den Grundstücken der Nisbléstraße, die Zählung der Grundstücke beginnt von hier nach Norden. Hier besteht eine Durchfahrt zur Saupéstraße. Eine U-Stelle in der Straßenführung ist durch einen Kinderspielplatz am Ende der Straße 147 bedingt. Die Eigenheime sind teilweise mit kleinen Gärten umgeben, die wohl den Grund für den Straßennamen erklären. | Stadtgärten mit Blickrichtung nach Süd                                                                           |
| Steinsperlingsweg (Lage)        | 1150                                    | Steinsperling, Vogelart aus der Familie der Sperlinge | 27. Mai 2011        | Auf Wunsch der Siedler wurde die „Anlage Blankenburg II“ nicht als Kleingartenanlage formiert, sodass sie auf Grtund der Siedlerstruktur nicht dem Bundeskleingartengesetz mit bestimmten Beschränkungen unterliegt, sondern als Wohnsiedlung eingestuft ist. Dadurch wurden die wichtigsten Anlagenwege zu gewidmeten Straßen. Der vormalige Hortensienweg wurde auf Anliegervorschlag wie die umgebenden Straßen der Anlage deshalb nach einer Sperlingsart benannt. Sie liegt zwischen Bahnhofstraße und dem Teich am Fließgraben in die Panke, vormals verlief an diesem Ende die Industriebahn. Die Straße ist gewidmet und in die RBS-Klasse PSTR (Okstra-Klasse P) als Privatstraße eingeordnet. | Steinsperlingweg südlich der Bahnhofstraße · Straßenschilder                                                     |
| Stephanusring (Lage)            | 0330                                    | liegt auf dem vormaligen Gelände der Stephanusstiftung Haus König | 18. Nov. 2005       | Eine befestigte baumbestandene Straße mit beidseitigen Gehwegen, die als Zugangsstraße in U-Form von der Gartenstraße gelegene Privatstraße erschließt die Eigenheime 5–45 (ungerade) und 20–52 (gerade) auf der Fläche der ehemaligen KGA ‚Bergfried‘. Der Name bezieht sich auf das Altenpflegeheim Haus König der Stephanusstiftung, das 1963 bis 2000 auf dem Grundstück Gartenstraße 5/6 existierte. 1875 eröffnete die Frau des Kreistierarztes Emma Koenig in der Hauptstraße 22 eine Pflegeanstalt für geisteskranke Frauen und verlegte diese später in die Gartenstraße 6, wo diese dann den Namen Haus Koenig erhielt. Sie wurde Altersheim und von der evangelischen Stephanusstiftung betrieben. | Stephanusring:nördliche Zufahrt von der Schönhauser Straße aus                                                   |
| Strandpromenade (Lage)          | 0340                                    | die Gartenanlage Ostsee liegt nebenan | nach 2012           | Die Straße 52a in Rosenthal führt bis an die Ortsteilgrenze, die KGA ‚Ostsee‘ im Ortsteil erhielt die Adresse ‚Straße 52a Nr. 45‘ zugeordnet, ansonsten haben die Rosenthaler Kleingartenanlagen die Adresse Nr. 45a für KGA ‚Nordlicht‘ und Nr. 45b für ‚Gartenland Hoffnung‘. Die quer zur (Rosenthaler) Straße 52a entlang der Ortsteilgrenze liegende Straße wird ebenfalls als Straße 52a geführt. Inoffiziell wurde diese im Ortsteil von den Anliegern als „Strandpromenade“ genannt. Durch die Umwidmung der KGA ‚Ostsee‘ zu Bauland mit Neubau-Eigenheimen von 2013/2014 ist die Straße im Frühjahr 2013 mit amtlichen Straßenschildern versehen, allerdings noch nicht amtlich gewidmet, sondern wird noch als Gartenweg geführt. | Straßenschild Strandpromenade (7. April 2013)                                                                    |
| Straße 28 (Lage)                | 0110                                    | nummeriert, nach Besiedlungsplan | nach 1923           | Als Betonstraße mit einseitigem Fußweg geht sie südlich vom Cevennenweg ab zur KGA ‚Buchholz‘, wo sie als Straße zwischen Weg 8 und 4 endet, sie führt als Weg 6 benannt als Gartenweg in die Kolonie hinein Richtung Am Nordgraben. Die Wege in der KGA sind nicht umbenannt, wie[veraltet] in einigen Karten eingezeichnet. | Straße28 |
| Straße 30 (Lage)                | 0120                                    | nummeriert, nach dem Besiedlungsplan | nach 1923           | Sie erschließt als gepflasterte Straße mit beidseitigem Fußweg zwischen Cevennen- und Nisbléstraße einige Eigenheime auf den Grundstücken 1–7 (ungerade) und 4 gerade, wovon einige in erst den 2010er Jahren errichtet (oder neu errichtet) wurden. | Straße30 |
| Straße 42 (Lage)                | 0410                                    | nummeriert, nach Besiedlungsplan | nach 1923           | Sie liegt von Margaretenaue nordwärts parallel zur Panke, die hinter den östlichen Grundstücken fließt, biegt am Pankebecken nach West zum Blankenburger Weg ab. | Straße 42 |
| Straße 44 (Lage)                | 0120                                    | nummeriert, nach Besiedlungsplan | nach 1923           | Straße 44 liegt zwischen Blankenburger Weg und Straße 42. | Straße 44 vom Blankenburger Weg mit Blick Richtung Panke oder Straße 42                                          |
| Straße 52a (Lage)               | 030 (im Ortsteil)                       | nummeriert, nach Besiedlungsplan | nach 1923           | Nur der östlich vom Nordendfriedhof gelegene Teil der Straße 52a (Grundstück 45 – fortlaufend) gehört zum Ortsteil. Westlich setzt sie sich in Rosenthal fort. Dieser Weg geht entlang der Ortsteilgrenze in den inoffiziell als Strandpromenade benannten Weg und bildet die Westgrenze der Kleingartenanlagen „Ostsee“ und „Rügen“. | Straße 52a mit Adresse Nr. 45 im Ortsteil                                                                        |
| Straße 55 (Lage)                | 0180                                    | nummeriert, nach Besiedlungsplan | nach 1923           | Eine unbefestigte Verbindung mit Grünrandstreifen zwischen der Ferdinand-Buisson- und der Ludwig-Quidde-Straße, die westlich durch die Straße 160 verlängert ist. | Straße 55 von der Luweig-Quidde-Straße aus gesehen                                                               |
| Straße 59 (Lage)                | 0160                                    | nummeriert, nach Besiedlungsplan | nach 1922           | Eine anderthalbspurige Asphaltstraße mit breiten unbefestigten Seitenstreifen zwischen der Pank- und der Ferdinand-Buisson-Straße. | Straße 59 – Blickrichtung südlich der Ferdinand-Buisson-Straße zur Pankstraße                                    |
| Straße 72 (Lage)                | 0230                                    | bestehende Nummerierung nach Besiedlungsplan | nach 1923           | Die Straße 72 ist die verlängerte Parkstraße zwischen Edda- und Ludwig-Quidde-Straße und geht in die Gladiolenstraße über. Die Straße 167 ist die südliche und die Straße 73 die nördliche Parallelstraße. | |
| Straße 73 (Lage)                | 0540                                    | nummeriert, nach dem Besiedlungsplan | nach 1923           | Die Straße 73 liegt zwischen der Gravenstein- und der verlängerten Ferdinand-Buisson-Straße zwischen Straße 72 und 74. Der östliche Teil als Gartenweg in die KGA ‚Gravensteiner Aue‘. | |
| Straße 74 (Lage)                | 0530                                    | nummeriert, nach Besiedlungsplan | nach 1923           | Die Straße 74 liegt zwischen der Gravenstein- und der verlängerten Ferdinand-Buisson-Straße nördlich der Straße 73. Eine Wohnstraße überwiegend mit Einfamilienhäusern. Östlich der KGA ‚Gravensteiner Aue‘ führt der weitere Weg mit der Königsteinbrücke über die Panke und die A 114 nach Blankenburg, hier endet sie für Autos als Sackgasse an der Fußgängerbrücke über die Autobahn. Da es sich nur um einen Fuß- und Radweg handelt, ist dieser Fahrweg nicht benannt. | |
| Straße 76 (Lage)                | 0300                                    | nummeriert, nach dem Besiedlungsplan | nach 1923           | Die Straße 76 ist eine unbefestigte Straße mit breiten Seitenstreifen, die meist von den anliegenden Grundstücken aus gepflegt sind. Sie verlängert den Tomatenweg zwischen Straße 89 und Gravensteinstraße entlang der KGA ‚Sonnental‘. Die Grundstücke 1–21 (ungerade) und 4–28 (gerade) liegen an der Straße 76. | |
| Straße 76a (Lage)               | 0170                                    | nummeriert, nach dem Besiedlungsplan | nach 1923           | Sie verlängert die Straße 76 über die Gravensteinstraße nach Osten bis zum Rand der Kleingartenanlagen westlich der Panke, deren Bestand als dauerhaft gesichert vermerkt ist. Die Grundstücke 2–15 (fortlaufend) liegen an der Straße 76a. | |
| Straße 77 (Lage)                | 0430                                    | nummeriert, nach dem Besiedlungsplan | nach 1923           | Die Straße 77 ist die nordöstliche Parallelstraße der Straße 76 zwischen Straße 89 und Gravensteinstraße. Die Grundstücke 3–27 (ungerade) und 4–32 (gerade) liegen an der Straße 77. | |
| Straße 77a (Lage)               | 0220                                    | nummeriert, nach dem Besiedlungsplan | nach 1923           | Straße 77a verlängert etwas versetzt die Straße 77 über die Gravensteinstraße hinweg. Als unbefestigte Straße ist der östliche Abschnitt, der in die Kleingärten an der Panke führt, nur als Fahrweg ausgebildet. Die Grundstücke 2–19a (fortlaufend) liegen an der Straße 77a. | |
| Straße 89 (Lage)                | 0230                                    | nummeriert, nach dem Besiedlungsplan | nach 1923           | Sie liegt zwischen Ecke Tomatenweg/Straße 76 nach Nordosten und endet als Stichstraße auf einer Freifläche zwischen einer Ödfläche und Wiese. Zur Straße 89 gehören die Grundstücke 2–20a (gerade) und 3–17 (ungerade). | Straße 89 · Straße 89                                                                                            |
| Straße 103 (Lage)               | 0360                                    | nummeriert, nach Besiedlungsplan | nach 1923           | Die Straße verläuft von der Bucher Straße nordwärts bis zum Brendengraben und endet an der KGA ‚Pappelgrund‘, die nur noch bedingt gesichert ist. Die Straße ist ein einspuriges Asphaltband mit breiten Seitenstreifen, teilweise als befestigter Fußweg, teils als Vorfeld der Eigenheimgrundstücke. Die Grundstücke 1–53 (fortlaufend) sind mit Einfamilien-, Mehrfamilienhäusern und Gartenlauben bebaut. Noch 1943 mit Hinweis auf den Namen Wieland'sche Privatstraße. | Straße 103 südwärts aus der KGA ‚Pappelgrund‘ heraus                                                             |
| Straße 123 (Lage)               | 0320                                    | nummeriert, nach Besiedlungsplan | nach 1926           | Sie führt vom Schillingweg in die Straße 124 hinein auf der Ortsteilsgrenze zu den Feldern von Blankenfelde, im Ortsteil begrenzt sie die KGA ‚Krugpfuhl‘ am Westrand. Inoffiziell trägt sie zusammen mit der Straße 124 die Bezeichnung Maurice-Ravel-Straße, dieser Name ist andernorts in Berlin bereits amtlich gewidmet. Dieser Name nähme die Namenswahl nach Künstlerpersönlichkeiten in den östlicher liegenden Kleingartenanlagen auf. Nur das Grundstück 12 ist der Straße zugeordnet. | Straße 123 vom Schillingweg nach Süden (rechts liegt Blankenfelder Gebiet)                                       |
| Straße 124 (Lage)               | 0320                                    | nummeriert, nach Besiedlungsplan | nach 1926           | Die unbefestigte Straße liegt die Straße 123 abgewinkelt verlängernd zum Favierweg. Das Straßenland liegt im Ortsteil, der Westrand bis an den Favierweg bildet die Ortsteilsgrenze zu Blankenfelde. Inoffiziell trägt sie zusammen mit der Straße 123 die Bezeichnung Maurice-Ravel-Straße, ein Name der bereits andernorts in Berlin gewidmet wurde. Die Grundstücke 84–114 (gerade) und 85–91 (ungerade) gehören zur Straße 124. Südlich öffnet sie sich in einem Fußweg durch eine öde Grünfläche zur Bebauung von Buchholz-West an der Aubertstraße. Auf der Seite im Ortsteil sind Gartenlauben und Einfamilienhäuser errichtet, auf der Blankenfelder Seite liegen Felder. | Straße 124 |
| Straße 145 (Lage)               | 090                                     | nummeriert, nach Besiedlungsplan | nach 1926           | Die unbefestigte Straße geht vom Eigenheimbereich der Guyotstraße nach Osten ab und erschließt die Zufahrt der Grundstücke Straße 145 1–9 (ungerade) und 4–8 (gerade). Eine südlicher parallele zuführende Seitenstraße ist als Guyotstraße benannt. Der über die Nantesstraße weiterführende Fuß- und Radweg ist unbenannt. | Straße 145 |
| Straße 147 (Lage)               | 0050                                    | nummeriert, nach Besiedlungsplan | nach 1926           | Die befestigt Straße mit den Grundstücken 2–7 (fortlaufend) liegt östlich der Chartronstraße, sie setzt den Fußweg von der Straße 145 fort und endet am Spielplatz vor den Stadtgärten. | Straße 147 |
| Straße 160 (Lage)               | 0170                                    | nummeriert, nach Besiedlungsplan | nach 1926           | Die Straße im Eigenheimgebiet östlich vom Ortskern geht westlich von der Ludwig-Quidde-Straße nach Westen zum Parkgraben und verlängert die Straße 55. Die unbefestigte Straße besitzt einen begrünten Streifen auf beiden Seiten vor den Grundstücken der Eigenheime. | Straße 160, von der Ludwig-Quidde-Straße Richtung Parkgraben gesehen                                             |
| Straße 163 (Lage)               | 0080                                    | nummeriert, nach Besiedlungsplan | nach 1926           | Eine zweispurige befestigte Straße mit teilweise begrünten Streifen vor den Grundstücken. Sie verbindet Gellertstraße und Straße 166 im Siedlungsgebiet östlich vom Dorfkern und den Kleingartenanlagen entlang von Autobahn und Panke. | |
| Straße 164 (Lage)               | 0170                                    | nummeriert, nach dem Besiedlungsplan | nach 1926           | Sie verbindet Straße 166 und Straße 167 in Nord-Süd-Richtung und ist wie alle hier zwischen Ludwig-Quidde-Straße und Viktoriateich liegende 160er Straßen einspurig mit Asphaltband befestigt und beidseitigen Grünstreifen, teilweise mit Gehwegen vor den Grundstücken. | |
| Straße 165 (Lage)               | 0170                                    | nummeriert, nach Besiedlungsplan | nach 1926           | Sie verbindet die Straße 166 mit 167 in Nord-Süd-Richtung in der Eigenheimsiedlung zwischen Ludwig-Quidde-Straße und Viktoriateich/Viktoriapark, wie alle 160er Straßen einspurig mit Asphaltband befestigt und einem beidseitigen Grünstreifen, teilweise mit Gehwegen vor den Grundstücken. | |
| Straße 166 (Lage)               | 0550                                    | nummeriert, nach Besiedlungsplan | nach 1926           | Sie liegt zwischen Straße 73 und im südlichen Abschnitt in Höhe vom Viktoriateich im Bogen der Ludwig-Quidde-Straße. Sie endet vor der KGA „Gravensteiner Aue“. Wie alle 160er und die anliegenden 70er Straßen ist sie einspurig mit Asphaltband befestigt und beidseitig einem Grünstreifen, teilweise mit Gehwegen vor den Grundstücken. Neben Einfamilienhäusern liegen auch Mehrfamilienhäuser an der Straße teilweise bilden kurze Seitenstraßen die Zufahrt. | |
| Straße 167 (Lage)               | 0240                                    | nummeriert, nach dem Besiedlungsplan | nach 1926           | Sie verbindet die Straße 166 mit der Ludwig-Quidde-Straße in Ost-West-Richtung und ist wie alle 160er Straßen einspurig mit Asphaltband befestigt und besitzt beidseitig Grünstreifen, teilweise mit Gehwegen vor den Grundstücken. Sie ist mit älteren Einfamilienhäusern und Neubauten der 2010er Jahre bebaut. | Straße 167 |
| Straße 171 (Lage)               | 0080                                    | nummeriert, nach Besiedlungsplan | nach 1926           | Die kurze Stichstraße geht westlich der Gravensteinstraße ab und ist gegenüber mit Eigenheimen aus den 2010er Jahren bebaut, die allerdings zur Gravensteinstraße hin zugeordnet sind auf den Grundstücken 2–10 (fortlaufend). | Straße 171 |
| Straße 175 (Lage)               | 0100                                    | nummeriert, nach Besiedlungsplan | nach 1926           | Die unbefestigte Straße liegt als Sackgasse südlich des Gartenbaubetriebes (Blumengroßmarkt Nord) an der Bucher Straße mit Anschluss an das nördliche Ende der Straße 77. Die Straße umschließt einige Eigenheime 2–20 (fortlaufend) auf der Innenseite des gebildeten Rings. | Straße 175 von der Ecke Straße 77 aus                                                                            |
| Straße 179 (Lage)               | 0300                                    | nummeriert, nach dem Besiedlungsplan | nach 1926           | Die Straße als befestigter Fahrweg liegt östlich der Schönerlinder Straße zur Straße 180 und umgibt eine Fläche mit neueren Eigenheimen an der westlichen Straßenseite, östlich der Straße liegt eine landwirtschaftliche Fläche. | |
| Straße 180 (Lage)               | 0780                                    | nummeriert, nach dem Besiedlungsplan | nach 1926           | Sie geht von der Schönerlinder nach Osten ab und beim Bau des Autobahnzubringers Pankow wurde sie am östlichen Ende begrenzt und führt zum Brendengraben führt und ist an die Baltrumstraße in Höhe der KGA ‚Pappelgrund‘ angeschlossen. Ecke Baltrumstraße umschließt sie die Siedlung auf dem Gebiet der aufgehobenen KGA ‚Grüner Stern‘. In den 1950er Jahren begrenzte sie noch den südlichen Rand der Rieselfelder, nordöstlich verläuft die Autobahn. Zur Straße gehören die Grundstücke 2–74 (gerade) und 39–47 (ungerade). Die Grundstücke südlich sind ebenfalls der Straße 180 zugeordnet und werden noch bebaut. | |
| Straße 182 (Lage)               | 0490                                    | nummeriert, nach Besiedlungsplan | nach 1926           | Sie liegt zwischen Schönhauser und Straße 199. Eine geschotterte zweispurige Straße mit beiderseitigem begrünten Randstreifen, teilweise mit Bäumen und teilweise mit Gehwegen. Sie liegt im Süden des Ortsteils in dem nach Musikinstrumenten benannten Viertel. | Straße 182 |
| Straße 199 (Lage)               | 0220 (im Ortsteil)                      | nummeriert, nach Besiedlungsplan | nach 1926           | Im Ortsteil liegt die Straße westlich vom Zimbelweg abgehend. Eine geschotterte zweispurige Straße mit beiderseitigem begrünten Randstreifen, teilweise mit Bäumen und teilweise mit Gehwegen. Sie liegt im Süden des Ortsteils in dem nach Musikinstrumenten benannten Viertel. Im Ortsteil liegen die Grundstücke 29–59 (ungerade) und 30–60 (gerade). Im Adressbuch 1943 beginnt sie an der Gemarkung Niederschönhausen zur Zimbelstraße gehend über die Straße 182 hinweg; Grundstück 1–27 existieren auf der linken (nördlichen) Seite nicht, rechts bestehen fünf Häuser, Parzellen und Baustellen. Nach 1955 wurde sie vom Westende nach Süden zur Blankenburger Straße im Nachbarortsteil Niederschönhausen verlängert. | Straße 199 |
| Suzetteweg (Lage)               | 0240                                    | Suzette Chodowiecki, Tochter des Illustrators Daniel Chodowiecki (1726–1801) | 18. Nov. 2000       | Der Weg wurde benannt nach der Radierung Die Wallfahrt nach Französisch Buchholz von Daniel Chodowiecki, der diese nach einer ausgefallenen Landpartie zunächst nur für das Familienalbum zeichnete. Am Anfang des Zuges auf diesem Bild geht seine Tochter Suzette. | Suzetteweg |
| Tiriotstraße (Lage)             | 0660                                    | Tiriot: Buchholzer hugenottische Kolonistenfamilie | 23. Okt. 1995       | Die Straße im Wohngebiet Buchholz West zwischen Kalvinistenweg und ist etwas über die Mathieustraße verlängert. Sie liegt zwischen den Parallelstraße Schweizer Tal und Arnouxstraße auf einem Straßenzug der im Bebauungsplan mit Straße 121 und teilweise der Straße 124 gebildet wurde. | Tiriotstraße |
| Tomatenweg (Lage)               | 0300                                    | Tomate, Nachtschattengewächs | 18. März 2000       | Die Straße liegt zwischen Töpperweg und ostwärts um die hier stehenden Eigenheime zum Töpperweg. Albert Töpper, ehemaliger Gemüsebauer und Eigentümer des Grundstückes pflanzte in seinem Betrieb die namensgebenden Tomaten an. Der Tomatenweg mit den Grundstücken 15–41 (ungerade) und Tomatenweg 18–40 (gerade) erschließt gemeinsam mit dem Töpperweg die hiesige Siedlung, die auf dem Gelände des aufgehobenen Teils der KGA ‚Sonnental‘ liegt und an den vormaligen „Blumengroßmarkt Nord“ grenzt. | |
| Töpperweg (Lage)                | 0280                                    | Albert Töpper (1881–1944), Buchholzer Gemüsebauer | 18. März 2000       | Die Straße ist nach dem ehemaligen Eigentümer des hiesigen Grundstückes benannt, der auf diesem Gelände seinen Gemüseanbaubetrieb. Der Weg erschließt gemeinsam mit dem Tomatenweg die Siedlung auf dem Gelände des aufgehobenen Teils der KGA Sonnental und dem jetzigen Gartenbaubetrieb. Der Töpperweg liegt westlich um die (inneren) Eigenheime mit den Grundstücken 7–29 (fortlaufend). | |
| Toulonstraße (Lage)             | 0090                                    | Toulon ist Hauptstadt des französischen Départements Var und der Heimathafen der französischen Marine im Mittelmeer                                                                              | 29. Jan. 2014       | Die Straße wurde aus der nach Pankower Bebauungsplans XIX-48b trassierten Privatstraße XIV gebildet. Sie ist als Privatstraße und Zufahrt zu den Anliegergrundstücken im Nordosten des Baugebietes ausgelegt. Der Bebauungsplan als „Buchholz-Ost“ umfasst das Gebiet zwischen Dr.-Markus-Straße, Parkgraben, Ferdinand-Buisson-Straße, Bahnhofstraße und Berliner Straße im Ortsteil. Mit Beschluss der BVV wurden provisorischen Erschließungsstraßen des Plans auf Vorschlag des Bezirksamtes Pankow benannt und gewidmet. Die Bebauung im Straßenverlauf auf einer Brachfläche der vormaligen unberäumten Gärtnerei auf diesem Gebiet des Bebauungsplans begann 2014. Die Toulonstraße erschließt östlich der Marseillestraße bis zum Parkgraben die nordöstlich liegenden Wohnhäuser 1–7 (ungerade, nördlich) und 2–8 (gerade, Südseite), gegenüber erschließt die Bordeauxstraße westlich der Marseillestraße. Die Grundstücke des 3. Bauabschnitts sind zwar vermessen und markiert, aber der Straßenbau ist Ende 2014 noch nicht begonnen, vielmehr liegt hier noch Badenmaterial aus der Beräumung der brachliegenden vormaligen Gärtnerei. | Toulonstraße (Ende 2014): benannt - gewidmet- noch nix gebaut (da 3. Bauabschnitt)                               |
| Triftstraße (Lage)              | 0840                                    | Viehtrift, die vom Dorfkern zu den Weiden führte | bis 1911            | Auf dem Urmesstischblatt von 1871 ist bereits ein Triftweg verzeichnet. Auf der Trift wurde einst das Vieh der Buchholzer Bauern zur Weide geführt. Die Straße liegt zwischen Mühlen- und Schönerlinder Straße, der alten Chaussee nach Norden. Durch die Anbindung an die nahe gelegene Anschlussstelle der Autobahn gehört die Triftstraße zum regionalen Hauptstraßensystem nach Straßenentwicklungsplan. | Triftstraße |
| Tubaweg (Lage)                  | 0290                                    | Tuba, Blechblasinstrument | 1. Sep. 2000        | Der Name wurde von der Eigentümergesellschaft passend zum umgebenden „Instrumentenviertel“ gewählt. Der Weg erschließt Doppelhäuser zwischen Akkordeon- und Posaunenweg und liegt quer durch die Siedlung des Musikviertels, die als Neubausiedlung auf dem Gelände der aufgehobenen KGA ‚Einsiedel‘ angelegt wurde. Die Straße ist gewidmet und in die RBS-Klasse PSTR (Okstra-Klasse P) als Privatstraße eingeordnet. | Tubaweg |
| Veilchenblütenweg (Lage)        | 0290                                    | Veilchenblüte, Blüten der Veilchengewächse | 25. März 2015       | Der Veilchenblütenweg liegt im Nordostteil der Anlage Buchholz ersetzt den zuvor nicht amtlich geführten Namen Weg 2 und erhielt als Seitenast den Weg 5 zugeordnet. Der nun als Eigentümer-Privatweg gewidmete Verkehrszug liegt zwischen dem Fliederblütenweg am Nordgraben im Westen und der Schönhauser Straße. Von ihm geht nach Norden der Seitenast (vormals Weg 5) zum Birnenblütenweg. Die 21 Garten- und Siedlergrundstücke am Veilchenblütenweg sind mit 3–19 (ungerade) und 4–26 (gerade) nummeriert. Im Berliner Straßenregister unter einer eigenen Schlüsselnummer erfasst ist sie als STRA klassifiziert, aber in der Zuständigkeit nach OKSTRA-Klasse als „P“ (Privatweg). | Veilchenblütenweg                                                                                                |
| Vienweg (Lage)                  | 0600                                    | Pierre Vieux (1651–1721), Pfarrer in Buchholz | 3. Jan. 1998        | Die Straße liegt zwischen Triftstraße und Rupertweg. Vieux war der erste Pfarrer der französisch-reformierten Gemeinde und kam mit seiner gesamten Familie zusammen mit calvinistischen Siedlern nach Brandenburg. Die Schreibweise der Straße im Wohngebiet Buchholz-West beruht auf einem Übermittlungsfehler, der beibehalten wurde. | Vienweg Blick nach Südost                                                                                        |
| Viktoriastraße (Lage)           | 0100                                    | Kaiserin Viktoria (1840–1901) | bis 1911            | Sie liegt zwischen Elfenallee und Eddastraße in Höhe des Südrands vom Viktoriapark. Die Zählung der Grundstücke, die teilweise nur Gartengrundstücke sind, mit Viktoriastraße 7–11 (ungerade) und 10–14 (gerade) ist ein Hinweis, dass die Straße westlich der Elfenallee fortgesetzt werden sollte, dort befindet sich in der Tiefe des Grundstücks die Grundschule in Französisch Buchholz und eine ehemalige Ausflugsgaststätte auf dem Gelände der vormaligen Nervenheilanstalt Buchholz. Um 1904 nach dem Tod des Bankiers Gravenstein (1903) wurde das Anwesen, nachdem die Buchholzer Gemeinde die käufliche Übernahme abgelehnt hatte, durch eine Terraingesellschaft aufgekauft und verparzelliert sowie die Parkstraße angelegt. Die Chamisso-, Edda-, Viktoria- und Gellertstraße sind in späteren Jahren entstanden. | Viktoriastraße, Blick von Elfenallee Richtung Ost zum Viktoriapark                                               |
| Wackenbergstraße (Lage)         | 0300 (im Ortsteil)                      | Wackenberg, Stadtteil von Saarbrücken | 11. März 1937       | Die Straße liegt im Ortsteil zwischen Zimbel- und etwas über die Okarinastraße. Die Straße setzt sich in Niederschönhausen fort. Vor 1900 als Hermannstraße angelegt wurde sie 1937 zur Erinnerung an die Kundgebung in Wackenberg benannt. In Wackenberg wurde von den Nationalsozialisten die Rückkehr des Saargebietes zu Deutschland nach der Abstimmung von 1935 begangen. | Wackenbergstraße                                                                                                 |
| Weinapfelweg (Lage)             | 0290                                    | Weinapfel, Apfelsorte | 16. Apr. 2013       | Der Weinapfelweg (vormals Grabenweg) ist eine Privatstraße auf dem Gelände der Freizeitkolonie Gravensteiner Gartenfreunde und liegt zwischen Landapfelweg und dem Grabenweg. Der gewählte Straßenname und der weiteren 18 Straßen nach Apfelsorten nimmt Bezug zur Apfelsorte Gravensteiner. Der Name der Freizeitkolonie Gravensteiner Gartenfreunde geht jedoch auf die Gravensteinstraße zurück. Die Benennung erfolgte gemäß § 15 Bezirksverwaltungsgesetz (BezVG) auf der Beschluss des Bezirksamtes Pankow vom 26. Februar 2013 und wurde von der BVV am 26. April 2013 bestätigt. Die Straße ist gewidmet, aber in die RBS-Klasse KGA (Okstra-Klasse P) eingeordnet. | Weinapfelweg nach Süd                                                                                            |
| Wodanstraße (Lage)              | 0210                                    | Wodan, nordischer Hauptgott | ca. um 1904         | Die Wodanstraße geht nach Süden von der Chamissostraße ab, parallel zur Elfenallee. Sie endet hinter dem östlichen Grundstück der Berliner Straße, einer Tankstelle, mit einem Wendeplatz. Auf dem Silva-Übersichtsplan von der Stadt Berlin 1925 hat sie Anschluss an die Berliner Straße. | |
| Zeuschelstraße (Lage)           | 1140                                    | Ulrich Zeuschel († nach 1466), kurfürstlicher Küchenmeister von Eisenzahn | 8. Feb. 2005        | Die Straße liegt zwischen Triftstraße und Ortsteilrand Richtung Blankenfelde am Schillingweg. Die Benennung der Zeuschelstraße hat ihren Bezug zur märkischen Geschichte und kontrastiert und ergänzt die sonstigen französischen Namen. Die Parallelstraße ist die Anna-Bruseberg-Straße, im nordwestlichen Teil wurde zwischen beiden in den 2010er Jahren neue Einfamilienhäuser errichtet, im südlichen Abschnitt befinden sich noch ältere Eigenheime und Gartenlauben. Die Grundstücke der Straße sind Zeuschelstraße 7–181 (ungerade) und Zeuschelstraße 32–240 (gerade). | |
| Zimbelstraße (Lage)             | 0680                                    | Zimbel, Musikinstrument | 1. Dez. 1936        | Sie verläuft in NW-SO-Richtung durch das Instrumentenviertel zwischen Blankenburger und Schönhauser Straße, vor der Benennung war sie als Straße 185 im Bebauungsplan trassiert. | Zimebelstraße vom Akkordeonweg nach Süd gesehen                                                                  |
| Zitherstraße (Lage)             | 0230                                    | Zither, Saiteninstrument | 1. Dez. 1936        | Die Straße begrenzt das „Instrumentenviertel“ im Nordosten zwischen Okarina- und dem zentral durch die Siedlung führenden Akkordeonweg. Nordwärts geht ein Fußweg neben dem Gewerbegelände zur Schönhauser Straße. Vor der Benennung 1936 trug sie den Namen Straße 187 nach Bebauungsplan. | Zitherstraße nordwärts vom Akkordeonweg                                                                          |

## Geplante und ehemalige Straßen
Im Ortsteil wurde seit 1990 in den 1990er bis 2010er Jahren das gesamte Wohngebiet Buchholz-West mit Mehrfamilienhäusern um den Rosenthaler Weg neu auf ehemaligen Gartenkolonien und landwirtschaftlichen Fläche erbaut. In verbliebene Eigenheimflächen wurden die neuen Straßen verlängert. Andererseits wurden vorhandene Kleingartenanlagen teilweise entwidmet und durch Baugesellschaften mit verkaufbaren Eigenheimen bebaut, zum anderen wurden auf Wunsch der Gartensiedler KGA zu Bauflächen und Wohnsiedlungen umgewidmet. Östlich des Musikinstrumentenviertels wurden neue – im Namen angepasste Straßen, wie Tuba-, Posaunenstraße – auf KGA-Flächen gebaut, auf der ehemaligen KGA Familienglück wurden die La Famille- und Le Bonheur-Straße als Privatstraßen amtlich gewidmet.
Im Adressbuch von 1943 finden sich folgende nummerierte Straßen, die seit 1995 benannt wurden (in Klammern die Querstraßen von 1943).
- seither benannt oder aufgehoben:
  - Straße 7 (zwischen 18 und 19),
  - Straße 9 (zwischen 18 und 19),
  - Straße 18 →Cevennenstraße (Schönhauser Straße, 28, 9),
  - Straße 19 →Nisbléstraße (Schönhauser Straße, links: 9, 7, rechts 28, 29),
  - Straße 29 →Kalvinistenweg (19, Blankenfelder Straße),
  - Straße 43 (unbebaut vom Blankenburger Weg),
  - Straße 49 →zur Ferdinand-Buisson-Straße (Bahnhofstraße, links: 64, 55, rechts: 59, Feldmark),
  - Straße 53 →Dr.-Markus-Straße (Berliner Straße, Elfenallee, Eddastraße, Feldmark),
  - Straße 64 →zur Ludwig-Quidde-Straße (Straße 49, Parkstraße, Straße 160),
  - Straße 121 →Tiriotstraße (Straße 35, Feldmark),
  - Straße 122 →Aubertstraße (Blankenfelder Straße, 124, Ackerland),
  - Straße 126 →Clémentweg (Feldmark, Mühlenstraße),
  - Straße 128 →Jean-Cals-Weg (Feldmark, Ackerland, Triftstraße),
  - Straße 137 →Petitweg (Rosenthaler Weg, rechts: 138, Feldmark), Straße 138 →Noèweg (137, Blankenfelder Straße, dann Verlängerte Straße 138 bis Straße 35),
  - Straße 139 →Guyotstraße (Feldmark, 145, 144),
  - Straße 140 →Ancillonweg (19, 145, 141),
  - Straße 141 →La-Rochelle-Straße (19, 144), Straße 144 →Nantesstraße (Blankenfelder Straße, 141, 140, 139, Ackerland / Gemarkung Rosenthal),
  - Straße 204 →Favierweg (Blankenfelder Straße, 124)
- nach wie vor nicht benannt: Straße 28, 30, 42, 44, 55, 59, 72, 73, 74, 76, 76a, 77, 77a, 89 (Sackgasse), 103 (vormals Wieland'sche Privatstraße), 124, 145, 160, 171, 175, 179, 180, 182, 199,
- heute nummeriert, die 1943 fehlten: Straße 18a, Straße 123, Straße 147, Straße 163, Straße 164, Straße 165, Straße 166, Straße 167.

Diese Nummerierung wurde im Wesentlichen erst mit dem Wohngebiet Buchholz-West benannt. Die Straßen, die im östlichen Ortsteil an der Gravensteinstraße entlang und 1990 schon ausgebaut waren, haben wohl noch die vorherige Struktur, hier finden sich vorwiegend Neubauten von Einfamilienhäusern zwischen Altbaustrukturen.

## Weitere Örtlichkeiten in Französisch Buchholz
Im Ortsteil befindet sich ein weitreichendes Gelände, das für die Schrebergartenbewegung geöffnet wurde. Im Laufe der Zeit wurden größere Gelände für die Errichtung der Wohnsiedlung Buchholz-West aufhoben. Beim Bau der A 114 wurden Kleingartenflächen beansprucht und hier besteht auch noch Rechtsunsicherheit zu Randflächen. Andere Kleingartenanlagen wurden für Eigenheimbebauung durch Baugesellschaften genutzt. Größere Kolonien wie die KGA ‚Gravensteiner‘ wurden entwidmet und zu Wohnsiedlungen mit der Möglichkeit des Baus von Eigenheimen geöffnet. Im Nordosten des Ortsteils angrenzend zu Blankenfelde bestehen noch große Anlagen, die nach dem Kleingartenentwicklungsplan bestandsgeschützt sind und dem Bundeskleingartengesetz unterliegen.

### Kleingartenanlagen
Die Kleingärten in Berlin sind nach dem Bundeskleingartengesetz bestimmt und ihr Status wurde durch die Senatsverwaltung für Stadtentwicklung im Kleingartenentwicklungsplan beschrieben aufgrund von Flächennutzungsplan und Bebauungsplänen aufgenommen. Einige Anlagen wurden auch auf Wunsch der Siedler in Wohnanlagen umgestaltet. Im Ortsteil sind mehrere Gartenkolonien auf Wunsch der Siedler umgewandelt worden, um den Hausbau zu ermöglichen, andere Kleingartenanlagen wurde aufgelöst um Baugrund für Eigenheimbaugesellschaften zu schaffen. Nach dem Zweiten Weltkrieg war die Wohnungsnot groß und viele Schrebergartenbesitzer bauten ihre Laube zu einer festen Bleibe aus und konnten mit einer Sondergenehmigung ihren Garten dauerhaft bewohnen. Bezeichnend dafür sind die noch heute vorhandenen Grundstücke zwischen der Dietzgenstraße, Rosenthaler Weg, Blankenfelder und Schönerlinder Straße.

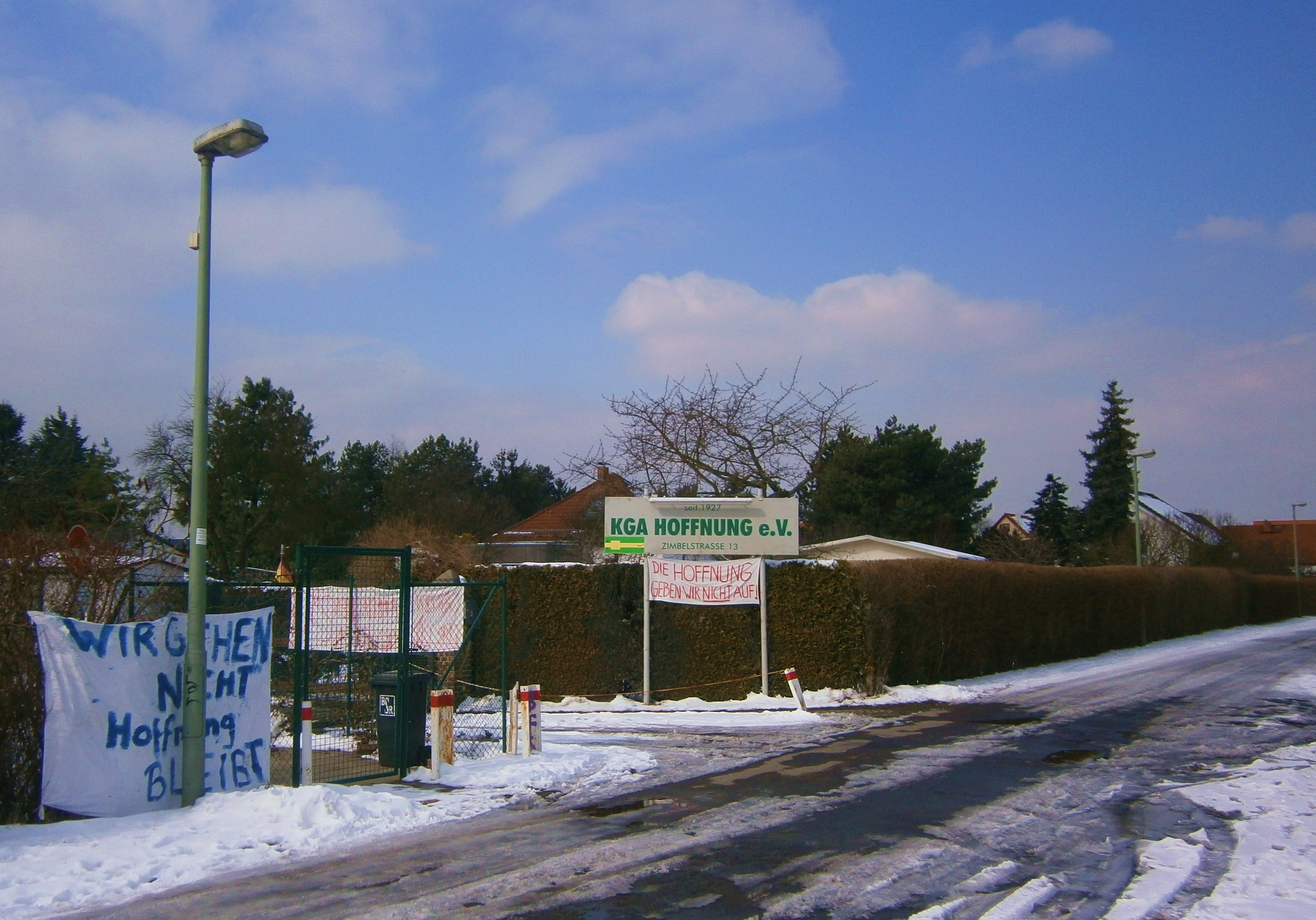
KGA ‚Hoffnung‘

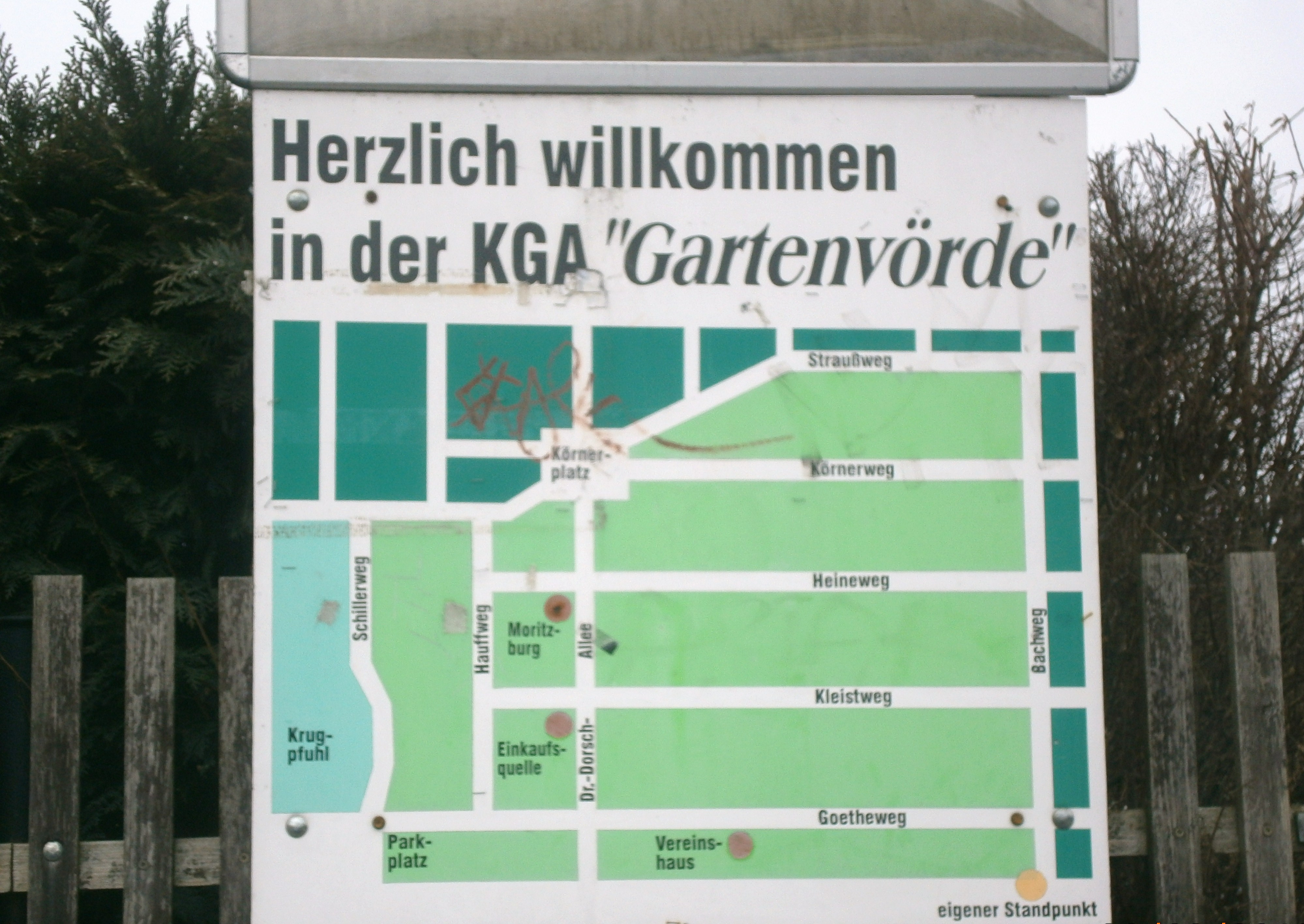
KGA ‚Gartenvörde‘ ist vom Jean-Calas-Weg und von der Schützenstraße erschlossen.

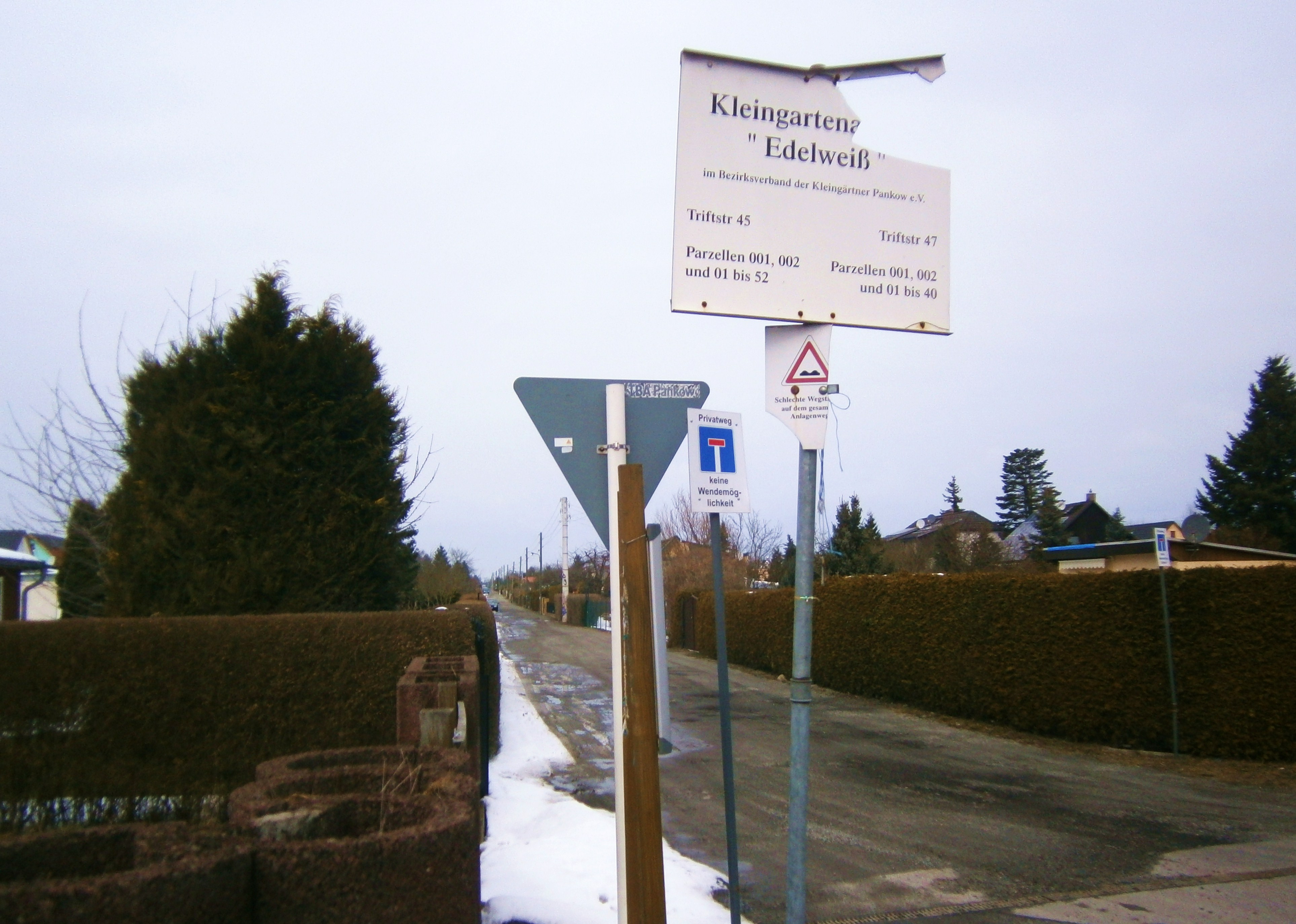
Die KGA ‚Edelweiß‘ ist als Anlage zwischen entwidmeten KGA verblieben.

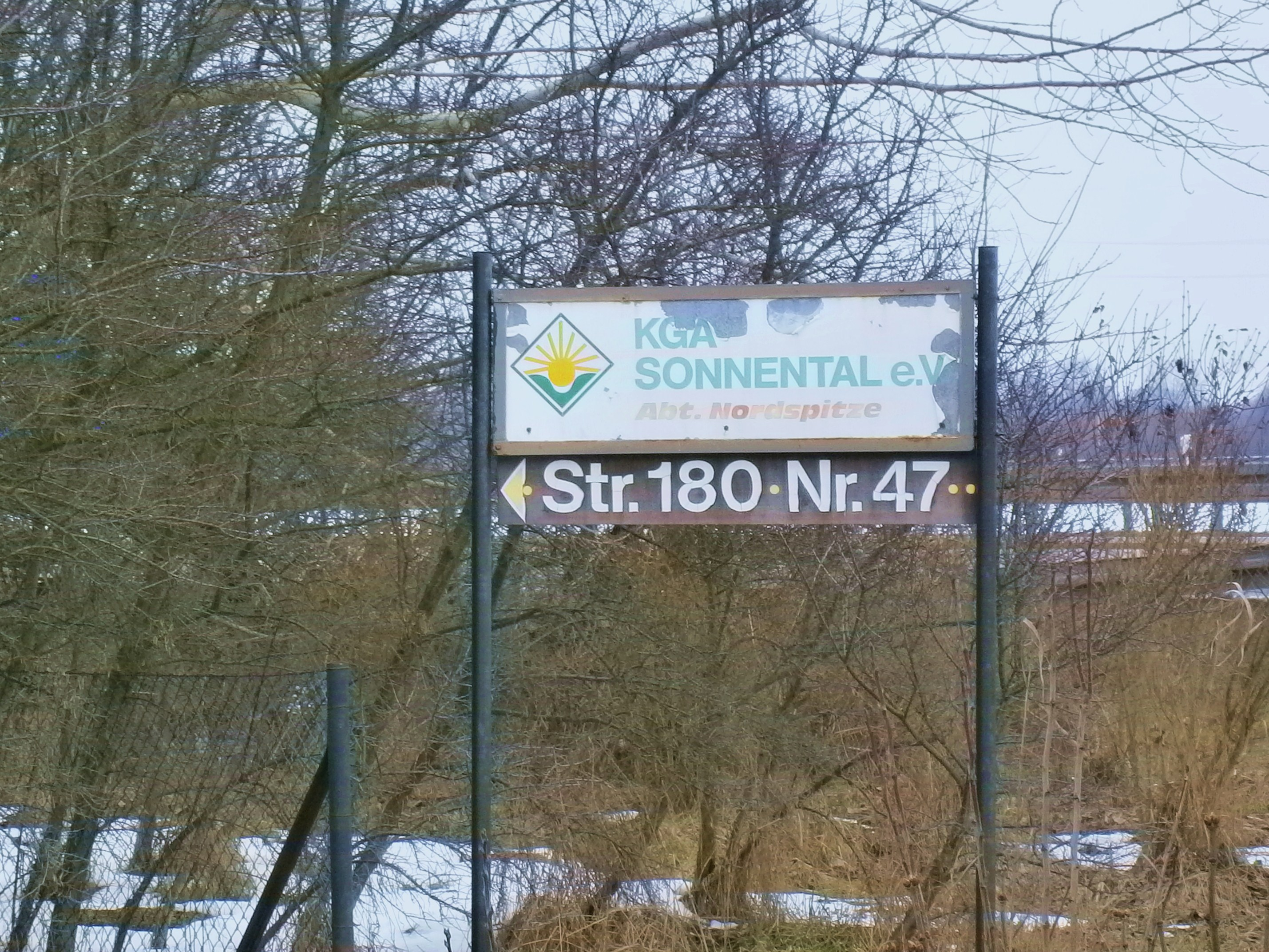
KGA ‚Sonnental‘

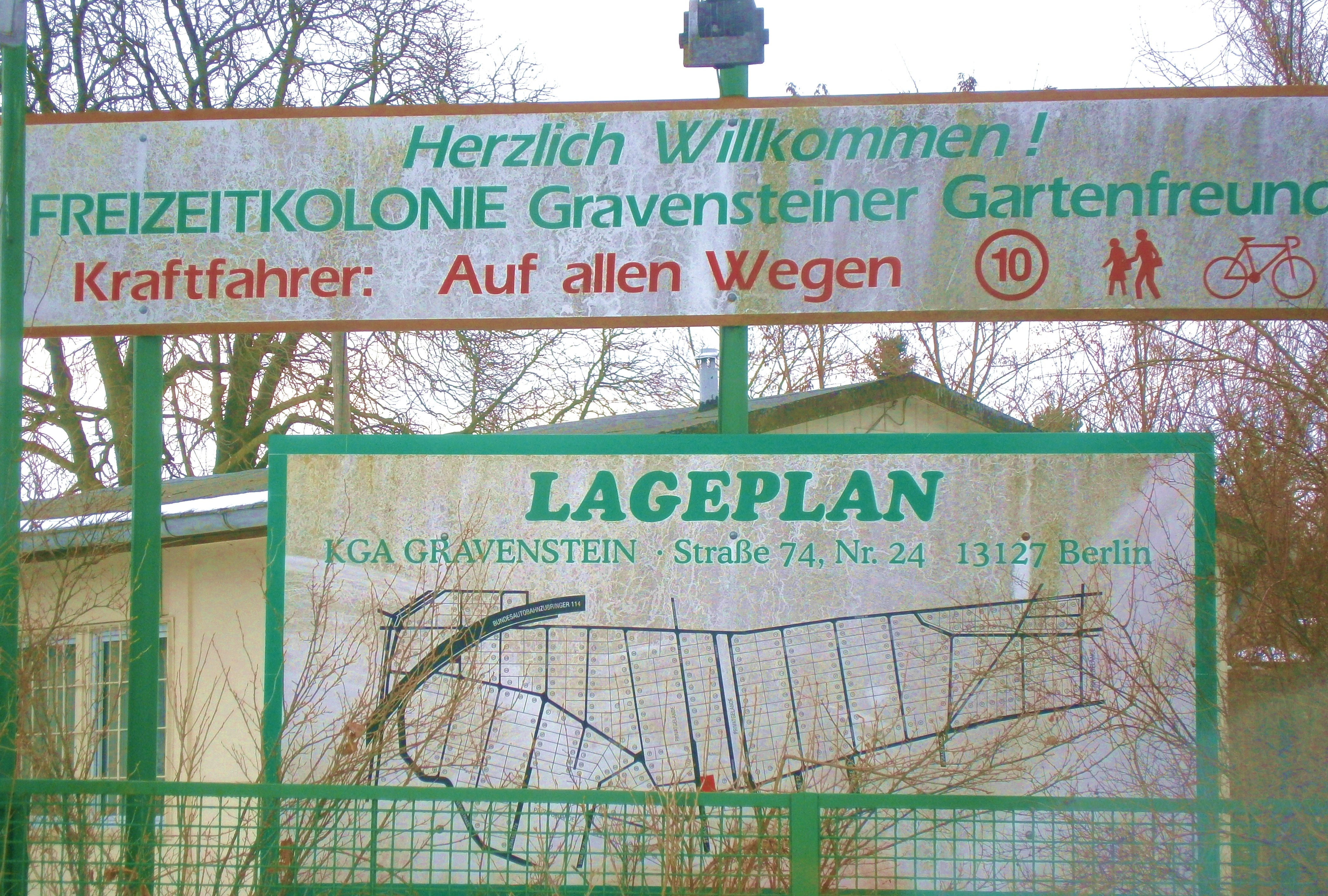
Die Freizeitkolonie ‚Gravenstein‘ liegt östlich der Ludwig-Quidde-Straße zur Panke hin.

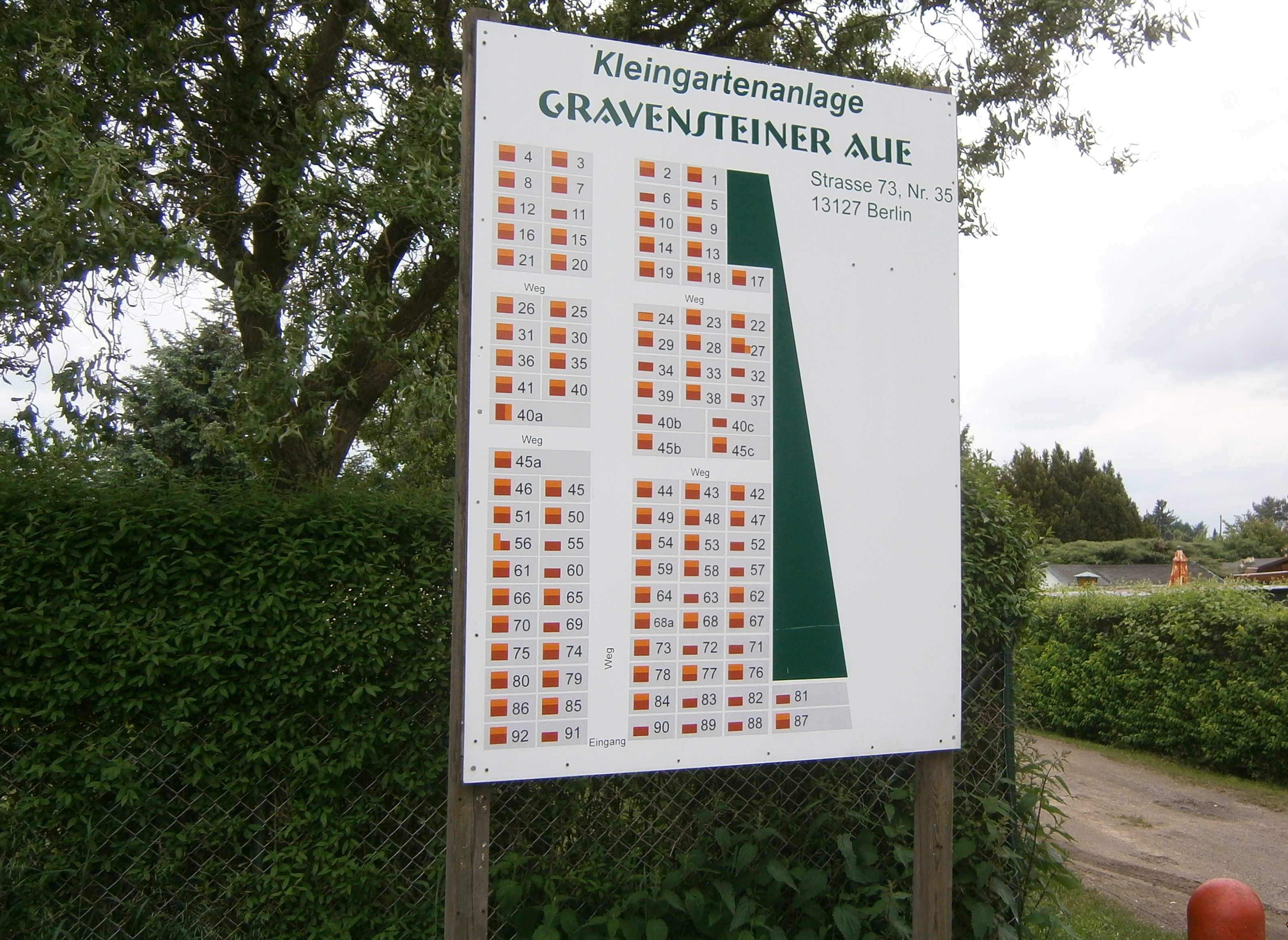
Die Lagetafel der KGA ‚Gravensteiner Aue‘

- KGA ‚Am Feldweg‘ – 03041 (Rosenthaler Weg 79, Lage), sie wurde 1981 gegründet und liegt mit 61 Parzellen auf 29.536 m² privatem Pachtland. Nach dem Kleingartenentwicklungsgesetz[78] ist es eine hoch gesicherte Daueranlage.[79] Sie liegt zu ‚Grüner Stern‘ und ‚Pappelgrund‘ benachbart.
- KGA ‚An der Autobahn‘ – 03047 (Karower Chaussee 235, Lage): die 1933 gegründete Laubenkolonie ist heute eine dauerhaft gesicherte (fiktive) Dauerkleingartenanlage[80] mit 76 Parzellen auf 30.475 m² landeseigenem Pachtland. Ein Teil der Fläche ist für den späteren Ausbau der A 1) vorgesehen.
- KGA ‚Edelweiß‘ – 03054 (Triftstraße 45–47, Lage). Sie wurde 1933 gegründet und unter diesem Namen wurden am 5. August 2002 die KGA ‚Triftstraße 45‘ und KGA ‚Triftstraße 47‘ umbenannt, jedoch gehört sie nach dem Plan zu den ungesicherten Daueranlagen. Sie besteht aus 52 Parzellen auf 20.703 m² privatem Land[81] und 29 Parzellen auf 21.449 m² landeseigenem Pachtland.[82] Für die Umnutzung ist eine Straßennummer vergeben: RBS 8911.[83]
- KGA ‚Gartenvörde‘ – 03068 (Clementweg 24w, Lage) auf dem Gelände zwischen der KGA ‚Möllersfelde‘ (vor dem Schillingweg) und dem Nordende der Schützenstraße und wurde 1927 gegründet und am 15. Juni 1999 aus der KGA ‚Straße 126 Nr. 24a‘ benannt. Mit 247 Parzellen ist es eine dauerhaft gesicherte Kleingartenanlage[80] auf 111.644 m² landeseigenem Pachtland. Die KGA hat fünf Dauerbewohner mit Wohnrechten. Sie wird im Straßensystem als RBS 8573 geführt.
- KGA ‚Gravensteiner Aue‘ – 03072 (Straße 73 Nr. 44, Lage) wurde 1982 gegründet und liegt zwischen Panke und Ferdinand-Quidde-Straße. Mit 99 Parzellen auf 46.844 m² landeseigenem Land ist diese KGA dauerhaft gesichert[80] und besitzt die Straßennummer 44230.
- KGA ‚Hoffnung‘ – 03073 (Zimbelstraße 13, Lage) besteht seit 1928,[84] am 14. August 1997 wurde die KGA ‚Zimbelstraße 13‘ (44449) amtlich zur KGA ‚Hoffnung‘ (08330) umbenannt. Sie liegt für 31 Parzellen (fünf berechtigte Dauerbewohner) auf 15.778 m² Privatland. Gemäß dem ‚Stadtentwicklungsplan Wohnen 2015‘ ist die KGA nur bis nach 2025 gesichert, danach soll sie mit Wohnhäusern bebaut werden, sie gilt damit als ‚gefährdet‘.[85]
- KGA ‚Krugpfuhl‘ – 03080 (Rosenthaler Weg 77, Lage) wurde 1928 gegründet und am 22. August 2000 erhielt die KGA ‚Rosenthaler Weg 77‘ amtlich ihren Bezeichnung KGA ‚Krugpfuhl‘ (08696), obwohl ein Teil für den übergeordneten Hauptverkehrsstraßenausbau vorgesehen ist, sind die 174 Parzellen (zehn Dauerbewohner) auf 82.178 m² landeseigenem Land im Wesentlichen als dauerhaft gesichert[80] eingestuft. Sie liegt südwestlich vom Krugpfuhl auf der geschlossenen Kleingartenfläche am Nordwestrand des Ortsteils, die sich über den Schillingweg nach Blankenfelde fortsetzt.
- KGA ‚Möllersfelde‘ – 03083 (Schillingweg 90, Lage) ist eine dauerhaft gesicherte[80] Kleingartenanlage auf landeseigenem Land. Sie wurde 1927 gegründet und ist mit 269 Parzellen auf zwölf Hektar angegeben. Am 22. August 2000 wurde die KGA ‚Schillingweg 90‘ amtlich in (08697) KGA ‚Möllersfelde‘ benannt. Sie liegt zwischen KGA Gartenvörde und Schillingweg, wobei bei der Umsetzung der Straßenbaupläne der für den übergeordneten Hauptverkehrsstraßenausbau vorgesehene Teil verloren ginge.
- Die KGA ‚Neuland Buchholz‘ – 03086 (Schillingweg 98, Lage) wurde 1928 gegründet und am 14. August 1997 amtlich bestätigt. Sie grenzt an den nördlichen Teil der Zeuschelstraße und andererseits an die KGA Möllersfelde und Gartenvörde und ist als dauerhaft gesicherte Anlage[80] im Entwicklungsplan der Senatsverwaltung für Stadtentwicklung aufgenommen. Die 155 Parzellen (drei Dauerbewohner) liegen auf 67.509 m² Landesland.
- KGA ‚Pankegrund‘ – 03092 (Straße 49 Nr. 75, Lage) liegt westlich der Panke und der A 114 und der Ludwig-Quidde-Straße. Die Gartenkolonie wurde 1981 gegründet. Als Dauerkleingartenanlage mit 16 Parzellen auf 14.035 m² landeseigenem Pachtland wurde sie am 8. April 2003 amtlich anerkannt und ist nach Planung dauerhaft gesichert.[80]
- KGA ‚Pankepark‘ – 3094 (Straße 49 Nr. 50, Lage) wurde 1930 gegründet und unter 9002 am 8. April 2003 amtlich registriert. Mit vier Dauerbewohnern und 18 Parzellen gehört sie zwischen Panke und Friedrich-Quidde-Straße zu den kleinen Anlagen am Pankeufer ist aber ebenfalls dauerhaft[80] als Kleingarten gesichert.
- KGA ‚Pankewiesen‘ – 3095 wurde 1982 gegründet und ist als dauerhaft gesichert[80] eingestuft. Sie besteht aus den beiden Anlagenteile Pankewiese I (Straße 49 Nr. 76, Lage) im Süden der Kleingartenfläche entlang der Panke und im Norden Pankewiese II (Straße 49 Nr. 45, Lage) in Nachbarschaft zur KGA Gravensteiner Aue zwischen Königstein- und Hebammenbrücke. Auf Teil I siedeln auf 17.690 m² 31 Parzellen und auf Teil II liegen elf Parzellen auf 5.583 m² landeseigenem Pachtland
- KGA ‚Pappelgrund‘ – 3097 (Baltrumstraße 35, Lage) liegt östlich zwischen der Baltrumstraße und dem Brendegraben, der an der Autobahn liegt. Sie wurde 1982 gegründet und ist im Bestand nicht gesichert.[81] Die 56 Parzellen liegen auf 27.598 m² auf Privatland.
- KGA ‚Sonnental‘ (Kleingartenplan 3107) wurde 1933 gegründet und liegt an der Straße 76 westlich der Gravensteinstraße (Straße 76, 89, 103, 180, Baltrumstraße, Lage). Die Anlage ist zeitlich gesichert, allerdings ist ein Anlagenteil an der Bucher Straße neben dem Blumengroßmarkt bereits anderweitig genutzt. 24 Parzellen liegen auf landeseigenem Land[82] (13.346 m²) und die 56 Parzellen mit 13 Dauernutzern auf 38.263 m² Privatland[81] sind für andere Nutzungen vorgesehen. Die Kolonie Parkidyll an der verlängerten Eddastraße ist bereits aufgehoben oder wurde in Sonnental einbezogen.

### Wohnsiedlungen und aufgehobene Kleingartenanlagen
Neben Kleingartenanlagen nach Bundeskleingartengesetz gibt es im Ortsteil auch Wohn- und Freizeitsiedlungen, deren Status vorwiegend auf Wunsch der Anlieger geändert wurde. und die Straßen wurden zu amtlich gewidmeten Straßen im Status von Privatstraßen und wurden in obiger Liste aufgenommen. Als Privatstraßen unterliegen sie damit anderen Auflagen und Zuständigkeiten als öffentliche Straße, sind dennoch in den obigen Listen beachtet. In den 2010er Jahren waren in großen Garten- und Siedleranlagen Berlins oft Adressen über angrenzende öffentliche Straßen mit interner Wegebezeichnung und Parzellennummer definiert. Solche Adressform ist nicht georefenzierbar, gemäß Bundesrecht muss Berlin in das bestehende Liegenschaftskataster das Programmsystem ALKIS einführen. Für „georeferenzierte Gebäudeadresse“ ist eine „eindeutige Adresse mit Hausnummer“ nötig. Im Ortsteil wurden in Abstimmung mit den Anliegern und Eigentümern neue Straßennamen vergeben, wobei im Planungsprozess geprüft wurde, ob diese neuen Straßennamen im Stadtgebiet (des Landes) Berlin eindeutig sind.
- Freizeitkolonie ‚Gravensteiner Gartenfreunde‘ (Lage), RBS: 6807.[87] Die KGA ‚Straße 64 Nr. 92‘ (Straßennummer 44406) wurde am 1. März 1996 als Anlage Gravenstein (Straßennummer 06807) umbenannt und das Gelände wird seither nicht mehr unter einer Siedlungsadresse einheitlich als Kleingartenkolonie geführt. So wurde es notwendig eine Neugliederung der Fläche und Adresszuordnung durchzuführen. Die Namenswahl[88] der Straßen nach Apfelsorten[89][90] erfolgte unter begrifflichem Bezug zur Gravensteinerstraße und dem daraus abgeleiteten Name der Siedlung allerdings nicht zur Person August Gravensteiner, sondern symbolisch zur Apfelsorte Gravensteiner. Die Benennung dieser 20 Straßen innerhalb und am Rande der Anlage wurde gemäß § 15 Bezirksverwaltungsgesetz (BezVG) auf Beschluss des Bezirksamtes Pankow vom 26. Februar 2013 an die Bezirksverordnetenversammlung berichtet und von dieser am 26. April 2013 beschlossen.[17] Die Straßennamen in der Anlage Gravensteiner wurden wie folgt beschlossen: 1. Landapfelweg, 2. Bananenapfelweg, 3. Weinapfelweg, 4. Kornapfelweg, 5. Eiserapfelweg, 6. Paradiesapfelweg, 7. Petersapfelweg, 8. Pfaffenapfelweg, 9. Mönchsapfelweg, 10. Nelkenapfelweg, 11. Klarapfelweg, 12. Edelapfelweg, 13. Kantapfelweg, 14. Prinzenapfelweg, 15. Rosenapfelweg, 16. Silberapfelweg, 17. Glasapfelweg, 18. Herrgottsapfelweg, 19. Jubiläumsapfelweg, 20. Am Brendegraben.

- Die Anlage ‚Blankenburg II‘, von der im Ortsteil der Teil westlich der A 114 liegt, wurde auf Wunsch der Siedler und Anwohner nicht als Kleingartenanlage gewidmet. Im Ergebnis wurden 2011 die auf dem zumeist auf Blankenburger Gelände liegenden Anlagenwege neu benannt. Die Grundstücke Bahnhofstraße 26 und 96 der Anlage wurden mit amtlichen Straßenschildern als Buschsperling- und Steinsperlingweg gekennzeichnet.
- Der Name von KGA ‚Rosenthaler Straße 9‘ wurde am 21. Mai 2001 amtlich als KGA ‚Familienglück‘ bestätigt.[91] Im Jahre 2005 wurde die Nutzung der Fläche als Kleingartenkolonie aufgehoben und sie wurde beräumt. Die durch die Anlage führende Ringstraße wurde amtlich in Anpassung an den KGA-Namen und die hugenottische Geschichte von Französisch-Buchholz nach den französischen Worten für Familie und Glück in La Famille- und Le Bonheur-Straße benannt.
- Die Gartenkolonie ‚Gellertstraße 29‘ wurde am 14. August 1997 in KGA ‚Ertragreich‘ benannt. Die KGA wurde aufgehoben und auf dem Gelände die August-Siebke-Straße gewidmet, die durch eine Baugesellschaft mit Eigenheimen bebaut wurde.

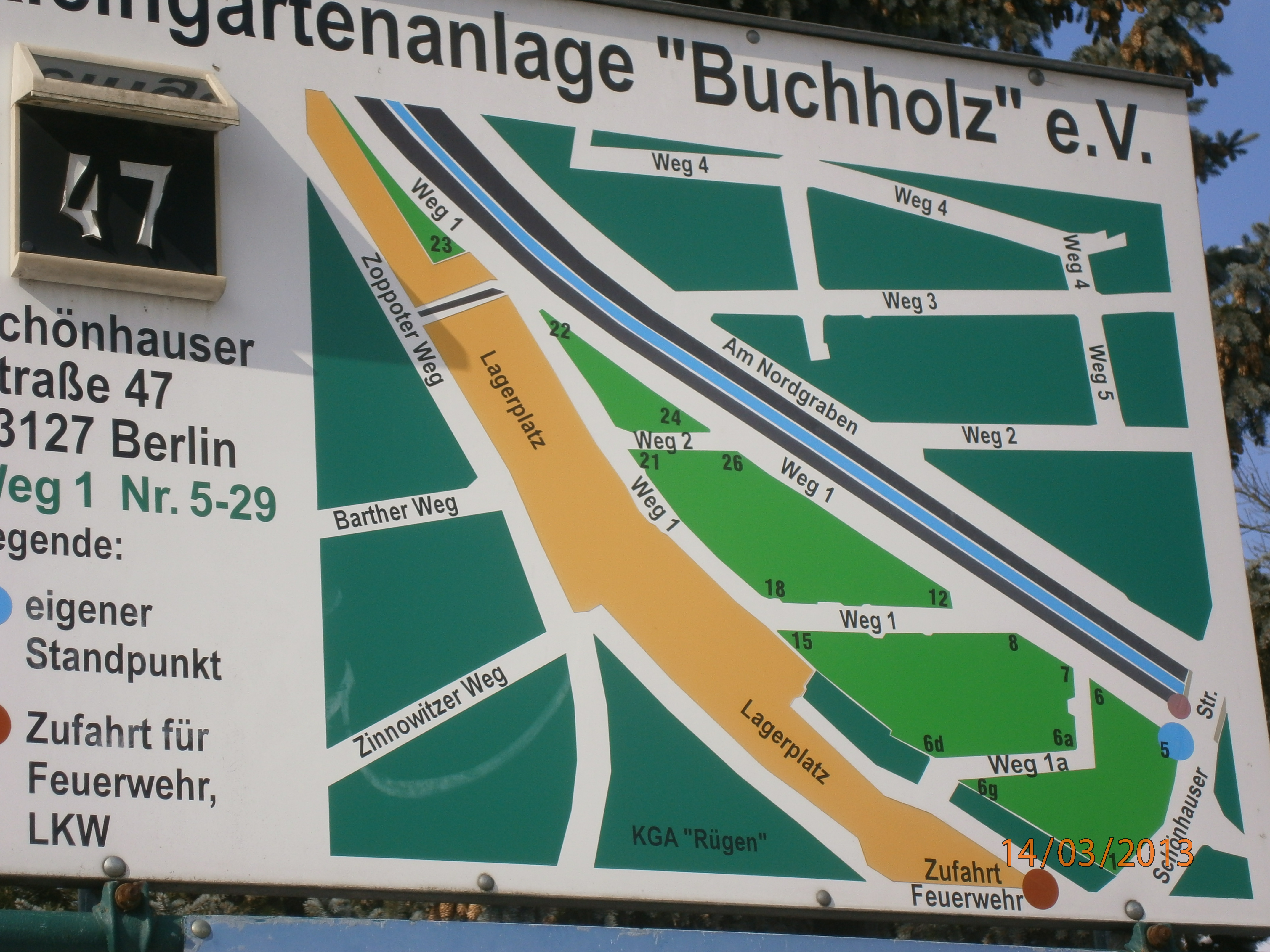
Wege der Kleingartenanlage Buchholz

- Siedlung ‚Einsiedelring‘: Am 14. August 1997 wurden die KGA ‚Pasewalker Straße 33‘, KGA ‚Pasewalker Straße 34‘, KGA ‚Pasewalker Straße 50‘ und KGA ‚Pasewalker Straße 51‘ zur KGA ‚Einsiedel‘ umbenannt. Im November 2005 wurde diese Kleingartenanlage zu einer Wohnsiedlung umgestaltet und die Koloniestraßen wurden als (halböffentliche) Privatstraße Einsiedelring gewidmet.[38]
- Die Kolonie ‚Buchholz‘, vormals als Kleingartenanlage, (Lage) liegt auf beiden Seiten des Nordgrabens westlich der Schönhauser Straße und wurde am 15. August 1997 in KGA ‚Buchholz‘ umbenannt. Sie liegt südlich der Suzettestraße und Cevennenstraße. Diese KGA ist nicht mehr im Kleingartentwicklungsplan aufgenommen und wurde mit den inoffiziellen Gartenwegen (Weg 1) bis (Weg 11) erschlossen. Wobei der südlich vom Nordgraben gelegene Teil auf dem Gelände des ehemaligen Güterbahnhofs (Weg 1) durch einen Lagerplatz und dessen Zufahrt von der KGA ‚Rügen‘ und KGA ‚Ostsee‘ getrennt wird.[14] In den 2010er Jahren werden die Grundstücke der aufgehobenen KGA (nach RBS 08321) für die Bebauung geöffnet.[92] Die Grundstücke der Anlage wurden über die Anlagenadresse „Cevennenweg 33/ Schönhauser Straße 63 + interne Wegebezeichnung + Parzellennummer“ erschlossen. Diese komplexe Angabe genügte nicht für eine georeferenzierbare Adresse, die durch die bundesweite Einführung des ALKIS eine eindeutige Gebäudeadresse (Straßenname mit Hausnummer) erfordert wird. So wurden die Anlagenwege auf Antrag der Nutzergemeinschaft von der Bezirksverwaltung Pankow neu geordnet, neu benannt und mit Hausnummern versehen und auf Beschluss der BVV am 10. März 2015 gewidmet: Fliederblütenweg, Mirabellenblütenweg, Apfelblütenweg, Pflaumenblütenweg, Birnenblütenweg, Veilchenblütenweg und Pfirsichblütenweg.[19]

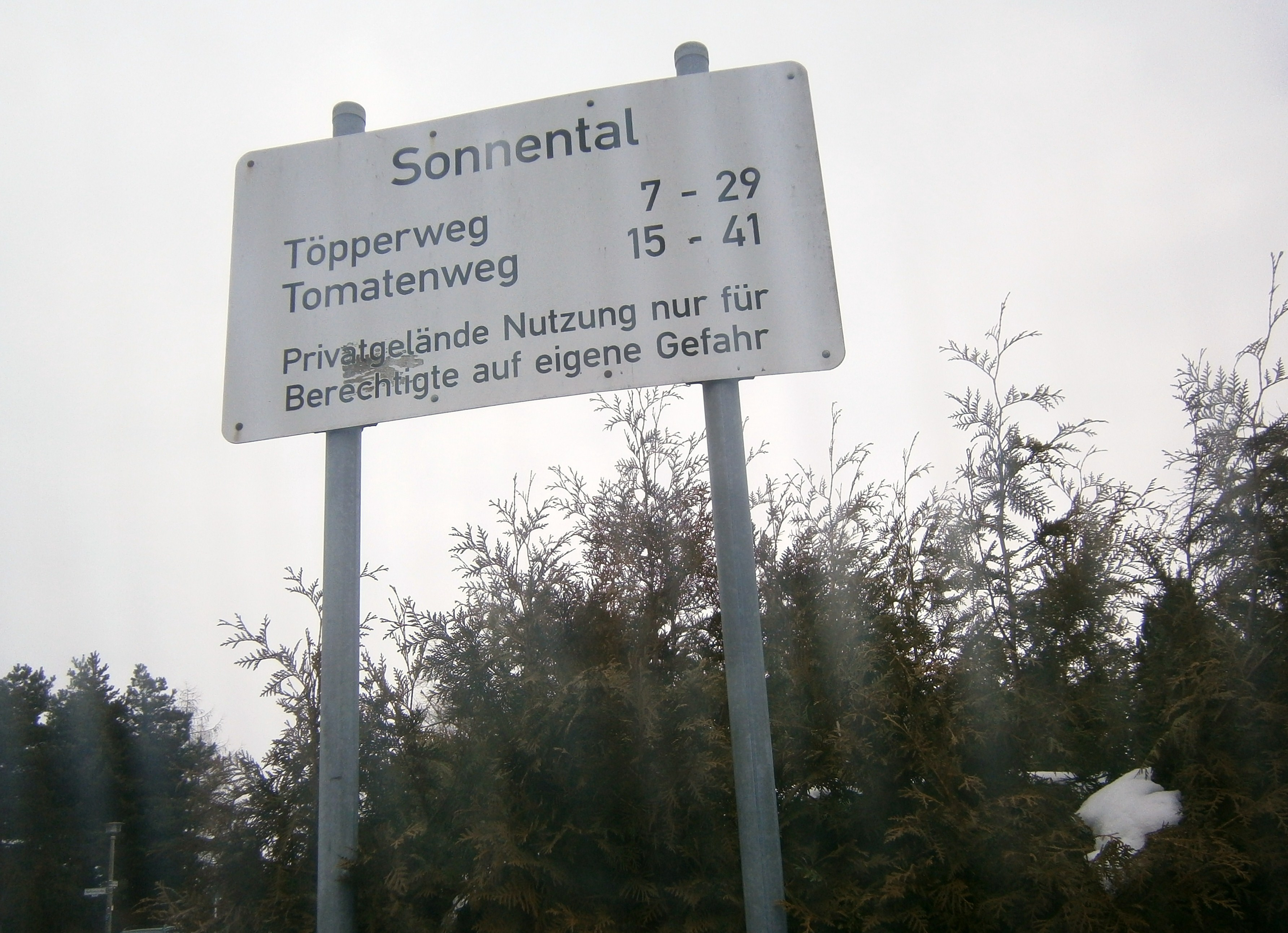
Der nördliche Teil der KGA Sonnental wurde aufgehoben und als Wohnsiedlung gewandelt

- Im Kleingartenentwicklungsplan sind auch folgende einstige KGA nicht aktuell aufgeführt und teilweise bereits in Wohnsiedlungen oder Freizeitkolonien gewandelt worden.
  - KGA ‚Aus eigener Kraft‘ (Lage), sie lag am südöstlich vom Schillingweg zwischen Hans-Schumacher- und Anna-Bruseberg-Straße.[28]
  - Kolonie ‚Glücksklee‘ (Lage) lag im Bereich der Schützenstraße zwischen Triftstraße und Kolonie Gartenvörde und wurde als Eigenheimgebiet geöffnet. Sie ist im Vienweg aufgegangen, dem die Grundstücke 1–129 und 14–134 zugeordnet wurden.
  - Kolonie ‚Grüner Stern‘ ist nicht mehr unter diesem Namen verzeichnet. (Lage) Sie lag benachbart zu ‚Am Feldweg‘ und ‚Pappelgrund‘. Die KGA ‚Straße 180 Nr. 38‘ (44399) wurde am 15. August 1997 in KGA ‚Grüner Stern‘ umbenannt (die Straßennummer RBS 08323 ist nicht mehr aufgeführt). Sie lag westlich der Baltrumstraße gegenüber der KGA ‚Pappelgrund‘ die ebenfalls nur zeitlich gesichert[81] ist. Die aufgelösten Flächen der KGA Sonnental wurden für Grundstücke an der Straße 180 hinzugesetzt.
  - Anlage ‚Schönerlinder Straße‘ (Lage) auf einer Fläche von 6,9 Hektar ist nicht im Kleingartenentwicklungsplan Berlins benannt.[76]
  - KGA ‚Ostsee‘ (Lage) liegt westlich der ehemaligen Industriebahn am westlichen Rand des Ortsteils zu Rosenthal an der (nicht amtlich anerkannten) Zoppoter Straße.[28] Die KGA ‚Rügen‘ (Lage) befindet sich südlich davon an der verlängerten Zimbelstraße[28] und grenzt an Niederschönhausen. Beide sind nicht mehr im Entwicklungsplan mit Stand 2010 aufgenommen und werden in Wohnsiedlungen umgewandelt und deshalb liegen in den 2010er Jahren zunehmend keine Gartenlauben, sondern Einfamilienhäuser als Eigenheime auf diesen Flächen. Die Siedlung ‚Rügen‘ mit der Straßennummer 08804 und Anlage ‚Ostsee‘ (08823) sind teilweise [veraltet]noch mit dem Vorsatz KGA in amtlichen Unterlagen und sonstigen Karten zu finden.

- Für das Gebiet „einer seit Anfang der 1990er Jahre brachliegenden, ehemals durch eine Gärtnerei genutzten Fläche“ (Lage) im Süden des Ortsteils zwischen Dr.-Markus-Straße, Bahnhof-/Berliner Straße, westlich vom Parkgraben und nördlicher von der Ferdinand-Buisson-Straße wurde ein Bebauungsplan „Buchholz-Ost“ aufgestellt. Die ehemalige Gärtnerei besaß eine Fläche von ca. 11 Hektar und das Plangebiet von 20 Hektar.[8] Eine Planstraße A[93] führt von der Dr.-Markus-Straße gegenüber der Eddastraße nach Süd, am Südende führt eine Verbindung zur bestehenden Straße 160. Von diesem südlichen Ende der Planstraße A führt die Planstraße B zur Berliner Straße durch die vorhandene Grundstückslücke. Eine Planstraße D von Bahnhofstraße 6, nördlich der Gewerbefläche am Westend der Ferdinand-Buisson-Straße erschließt Grundstücke und soll über den Parkgraben hinweg mit einem Geh- und Radweg an die Ludwig-Quidde-Straße angeschlossen werden. Letztlich liegt noch eine Planstraße C zwischen Mitte der Planstraße B und Planstraße D. Der Plan wurde aufgestellt, da „der Eigentümer des überwiegenden Teils dieser Fläche beabsichtigt eine Bebauung mit Einfamilienhäusern auf der Grundlage eines für den Bezirk erstellten städtebaulichen Strukturkonzepts“ vorsieht. Die Umgebung des geplanten Wohngebiets für Eigenheime liegt inmitten eines bestehenden Siedlungsbereichs mit vorhandener Infrastruktur, die nach Plan entwickelt werden soll. Die Untersuchungen zum B-Plan begannen bereits 2008[94] und umfassen auch die Altlastenprüfung[95] Ergänzend hierzu werden die Bebauungspläne XIX-48a und XIX-48c für die Fläche östlich vom Parkgraben aufgestellt, für die gegenwärtige als Hundeauslauf genutzte Brachfläche nördlich von Straße 160 und um das Grundstück Ludwig-Quidde-Straße 41. Die zunächst als Planstraßen (Erschließungsstraßen) trassierten Straßen wurden am 29. Januar 2014 mit Kenntnisnahme der BVV Pankow benannt und gewidmet. Dabei wurden die öffentliche Straßen als Marseillestraße (Planstraße A), Lyonstraße (Planstraße B) und Nizzastraße (Planstraße C und D) benannt. Die verbindenden Privatstraßen erhielten die Namen Brester Ring (Privatstraße III und IV), Grenobler Ring (Privatstraßen V, VI, VII), Bordeauxstraße (Privatstraße X) und Toulonstraße (Privatstraße XIV).[96] Vom Eigentümer wurden mehrere Namensvarianten vorgegeben, wegen der Lage im Ortsteil wurden vom Amt die französischen Orte gewählt.

### Parks und Freiflächen
- Die Fläche von 3,64 Hektar für den Friedhof IX (Rosenthaler Weg) (Lage) verkaufte der Bauer Heinrich Guyot im Oktober 1871 an die Gemeinde. Zuvor hat sich der Ortsvorsteher Guyot mit einem Ersuchen im März 1870 an das „Königliche Domänenamt Mühlenhof zu Berlin“ gewandt, einen neuen Begräbnisplatz am Wege zur Mühle anlegen zu dürfen. Beim alten Friedhof an der Kirche stieß man schon bei drei Fuß auf Grundwasser. Seither fanden die Beisetzungen hier statt. Die Leichenhalle wurde 1910 zur Nutzung freigegeben. Hier befinden sich die Begräbnisplätze der eingewanderten Hugenottenfamilien wie Chatron, Matthieu und Guyot. Auch die über Generationen ansässige Kolonistenfamilien, wie Grunow, Ewest, Schultze, Pluntz, Blankenburg und Bock haben hier ihre Grabstätten.
- Lenné- oder „Eselpark“ (Lage): Es sind nur noch einige Flächen des Parkes einschließlich des Elfenteiches mit 230 × 240 Meter vorhanden. 1904 nach Gravensteins Tod ging das Gelände, das die Gemeinde nicht kaufen wollte an eine „Terraingesellschaft“ und wurde parzelliert,[97] die Parkstraße wurde durch ihn hindurch gelegt und hat daher den Namen.
- Krugpfuhl (Lage): Eine 215 × 120 Meter große Grünfläche, eines der größten Amphibienlaichgewässer[98] des Bezirks Pankow. Im Osten der KGA Krugpfuhl gelegen, nördlich einer Ödfläche an der Ecke Aubert-/Cunistraße.
- Im Norden des Ortsteils zwischen der B 109 und der Bucher Straße befinden sich Grün-, Wald- und Ackerflächen.
- Das Naturschutzgebiet Karower Teiche (Lage) auf 127 Hektar westlich der Panke und südlich der Bahnlinie gehört zum Ortsteil trotz der Bezeichnung Karow im Namen. Südlich des Lietzengrabens liegen die vier Teiche, nördlich von diesem Fließ befindet sich ein Waldgebiet. Das Gebiet ist für Wanderungen und Radfahrer zur Naherholung und Naturerkundung durch ein Wegesystem erschlossen.
- Im Süden des Ortsteils liegen nennenswerte Grün- und Wiesenflächen sowie Feuchtwiesen (Lage) an der Panke, westlich der Autobahn A 114. Diese liegen entlang der Ortsteilgrenze zu Blankenburg und werden von Kleingärten ergänzt.